# 宇宙戰隊九連者
《宇宙戰隊九連者》是由日本東映製作的《超級戰隊系列》第41部特攝作品。於2017年（平成29年）2月12日至同年9月24日每週日上午7時30分在朝日電視台首播，同年10月1日至2018年2月4日起改至每週日上午9時30分首播。
本作標語為「九位究極救世主（9人の究極の救世主）」，後改為「十二位究極救世主（12人の究極の救世主）」。

## 本作特色
- 本作的世界觀並非超級戰隊所在的宇宙，而是多重宇宙中存在的另外一個宇宙，同時也切割了歷年戰隊含糊不清的世界觀；另一方面，本作在故事開始前，地球就被惡役所占領，這也是戰隊史上的首次。
- 本作是首次採用「星座」作主題的戰隊，亦是繼1986年《超新星閃光人》、1990年《地球戰隊五人組》及1997年《電磁戰隊百萬連者》後，第四部採用「宇宙」作為主題的戰隊。
- 本作為《超級戰隊系列》首次出現9位初期成員，不同以往大多數系列作的二男一女組成3位或者三男二女或者四男一女組成5位初期成員的配置，因此亦成為史上最多初期成員的超級戰隊，但仍只有2名女性成員。
- 以往為追加戰士的「金」和「銀」兩種配色，在本作中首次成為初期成員的配色。
- 本作的最大特色是高達12位戰隊成員，僅次於《獸電戰隊強龍者》14位戰士的記錄，《歸來的烈車戰隊：夢幻的特急7號》中亦一樣發生12人一起變身的場面。
- 不同於以往系列作幾乎都是全員出場戰鬥，而是改由以選擇的方式決定出擊成員人數[4]，只有在特定情況下才會全員出擊。
- 不同於以往系列作的角色代稱，首次以「星座名」+「顏色」為組合[5]。
- 團隊名稱「九連者」，在日文中的「キュウ」有五重意義：
  - 究：即究極；
  - 救：即救世主；
  - 宮：即黃道十二宮；
  - 球：即本作使用的變身道具球玉；
  - 九（きゅう（９））：即初期成員的人數，也是對《秘密戰隊五連者》（ご（5））的致敬之稱[6]。
- 本作首次出現正式的女性綠色戰士成員[7]。
- 本作是戰隊史上首次出現「初次進行大合體但並未全員上座」的設定[8]。
- 本作的變身服依照戰士所變身的星座有其所屬的相關特徵，亦是繼《獸電戰隊強龍者》後靴的顏色再次為變身者所代表的顏色，前後相隔4年。
- 戰隊系列史上首次設定機器人的手可以換成腳，反之亦然。
- 本作繼《獸拳戰隊激氣連者》後，睽違10年後再次以「連者」為命名標題及團隊名稱。
- 本作繼《獸電戰隊強龍者》後，睽違4年後再次出現來自過去時空的追加戰士成員。
- 本作繼前作《動物戰隊獸王者》後第二次由人類及非人類組成初期成員，亦是繼該作後再次與《假面騎士系列》聯動劇情，也同樣地以非全體形式出現在雙方劇情中。
- 本作繼《激走戰隊車連者》、《特搜戰隊刑事連者》和《獸電戰隊強龍者》後，第四次出現非人類司令官的設定。
- 本作繼《五星戰隊大連者》、《超力戰隊王連者》、《侍戰隊真劍者》、《獸電戰隊強龍者》和《手裏劍戰隊忍忍者》後，第六次出現未滿18歲的追加戰士演員。
- 本作繼《忍風戰隊破裏劍者》[9]、《特搜戰隊刑事連者》、《炎神戰隊轟音者》[10]和《特命戰隊Go Busters》後再次出現機組合體成機器人後，仍然呈現獨立式駕駛艙的設定，而且還是首次出現球玉可變身成機組群的立體透視駕駛艙的設定[11]。
- 本作繼《獸拳戰隊激氣連者》、《獸電戰隊強龍者》、《烈車戰隊特急者》和《動物戰隊獸王者》後，第五次出現紫色戰士隊員。
- 本作繼《獸電戰隊強龍者》，睽違4年後再次出現正規青色戰士。
- 本作繼《轟轟戰隊冒險者》、《炎神戰隊轟音者》、《特命戰隊Go Busters》和《獸電戰隊強龍者》後，第五次金、銀兩名戰士同台。
- 本作繼《忍者戰隊隱連者》、《激走戰隊車連者》、《忍風戰隊破裏劍者》和《獸電戰隊強龍者》後，第五次出現一名以上的藍色戰士。
- 本作繼《未來戰隊時間連者》、《忍風戰隊破裏劍者》、《魔法戰隊魔法連者》、《侍戰隊真劍者》和《手裏劍戰隊忍忍者》後再次出現一名以上的紅色戰士成員，更是首次以「士兵」為唱名。
- 本作繼《JAKQ電擊隊》、《五星戰隊大連者》、《爆龍戰隊暴連者》、《特搜戰隊刑事連者》、《獸拳戰隊激氣連者》後，第六次出現白色男性戰士，但本作的白色戰士卻是首次被設定為獅子紅戰士的強化樣式[12]，而且還是九連者之首[13]。
- 本作繼《五星戰隊大連者》、《魔法戰隊魔法連者》、《獸拳戰隊激氣連者》和《獸電戰隊強龍者》後，第五次出現戰士成員的父親（在自願或不得已的情況下）成為敵方組織成員的劇情。
- 本作繼《電磁戰隊百萬連者》、《百獸戰隊牙吠連者》、《轟轟戰隊冒險者》、《天裝戰隊護星者》、《海賊戰隊豪快者》、《特命戰隊Go Busters》與《兽电战队强龙者》後，第八次出現男性銀色戰士成員[14]。
- 本作繼《恐龍戰隊獸連者》[15]、《忍風戰隊破裏劍者》[16]、《爆龍戰隊暴連者》[17]、《獸拳戰隊激氣連者》[18]、《獸電戰隊強龍者》[19]及《手裏劍戰隊忍忍者》[20]之後第七次出現以特殊物質延續自身生命的角色[21]。
- 本作繼《戰鬥狂熱 J》、《烈車戰隊特急者》與《動物戰隊獸王者》後，第四次出現正規橙色戰士[22]，更是繼《戰鬥狂熱 J》後，睽違38年再次在初期隊員中出現橙色戰士[23]，亦是首位以顔色為唱名的橙色戰士[24]。
- 本作繼《魔法戰隊魔法連者》、《轟轟戰隊冒險者》、《炎神戰隊轟音者》、《侍戰隊真劍者》、《特命戰隊Go Busters》、《獸電戰隊強龍者》與《手裏劍戰隊忍忍者》後，第八次出現正式男性金色戰士[25]。
- 自《手裏劍戰隊忍忍者》以來連續三次出現初期男性黃色戰士成員，同時這也是2010年代中的第三位男性黃色戰士，連續兩年黃色戰士被設定為最年長的初期成員[26]。
- 本作繼《未来戰隊時間連者》、《魔法戰隊魔法連者》、《天裝戰隊護星者》、《海賊戰隊豪快者》和《手裏劍戰隊忍忍者》後再次在劇中出現在同一組合之下擁有多於一種機器人形態的巨大機器人[27]。
- 本作繼《五星戰隊大連者》、《忍者戰隊隱連者》、《超力戰隊王連者》、《激走戰隊車連者》、《電磁戰隊百萬連者》、《未來戰隊時間連者》、《爆龍戰隊暴連者》、《魔法戰隊魔法連者》、《炎神戰隊轟音者》、《侍戰隊真劍者》、《特命戰隊Go Busters》、《手裏劍戰隊忍忍者》和《動物戰隊獸王者》後再次出現由紅戰士專屬的戰鬥機器人。
- 極為重要的星座設定圖則由演員兼插畫家的唐橋充[28]負責插畫。
- 以「Space.○」來表達每話集數。同時亦是繼《烈車戰隊特急者》及《手裏劍戰隊忍忍者》之後第三次不讀出每集標題。
- 主題曲為《超級戰隊系列》史上首次不以作品標題（也就是戰隊名）為歌曲名稱，而戰隊名稱只在和音部分才聽到。
- 片尾曲與前幾部系列作同樣地會出現四色猜謎，但不同之處在於片頭說明完後會給答案的相關提示。
- 不同於以往系列作純粹為日方單獨設定，而美方購買版權翻拍，而是改由日美共同合作設定[29]。
- 首次於系列作中出現首部個人特別篇[30]。
- 本作與2017年6月17日上映的《SPACE SQUAD》有著劇情上的連動，而該劇中登場的《特搜戰隊刑事連者》和《宇宙刑事卡邦》部分成員於第18話中客串演出，因此本作是繼《特命戰隊Go Busters》後，《超級戰隊系列》於TV本篇和《宇宙刑事卡邦》的第二次聯動。
- 正逢播放時間改制，因此原先比《假面騎士系列》早半小時播放，在改制後將會挪移順序而比《假面騎士系列》晚半小時播放[31]，而距離上次的時間改制相隔近20年。

## 故事概要
故事的舞台是遙遠未來的宇宙，宇宙哭泣了.........
形成整個宇宙的88個星系，因由邪惡組織「宇宙幕府Jerk Matter」支配而失去了希望.........
就在人們落淚的當下，被寄宿著星座力量的不可思議道具——「九惑星」所選中的9位戰士突然出現，而這被選中的9位精銳戰士正是來自不同星系的「九連者」，分别是：
- 超級之星 - 獅子紅
- 劇毒之星 - 天蠍橘
- 野獸之星 - 野狼藍
- 謀略之星 - 天秤金
- 擂台之星 - 金牛黑
- 靜默之星 - 蛇夫銀
- 忍者之星 - 變色龍綠
- 速度之星 - 天鷹粉紅
- 美食大師 - 劍魚黃

不止是有人類型，狼男、機械生命體、機械人、人造人等個性豐富的角色登場。每一個人都是「Super Star」，集齊9人就是「All Star」團隊，全員都是主角的超級戰隊。
為拯救宇宙而準備前往宇宙之海，現在，新的傳說即將拉開序幕...........

## 登場角色

### 反抗軍Rebellion
為了對抗宇宙幕府Jerk Matter而設立的軍隊，每次會從九連者的成員中抽出部分成員來執行任務，但是獅子紅幾乎每次都會被抽到。
於蕭·龍波的變身能力完全覺醒後，曾考慮將戰隊名改為「宇宙戰隊十連者」，但遭眾人否決而作罷。

#### 宇宙戰隊九連者
拉奇／ 獅子紅
演：岐洲匠／田中零（童年）
「超級之星」，獅子座系出身的第5名覺醒的九連者。為在宇宙中四处旅行的「宇宙第一超級好運」的擁有者。
年齡約為地球人的20歲，生日日期為7月7日（巨蟹宮）。
天真烂漫的他不管遇到任何危機，都會以樂觀積極的態度從中找到機會。為人重情重義，看到有困难的人會無法置之不理。
因為駕駛的航行器故障而墜落惑星「克洛托斯」，幸運地安全降落後遇上反抗軍，之後在惑星「贾科贾科」被拋出宇宙時，又幸運地被獅子球玉選上並遇上獅子座流星雨「相助」返回星球，之後順理成章地加入九連者。
使用的球武器為球劍，為於球槍頂部插上斧刃後再插上刀片而成。天秤金亦使用過此球劍，但由於有一定重量的關係而顯得非常笨拙。
看似只因運氣就可以得到一切，事實私底下是個努力家，也因為悲傷的過去導致他對自身的運氣有莫名的執著。
第6話透過天馬座球玉升級成天馬獅子紅。
第17話透過光球玉分別強化變身為太陽獅子紅以及獅子紅月亮，因而先後加強天秤金和豺狼藍的戰鬥力。
第25話在惑星Toki的8號發條處以Raptor的記憶而出現在她面前並且「求婚」，後Raptor表示她拒絕了所有出現在她面前的人的所有「求婚」並轉動8號發條而消失。
第26話為了救回Naga而選擇留在現代。
第29話為了得知回到過去的成員安危而獨自使用時鐘座球玉回到過去，在那遇見過去時空的歐萊昂，並且與過去時空的三名副將軍發生戰鬥，後遭到過去時空的將軍Don・Armage以小型能量彈擊穿腹部下倒地。
第30話經鳳劍岳使用鳳凰九星的力量治療後跑回戰場支援苦戰的蕭・龍波等人，並在歐萊昂口中得知自己本身擁有獅子座及獵戶座的血統，故此能夠發動至高九星的力量變身為獅子紅獵户並再次擊敗Don・Armage，並與Stinger、Raptor、Spada及鳳劍岳一同回歸現代。
第36話再前往南十字星系的途中，接收到了養育自己長大的惑星的求救訊號，而求救訊號則是童年的至交好友凱撒所發出，於是與同伴們前往拯救養育自己長大的惑星，再與家老交戰之時，從撫養自己長大的爺口中得知自己的父親是獅子座星系的王，自己則是王子，並在戰鬥結束後，得知自己的父親還活著，並且成了Jerk Matter的手下，同時導致人民生活疾苦。
第37話時一度因Kukuruga以惑星Kaien居民的性命威脅而遭到俘虜，甚至被公開處刑，但在其他成員的幫助下脫困，也同時已知眼前的亞斯蘭王並非自己的父親，而是個冒牌貨，之後與Kukuruga展開決鬥，並在其他成員的協力下擊敗家老及副將軍Kukuruga，最後在惑星Kaien居民及其他成員的見証下，正式加冕登基為統御獅子座星系的王。
第39話因安東博士啟動遊戲空間的關係，成為女魔法師角色，除了說話腔調女性化之外，口頭禪「好耶 Lucky!!」也成為火焰魔法。
第40話在與Jerk Matter的死亡球賽中擔任編號4號的投手。
第41話得知自己的父親未死，但已經成為Don・Armage的傀儡，甚至在他面前將Garu斬擊至重傷倒地。
第47話以蕭．龍波與他的九星被吸收一事想出了將12個九星的力量集合在一起，從而解救蕭．龍波及鳳劍岳的自殺式戰略，最後成功救回所有人。
最終話時集合眾人之力擊倒Don・Armage，並在大戰後與Garu兩人一同踏遍宇宙幫助他人，後因收聽廣播興奮到打壞航行器卻意外地掉落在Spada所開的餐廳前。
口頭禪是「好耶 Lucky  (よっしゃ、ラッキー!!)」，了結敵人之後的口頭禪是「Good Luck!」（等身戰）及「宇宙就由我們奪回!」（巨大戰）其後亦成爲各成員的口頭禪。
斯汀格／ 天蠍橘
演：岸洋佑／五十嵐陽向（童年）
「劇毒之星」，天蠍座系出身的第一名覺醒的九連者（蕭・龍波表示），為第8位登場的九連者，但卻到第5話才揭曉間諜身份，成爲最後一位歸隊的九連者的成員。
年齡約為地球人的24歲，生日日期為11月11日（天蠍宮）。
原本為宇宙最強及最孤高，但不知其種族名的宇宙幕府Jerk Matter所僱用的傭兵，雖然信奉強者的他受ErieDoron之邀，加入宇宙幕府Jerk Matter，但實際上是蕭・龍波所安排混入其中的間諜，同時在揭露身份前只有蕭・龍波知道，同時也在尋找背叛族群加入宇宙幕府Jerk Matter的兄長——Scropio。為超級戰隊史上第1個揭露隊友身份後仍然留於敵方陣營當內應的戰士。
當初為了幫中毒的安東博士解毒卻被Champ誤認為是對安東博士下毒手，因而與Champ結怨，在第13話中得知當年害死安東博士的真兇是Scorpio並非Stinger後，兩人的關係才正式和解，並表示會親手打倒自己的兄長而一同行動找Scorpio尋仇。初次變身登場時因為內應身份而與其餘九連者敵對。
性格冷酷，自尊心強，不喜欢与别人交流；只要有人阻礙他戰鬥，就會不分敵我地打起來。但亦有欠缺冷靜的時候，結果因此導致不但被Scorpio套話到九連者找尋阿爾戈船的任務以外，還要因為希望赴死而間接令保護他的Champ落得被Scorpio打得支離破碎的下場，根據第17話小太郎的匯報得知他為了Champ被擊毀一事仍然感到內疚。
第18話為了與Scorpio決斷而脫下九連者的制服換回原本的服裝，並在第19話返回獵戶座號後向Garu及Raptor下毒並搶走了已經獲得的「船帆座」及「船尾座」球玉，最後在第19話結尾時一併帶去與Scorpio決一死戰，甚至為此使出自殺式禁術「安達里士」。
由於天蠍座出身的關係，所以非常擅長用毒，變身後能藏著蠍子尾巴向敵方下毒。初次登場時已能把除Lucky和Champ以外的九連者注入毒素，亦精通拆解其兄長的劇毒。第21集結尾時送給所有人他們的迷你娃娃作為道歉禮物。事後亦以「搭擋」稱呼Champ。
第26集時與Champ選擇回到過去查明真相，並在第30話後回歸現代。
第31集在其他成員去拯救Naga時，負責趁亂營救遭到俘虜的Garu和小太郎。
第37話結尾時因為鳳劍岳的請求下為加冕的Lucky特別製造了白色的風衣。
第39話因安東博士啟動遊戲空間的關係，成為小丑角色，但也因為角色關係，所有對話變成是用唱歌表達而鬧出笑話，讓其他成員笑翻，甚至連在戰鬥時都會不受控制的被強制撤退，之後用唱歌的方式使Champ回復自我並破壞其體內暴走迴路。
第40話在與Jerk Matter的死亡球賽中擔任編號3號的三壘手，但因為與Jerk Matter球員發生衝突而被逐出場。
第41話使用英仙球玉打破地獄之門，回到戰鬥獵戶船後協助鳳劍岳搶救重傷的Garu。
第47話與Champ及小太郎合力擋住牛型汎用破壊兵器零號軍團而三人一同壯烈犧牲並遭Don・Armage吸收，但實際上這是實行Lucky的戰術而使出的苦肉計，故此後來成功從Don・Armage身上分離出來而復活。
最終話時集合眾人之力擊倒Don・Armage，並在大戰後承接蕭．龍波的位置成為新任九連者司令。
使用的球武器為球矛，為於球槍頂部插上刀片後再將球槍內的刺刃拉出後而成，但刺刃部分會較長。
其他登場作品：《連續4週特別篇 超級戰隊最強對戰!!》
加魯／ 野狼藍
聲：中井和哉
「野獸之星」，豺狼座系出身的第6名覺醒的九連者。為「半獸人」的狼男。
年齡約為地球人的35歲，生日日期為9月6日（處女宮）。
其故鄉及同伴在挺身迎戰宇宙幕府Jerk Matter時全滅，自此失去了身為戰士的榮耀，因而膽怯與Jerk Matter戰鬥，後來在Lucky的鼓勵下，為了打倒Jerk Matter而成為了九連者的一份子。
智商不算太高，性情非常急躁，不过在戰鬥中算是可靠的存在。從不考虑复杂的事情，並凭着野性的直覺行動。
對Lucky十分信任，經常與Hammy因Lucky的事情而爭吵。操著像广島腔的口吻，每當說完話時通常會在句尾加上「Garu（～ガル）」。
第17話因為受在場的獅子紅月亮的力量影響之下暫時強化戰鬥力。
第25話在惑星Toki的3號發條處以自己的記憶而出現在他面前，但因為出現的姿態為穿著女裝，故此輕鬆的被打敗而消失並成功轉動3號發條。
第26話跟隨Lucky的選擇而留在現代。
第27話時向Lucky等人透露自己至今仍未信任鳳劍岳。
在Lucky不在現代期間因戰敗而遭Akyanba俘虜，直至第31話由Stinger救出。
第33話得知其有相當程度的潔癖。
第36話中一度因為Lucky說凱撒是他唯一的朋友而相當失落，但在Lucky說出自己是無可或缺的夥伴後轉而高興。
第40話在與Jerk Matter的死亡球賽中擔任編號6號的補手。
第41話被亞斯蘭擊敗，甚至被斬至重傷昏迷，最後由鳳劍岳緊急帶回戰鬥獵戶船後與Stinger一同進行搶救。
第47話1人擋住為使用大炮的特殊因達貝所率領的槍械因達貝軍團而壯烈犧牲並遭Don・Armage吸收，但實際上這是實行Lucky的戰術而使出的苦肉計，故此後來成功從Don・Armage身上分離出來而復活。
最終話時集合眾人之力擊倒Don・Armage，並在大戰後追隨Lucky一同踏遍宇宙。
使用的球武器為球爪，為將斧刃的刃片部分摺起後再插於球槍前方而成。
巴蘭斯／ 天秤金
聲：小野友樹
「謀略之星」，天秤座系出身的第7名覺醒的九連者。本為一名可小規模地自在操作任何機械的機械生命體，因此常留在獵戶號協助機械改裝。
於第7集時顯示其真實年齡已達300歲，生日日期為3月26日（白羊宮）。
過去得知是因為在Naga的故鄉進行竊盜之時，巧遇為尋求感情的Naga，之後兩人一起作為宇宙的俠盗活動。
個性八面玲瓏但輕佻，很會处世之道。經常以說唱方式與其他人對話。
同時也是九連者當中唯一沒有穿上制服外套的成員，而取而代之的則是胸甲塗上了制服的顏色。
使用的球武器為球弩，為將斧刃直接插於球槍前方而成。
第17話因為受在場的太陽獅子紅的力量影響之下暫時強化戰鬥力。
第26話時負責改裝獵戶座號，之後得知Naga的事後而選擇留在現代。
第28話時聽信Akyanba的謊言而打算利用強烈打擊讓Naga恢復正常，但為了不讓Naga孤獨的面對，而利用射手座球玉朝天空射擊，企圖以同歸於盡的方式陪同Naga接受箭雨攻擊，但仍然失敗，甚至讓Naga產生更多怨恨。
第31話利用改造過後的顯微鏡座球玉將自己和Lucky縮小後潛入Naga體內，後在與體內的代官一番激戰下成功地喚回Naga自身的意識。
第33話與Hammy和Spada三人遭到Magera使用超能力扭曲性格，在眾人打倒Magera後恢復正常。
第34話時利用顯微鏡座球玉再次進入Naga腦中探勘記憶，並在最後得知確切位置並向眾人告知。
第35話與Raptor偽裝成人偶潛入試鏡會協助Lucky等人，並在Lucky等人被識破真面目之時先發制人地疏散觀眾。
第37話作戰會議進行期間補充鳳劍岳的匯報，表示可利用仙女、仙王、英仙、仙后4個星座的力量打破屏障。
第40話在與Jerk Matter的死亡球賽中擔任編號2號的游擊手。
第41話被亞斯蘭擊敗，回到獵戶戰鬥船後由Naga進行治療。
第47話與Naga一同擋住使用近戰武器的因達貝軍團而壯烈犧牲並遭Don・Armage吸收，但實際上這是實行Lucky的戰術而使出的苦肉計，故此後來成功從Don・Armage身上分離出來而復活。
最終話時集合眾人之力擊倒Don・Armage，並在大戰後與Naga重操起怪盜BN團的舊業，負責將所有被Jerk Matter奪走的寶物全數尋回。
查普／ 金牛黑
聲：大塚明夫
「擂台之星」，金牛座系出身的最初的3名九連者之一。由某工業惑星制造出來，且拥有超人般的力量的機器人角力賽的冠軍。
年齡約為地球人的40歲，生日日期為1月23日（水瓶宮）。
性格開朗又堅強，絕對不會違反道義。此外，因為身形龐大的缘故，所以制服只能穿在右腕上。座右銘為「正義必勝！」和「只要有正義的話…」。
由於其是由安東博士所製造，所以視其爲恩人。但安東博士卻遭到殺害，而當時Stinger在場而認為其是殺害安東博士的兇手，因此視Stinger爲敵人並希望能替安東博士報仇，即使後來Stinger身份揭露後，兩人的關係仍然較為惡劣，在第13話中得知當年害死安東博士的真兇是Scorpio並非Stinger後，兩人的關係才正式緩和並一同行動找Scorpio尋仇。
使用的球武器為球斧，為將斧刃直接插於球槍頂部而成，但斧刃部分會較大。第21集回歸時曾經把球斧丟給失去武器的Stinger使用。
第16話為了保護Stinger而遭到Scorpio擊毀，並由Stinger在蕭·龍波的指示下送往本部進行維修，根據小太郎在第17話的匯報得知本部仍然為他進行維修前的全面檢查中。於第21集維修完畢並再次跑回戰場支援Stinger。事後亦以「搭擋」稱呼Stinger。
第26話時與Stinger選擇回到過去查明真相。
第30話為了再深入調查過去的事，故此與蕭・龍波一同留在過去。
第33話得知在將蕭·龍波安置在冷凍睡眠裝置中進行冷凍睡眠後，獨自地去與安東博士見面。
第34話時化名為「野牛十兵衛」出現在九連者們面前，但事實上除了Garu之外的其他人一眼就看穿。在歸隊後本打算向眾人說出自己會暴走之事，但被在一旁的Stinger暫阻而沒說出口。
第38話結尾時因MechaMadakko啟動安東博士所給予的遙控開關下暴走並遭到俘虜。
第39話因安東博士啟動開關而失控地與Stinger展開戰鬥，之後因Stinger破壞其體內暴走迴路而重新恢復自我。
第40話在與Jerk Matter的死亡球賽中擔任編號5號的一壘手。
第41話被亞斯蘭擊敗，回到獵戶戰鬥船後已接受初步治療。
第47話與Stinger及小太郎合力擋住牛型汎用破壊兵器零號軍團而三人一同壯烈犧牲並遭Don・Armage吸收，但實際上這是實行Lucky的戰術而使出的苦肉計，故此後來成功從Don・Armage身上分離出來而復活。
最終話時集合眾人之力擊倒Don・Armage，並在大戰後繼續參加機器人角力賽，同時得知維持著99勝的不敗紀錄。
納卡·雷／ 蛇夫銀
演：山崎大輝
「靜默之星」，蛇夫座系出身的第8名覺醒的九連者。同時也是Balance的搭檔。
年齡約為地球人的21歲，生日日期為7月4日（巨蟹宮）。
出身在全族人都長著同一張臉的納卡族群裏，為了避免紛爭而不惜抹殺掉一切感情，故不懂情為何物，但隨著遇上擁有各種豐富情感的同伴後自己也開始對「感情」抱有興趣。
基本上不會表露情感，其行動看似全部都十分合理，与宇宙的侠盗的Balance一起活动。
據悉有著使別人停止動作的能力。而且在加入九連者時僅知道憤怒，尤其沒有被抽中出戰時更會露出憤怒和不滿的表情，於第7集為Balance慶祝生日後開始認識快樂。
第19話因為受在場的太陽獅子紅的力量影響之下暫時強化戰鬥力。
第25話在惑星Toki的4號發條處以Balance的記憶而出現在他面前，後因Balance轉動4號發條而消失。隨後得知其所在的6號發條處並無記憶中的任何人物阻擋在他的面前。
第26話因Akyanba的設計下而染上黑暗，繼而變化成邪惡戰士-蛇夫合金，随後更隸属於Akyanba麾下。
第30話Lucky等人回歸現代後發現他已經代替鐵柱的位子成為Jerk Matter的副將軍之一。
第31話在Balance與Lucky的努力下成功喚回自身意識，甚至能透過暗黑球玉，變身成蛇夫合金回敬Akyanba。事後正式歸隊後表示在自己被設計並納入Jerk Matter陣營期間得知更多有關Don・Armage的情報。
第34話時為了讓Balance進入腦中探勘記憶得知Don・Armage的正確所在處而被白羊座球玉催眠。
第40話在與Jerk Matter的死亡球賽中擔任編號7號的二壘手。
第41話使用仙王球玉打破地獄之門，回到戰鬥獵戶船後為受傷的Balance進行治療。
第47話與Balance一同擋住使用近戰武器的因達貝軍團而壯烈犧牲並遭Don・Armage吸收，但實際上這是實行Lucky的戰術而使出的苦肉計，故此後來成功從Don・Armage身上分離出來而復活。
使用的球武器為球鐮，為於球槍頂部插上已轉折成直角的刀片後再將球槍內的刺刃拉出後而成。
最終話時集合眾人之力擊倒Don・Armage，並在大戰後與Balance重操起怪盜BN團的舊業，負責將所有被Jerk Matter奪走的寶物全數尋回。
哈米／ 變色龍綠
演：大久保櫻子／根本真陽（童年）
「忍者之星」，蝘蜓座系出身的最初的3名九連者之一。
年齡約為地球人的18歲，生日日期為9月1日（處女宮）。
為宇宙女忍者，出身於忍者世家，同時也是所有初期九人成員當中年紀最小的一位，但卻被小太郎經常稱呼為「阿姨」而非常不爽。
非常活泼且好奇心旺盛，上進心很強，年紀還很輕所以喜怒哀樂鲜明，不擅長控制情感，而且小時候性格也比較內向。
說話時經常使用辣妹語和網路成句，举例「超逗」、「糟了」、「來了來了」、「气死了」等，經常發笑讓人不知道她是真笑或是嘲笑。
認為自己比任何人都努力而十分在意「隊長」一位，曾因Lucky被選中為隊長而不滿并因此與Garu不和，後因蕭·龍波的提醒及看見Lucky的努力而改變想法。
由於蝘蜓座出身的關係，所以變身後能使自身隱形，甚至是改變體色，因此經常被指派進行潛入行動。
使用的球武器為球刺，為將球槍內的刺刃拉出後而成。
第13話因遭到襲擊使得毒素進入體內而變成喪屍，在Stinger以蠍尾抽取毒素下恢復正常。
第26話時因自責的關係而選擇留在現代拯救Naga，因而Naga被他殺，而Lucky叫Naga停手。
第30話結尾迎接Lucky等人時向眾人揭露Don・Armage不但還未死，Naga更代替鐵柱成為副將軍。
第33話與Balance和Spada三人遭到Magera使用超能力扭曲性格，在眾人打倒Magera後恢復正常。
第35話因偶像Hoshi☆Minato被指認疑是與Jerk Matter有關連而堅決否認，之後與眾人偽裝潛進試鏡會調查，卻因為聽到Jerk Matter士兵的話而相當錯愕傷心，之後決定在試鏡會舞台上以當初兩人相遇之時的那首歌來確認答案，卻得到對方忘記的答案，但最後在使用波江座球玉得知真相後轉悲為喜。
第36話因偶像Hoshi☆Minato公開聲援九連者而高興。
第37話結尾親自為Lucky加冕並戴上皇冠。
第40話在與Jerk Matter的死亡球賽中擔任編號9號的右外野手。
第41話使用仙女球玉打破地獄之門，回到戰鬥獵戶船後為受傷的Spada進行治療。
第47話與Lucky成功殺到Don・Armage面前，但後來遭打敗並與其他戰死的成員一同被吸收，但實際上這是實行Lucky的戰術而使出的苦肉計，故此後來成功從Don・Armage身上分離出來而復活。
最終話時集合眾人之力擊倒Don・Armage，並在大戰後回到大學就讀，並朝著成為老師的目標前進。
拉普達283／ 天鷹粉紅
聲：M·A·O
「速度之星」，天鷹座系出身的最後一名覺醒的九連者。
年齡約為地球人的25歲，生日日期為2月8日凌晨3點（水瓶宮）。
為负責駕駛其母艦——「獵户號」的人造人機師，并稱其為叔叔。第22集證實為鳳劍岳所設計及製造的人造人，而且起初的設計並非用作戰鬥用途。
性格很认真，十分忠於進行任務，但背後卻有著一顆不為人知的妄想之心，那就是強烈地想與大家一起戰鬥的希望甚至能得到球玉的回應，讓她從操作員晉身成九連者之一，結果如愿以偿。
由於天鷹座出身的關係，所以變身後擁有飛行能力。
使用的球武器為球槍，故此不需裝配任何配件。
第26話時因本身是獵戶座號的駕駛員所以必須跟著回到過去，並於第30話回歸現代。
第31話時在其他成員出動拯救Naga及營救Garu和小太郎時，她因擔心獵戶座號的機體狀況並試圖進行維修而選擇留下，後在結尾眾人慶祝Naga回歸時，對獵戶座號因穿越時空的關係導致機體面臨嚴重損壞而無法修復的情況相當擔憂。
第33話向剛甦醒的蕭·龍波表示其300多年未見依然是那個不正經的坑貨司令但讓人異常地安心。
第35話與Balance偽裝成人偶潛入試鏡會協助Lucky等人，並在Lucky等人被識破真面目之時先發制人地疏散觀眾。
第40話在與Jerk Matter的死亡球賽中擔任編號8號的中外野手。
第47話與Spada一同擋住Big Moraimars軍團而壯烈犧牲並遭Don・Armage吸收，但實際上這是實行Lucky的戰術而使出的苦肉計，故此後來成功從Don・Armage身上分離出來而復活。
最終話時集合眾人之力擊倒Don・Armage，並在大戰後擔任新任司令Stinger的秘書。
其他登場作品：《假面騎士聖刃 + 機界戰隊全界者 超級英雄戰記》
斯帕達／ 劍魚黃
演：榊原徹士
「美食大師」，劍魚座系出身的最初的3名九連者之一，從他的回憶中可得知斯帕達為第一個正式成為九連者之一的成員。
年齡約為地球人的28歲，生日日期為5月9日（金牛宮）。
為成為「宇宙第一廚師」而到宇宙各地冒险的男子，同時身兼獵戶座號的主廚。
漫长的旅途中得到了很多知識及經驗，是受所有成員依靠的存在。
在戰鬥期間或平常期間的對白中，都偶爾跟烹飪或料理有關，有時候講的台詞會穿插法文和義大利文。
過去因居住的星球被侵略而缺乏食物，為照顧饑餓的弟妹而練成何時何地同樣能夠料理的能力。
對於饑餓的人十分具有同情心，一度因不忍心看見人民受饑饉之苦而違反命令，甚至差點導致全軍覆沒。
雖然看似沉穩成熟，實際上為人十分固執，曾於第8話及第9話多次因自己的想法而違反命令而使其他人受傷，甚至自己被抓住而成為人質。
第25話在惑星Toki的8號發條處以Raptor的記憶而出現在她面前並且「求婚」，後Raptor表示她拒絕了所有出現在她面前的人的所有「求婚」並轉動8號發條而消失。
第26話時和鳳劍岳同樣地選擇回到過去，並於第30話回歸現代。
第33話與Balance和Hammy三人遭到Magera使用超能力扭曲性格，在眾人打倒Magera後恢復正常。
第39話因安東博士啟動遊戲空間的關係，成為戰士角色。
第40話在與Jerk Matter的死亡球賽中與鳳劍岳兩人為候補球員。
第41話被亞斯蘭擊敗，回到獵戶戰鬥船後由Hammy進行治療。
第47話與Raptor一同擋住Big Moraimars軍團而壯烈犧牲並遭Don・Armage吸收，但實際上這是實行Lucky的戰術而使出的苦肉計，故此後來成功從Don・Armage身上分離出來而復活。
最終話時集合眾人之力擊倒Don・Armage，並在大戰後開啟屬於自己的餐廳，而餐廳也獲到宇宙聯邦的九星認證。
蕭·龍波／ 天龍司令
聲：神谷浩史
「天龍至尊」，天龍座系出身的負責帶領九連者的指揮官。第3話正式登場。
年齡約為地球人的40歲，生日日期為9月9日（處女宮）。
雖然貴為司令，但卻散發著史上最強随便男的气味，很喜歡說雙關語，稍微有点憎惡感。
在任何危機時也作出「没關係」的發言，每次都总是很随便，故此總是會惹Raptor不滿。甚至會大剌剌地說因為成本問題，所以每次出擊都要用抽的隨機選5個人。
過去因為自己魯莽行事而導致畢格貝爾總司令為拯救自己而自爆身亡，因此使其十分內疚并對九連者隨意違反命令十分不滿。
使用的天龍座球玉原為一般技能球玉，因為使用特殊系統而能夠進行變身，但有時間規限，後來因為九連者對其的信任及想要打倒Jerk Matter的願望而得到天龍座認可下成為正式戰士，第8話首次變身，同時使變身不再有時間上的限制。
第25話在惑星Toki的8號發條處以Raptor的記憶而出現在她面前並且「求婚」，後Raptor表示她拒絕了所有出現在她面前的人的所有「求婚」並轉動8號發條而消失。
第26話在分配任務時選擇回到過去，並把拯救Naga的任務託付給Lucky等留在現代的5人。
第27話時在追找Indaver中閃到腰，導致什麼忙都沒幫上，還要其他人注意他的傷痛。
第30話為了代替歐萊昂將救世主傳說流傳下去而留在過去時空，並批准為了進入更深入調查的Champ留下以便同時想出另1個重回現代的方法。
第32話結尾時得知在過去時空中將歐萊昂所遺留下來的戰鬥獵戶船機組開發完成並重新整備。
第33話透過愛麗絲將摩羯座球玉交託給九連者，並透過訊息將關於戰鬥獵戶船機組之事告知眾人，後在眾人尋找到放置已久的戰鬥獵戶船並進入內部啟動冷凍睡眠裝置之下，重新甦醒，但這時告知他手上並無獵戶座球玉因此無法啟動戰鬥獵戶船，在Lucky得到獵戶座球玉啟動戰鬥獵戶船。在戰鬥結束後，Stinger問起Champ之事時，告知眾人Champ在幫他進行冷凍睡眠後，獨自去與安東博士見面。
第38話時因其他成員的成長加上九林寺上一直認為自己在幫倒忙而萌生退意，但在鳳劍岳的激勵加上第九房中以對其他成員的了解識破家老Desugon的陷阱下恢復信心，後在其他成員因Desugon的功夫而敗陣時上場對戰，最後用拳法擊敗Desugon。
第40話在與Jerk Matter的死亡球賽中擔任教練。
第41話為受傷的小太郎進行治療。
第46話時為所有人擋住Don・Tsurugi的攻擊而壯烈犧牲並遭吸收，但最後與其他被Don・Armage吸收的九連者一起脫離出Don・Armage的身體，而且復活後的他竟變得史無前例的一本正經。
最終話時集合眾人之力擊倒Don・Armage，並在大戰後晉升為反抗軍的總司令，而其原本的司令之位交付於Stinger。
其他登場作品：《假面騎士聖刃 + 機界戰隊全界者 超級英雄戰記》
佐久間 小太郎／ 小熊天藍
演：田口翔大
「巨大之星」，九連者們在地球所遇到的一對兄弟中的哥哥，同時也是九連者12人當中年紀最小，且地球出身的戰士，比起大人們來說更加有勇氣對抗侵略地球的Jerk Matter。
年齡10歲，生日日期為5月5日（金牛宮）。
因為與弟弟次郎之間互相扶持幫助的關係，而讓Stinger想起背叛族人，加入Jerk Matter的大哥Scorpio。
曾差點遭ErieDoron所殺害時受Stinger所拯救而十分崇拜對方，更只對其稱呼為「哥哥」，然而起初對Lucky及Stinger以外的其他成員均使用「叔叔」及「阿姨」稱呼，同時使初期九人戰士中最年輕的Hammy十分不滿。
在被九連者們拯救後，為了想成為九連者成員打倒Jerk Matter的目的而到處尋找他們的下落。
第8話獨自出現在九連者的戰鬥現場卻遭到Indaver追擊，而後被Stinger拯救並帶回獵戶座號上。
第10話時被Lucky帶他返回地球安置時，私下地把星座衝擊槍連同大熊座球玉一同帶走，也因而引起一陣騷動，但也在過程中成功地得到總司令畢格貝爾的認可，成為九連者的一員「小熊天藍」。
第13話時在蕭·龍波安排下前往反抗軍本部進行進修學習。
第17話時將光球玉從反抗軍本部傳送至獵戶座號，並透過視訊匯報Stinger跟Champ現況。
第19話透過視訊告知蕭·龍波關於Stinger失蹤之事，並匯報Champ現況。
第26話留在現代與Lucky等人一起拯救墮落黑暗的Naga。
在Lucky不在現代期間因戰敗而遭Akyanba俘虜，直至第31話由Stinger救出。
第39話因安東博士啟動遊戲空間的關係，成為勇者角色。
第40話在與Jerk Matter的死亡球賽中擔任編號1號的左外野手。
第41話被亞斯蘭擊敗，回到獵戶戰鬥船後由蕭·龍波進行治療。
第47話與Stinger及Champ合力擋住牛型汎用破壊兵器零號軍團而三人一同壯烈犧牲並遭Don・Armage吸收，但實際上這是實行Lucky的戰術而使出的苦肉計，故此後來成功從Don・Armage身上分離出來而復活。
不同於其他成員使用球武器或是個人專用武器，他是以掛在脖子上兩端有小鐵球的伸縮型圍巾，或是搭配大熊座球玉巨大化進行攻擊。但於第21集時使用球矛，故此可推斷小熊天藍亦可使用球武器，但相比之下較少機會使用。
最終話時集合眾人之力擊倒Don・Armage，並在大戰後與Stinger及Raptor三人繼續維持宇宙的和平。
鳳 劍／ 鳳凰士兵
演：南圭介
「宇宙剋星」，數百年間沉睡在「阿爾戈號」中甦醒過來的宇宙傳說之男，自稱為「不死身的男人」及「傳說中的救世主」，為最後一位加入九連者的戰士，同時也是超級戰隊史上首位以「士兵」作為唱名的戰士，於第21集首次登場。
年齡大約130歲以上(不包含冷凍休眠的期間)，生日日期為10月31日（天蠍宮）。
他是最初從地球出發探索宇宙的太空人，在一次的外太空探險中，首次發現球玉並得到「不死之力」，其後以罕見的領導才能就任「宇宙聯邦」的大統領，將宇宙整合為一等，並在過程中創下無數的傳說。
為更进一步的和平與各星系的戰士，總計88位，包括他在内一起出擊。用「永遠的生命」作為代價將超力量發揮出來，並打倒Don・Armage，之後為了治愈失去戰友的傷痛在阿爾戈號内冷涷休眠。
但不知為何地，有關他的記錄卻一點都没記載了下來，甚至成為Jerk Matter黑名單中的首位。在地球亦有自己的研究室，Raptor 283正就是他本人設計及製造。
初登場時展示出让九連者也哑口無言般傳説的強大力量，並起初對復活他的Lucky、Stinger、Champ以及小太郎對決過。因此只认为Lucky他們是個「拖累」。
為达成目的，認為些少的犧牲是無可避免，彻底的合理主義，更作出对眼前生命輕視的發言，後在經過Lucky多次的說教下，終於有了跟九連者並肩作戰的意願。
他會一直堅持著單打獨鬥是因為他在對抗Don・Armage時，一度失去了曾經的好夥伴們，因此為了不再「失去」而選擇了「孤獨」。
口頭禪為「怎麼回事！」。
第22話時表示自己在沉睡前打敗過Don・Armage並理論上早就死了，故此有關Don・Armage為何存活的原因仍然是個未知之謎。
第23話襲擊Jerk Matter放送局並向Don・Armage正式宣戰，卻引來三名副將軍中的Tetchu，在對戰過程得知對方對自己完全無印象而感到相當奇怪。
第24話得知當年在Don・Armage的攻擊下，88位星座戰士接二連三地倒下，讓他產生恐懼，這時在庫耶魯波的鼓勵及犧牲下成功擊敗Don・Armage，但也因為如此，使他不願再次看見夥伴犧牲的情況下將一切由自己獨自承擔。
第25話在惑星Toki的8號發條處以Raptor的記憶而出現在她面前並且「求婚」，後Raptor表示她拒絕了所有出現在她面前的人的所有「求婚」並轉動8號發條而消失。
第26話為了查明當年Don・Armage未死的真相而選擇前往過去時空，並於第30話回歸現代。
第32話以「宇宙聯邦」大統領身份私自坐上原屬蕭·龍波的司令官之位，甚至模仿蕭·龍波一樣唱跳九轉盤專屬歌曲並轉動九轉盤決定出擊人員。
第36話時因看到Jerk Matter大本營外的防護屏障後，安排Balance幫忙調查相關訊息。
第37話作戰會議進行期間向眾人表示當年88位戰士當中有4名賢者能夠使出打破防護屏障的法術，並由Balance繼續補充匯報；在Jumotsu及Kukuruga被打倒後委託Stinger為加冕的Lucky製造了白色的風衣。
第40話在與Jerk Matter的死亡球賽中與Spada兩人為候補球員。
第41話使用仙后球玉打破地獄之門，其後帶傷將憤怒的Lucky以及重傷的Garu回到戰鬥獵戶船，並與Stinger一同搶救Garu。
第45話得知是因鳳凰座球玉的能量的關係，才得以繼續延續生命，但之前在過去時代時，使用能量幫助Lucky恢復導致自身能量逐漸不足而來日不多，在看到Lucky等人的努力後決定，即使付出自己的性命也要守護他們的夢想。
第46話時以訣別的一擊擊殺陷入瘋狂的好友庫耶魯波，但隨後遭到脫體的Don・Armage附身成Don・Tsurugi，並在被附身時向眾人表示將他連同體內的Don・Armage一同擊殺。
第47話時與其他被Don・Armage吸收的九連者一起脫離出Don・Armage的身體，並因Don・Armage所吸收的惑星原素能量而令自身本來時日無多的肉體得以重新恢復。
最終話時集合眾人之力擊倒Don・Armage，並在大戰後再次就任宇宙聯邦的大統領。
其他登場作品：《國王戰隊帝王者 IN SPACE》

### 其他人物
Hoshi☆Minato（ホシ☆ミナト）（松本寬也友情客串／香港：曹啟謙）
宇宙第一藝人，粉絲們的愛稱為「Minaty」，幾乎在電視上都可以看到他的身影，但實際上是遭Don・Armage操控才會成為Jerk Matter的專屬藝人，還曾替Jerk Matter旗下的宇宙龍宮城拍攝宣傳廣告影片。
於網路劇「from Episode of Stinger 宇宙戰隊九連者 高校大戰」中擔任美術比賽的評審，但因Naga將其畫得帥氣而評判九連者勝利。
第35話在Lucky等人的幫助下解除控制，後仍決定繼續地努力唱歌。
第36話利用自身的超高人氣在宇宙廣播頻道中公開地聲援九連者。
第44話時在通訊中感謝九連者破壞Jerk Matter的陰謀，之後在結尾時透過通訊將Jerk Matter侵襲地球的畫面傳達給九連者。
佐久間次郎（佐久間次郎）（大藤瑛史／香港：張頌欣）
九連者們在地球所遇到的一對兄弟中的弟弟。跟哥哥一樣有勇氣對抗侵略地球的Jerk Matter。
因為與哥哥小太郎之間互相扶持幫助的關係，而讓Stinger想起背叛族人，加入Jerk Matter的大哥Scorpio。
後得知與哥哥小太郎約定打倒Jerk Matter而獨自留在地球。
第45話在九連者到達地球之時，與他們再相見，並在安東博士煽動群眾對抗九連者時挺身而出，隨後卻遭到安東博士挾持並打算讓他變成Indaver，但被Stinger救出來，並在一旁觀看九連者的戰鬥。
天馬先生（ぺがさん）（CV：寺杣昌紀／香港：梁偉德）
蕭・龍波於天馬座星系尋找球玉時遇到的守護精靈，可使用33號的天馬座球玉召喚。
召喚後多以鎧甲姿態附在召喚者身上，並以此方式與其他人溝通，當能量用完後會解除鎧甲姿態並變回天馬座球玉，似乎需等一段時間後才能再召喚。
第44話再次現身，並透過九連者的告知得知自己沉睡後這段時間的一切。在知道九連者的努力後，再次解除鎧甲姿態並變回天馬座球玉繼續地沉睡。
寺杣昌紀曾於1992年擔任《恐龍戰隊獸連者》的守護獸劍齒虎、1996年的《激走戰隊車連者》的賽車渦輪和2007年擔任平成假面騎士第八作——《假面騎士電王》的旁白和異魔神——金塔羅斯的聲演。
畢格貝爾（ビッグベア）（梁田清之聲+藤田洋平皮套演出／香港：葉振聲）
原反抗軍的總司令，在Ikagen與Madakko襲擊反抗軍時為了讓蕭·龍波脫逃而選擇犧牲自爆。
之後在Lucky意外地使用大熊座球玉時以靈魂方式現身，並且藉由附身Lucky及小太郎來行動。
原先反對小太郎成為九連者成員，但在知道小太郎與弟弟次郎的約定及想打倒Jerk Matter的決心下同意他成為九連者成員。
第25話在惑星Toki的10號發條處以蕭•龍波的記憶而出現在他面前，兩人聚舊過後因蕭‧龍波轉動10號發條而消失。
大戰結束後蕭‧龍波繼承其位擔任新任總司令。
梁田清之雖曾經有多次參與不同戰隊的角色配音工作，但基本上全都為敵方角色配音（其中包括《忍風戰隊破裏劍者》以及《炎神戰隊轟音者》的最終敵人塔臧特以及幽溝席馬古里坦因），故此畢格貝爾為梁田清之首次聲演的非敵方角色。
真亞紗（マアサ）
九連者們在惑星Bella上所遇見的一名少女。
因意外發現代官的惡質陰謀，但因為膽小的個性不敢告知村人，在Hammy的激勵下鼓起勇氣，後在Hammy及九連者們協助下拆穿騙局。
最後代表村人將船帆座球玉送給九連者。
愛麗絲（エリス）
九連者們在惑星Kiru的森林中所遇見的女性精靈，第一人稱為「妾身」，為「船底座」球玉的守護者。起初很喜歡Spada，之後喜歡Lucky。
之後在Balance和Champ再次造訪惑星Kiru時，透過視訊將鳳劍岳的過去及歐萊昂之事告知九連者眾人。
另外在未來改變下，已忘記歐萊昂的存在，並稱呼與她接觸的蕭·龍波為「蕭大人」，但仍喜歡著Lucky。
第33話再次出現在九連者們面前，將蕭·龍波所託付的摩羯座球玉交給Lucky。
歐萊昂（オライオン）（宍戶開／香港:潘文柏）
愛麗絲口中的神祕救世主，知道關於阿爾戈號的秘密。
之後從愛麗絲口中得知是當年與鳳劍岳合作對抗Don・Armage的88位星座戰士的倖存者之一。衣著跟擔任間諜時的Stinger非常相似，使用武器為棍棒。
第28話結尾時於過去的地球登場。但於第29話Lucky回到過去時被誤認為襲擊鳳劍岳等人的兇手。
根據與鳳劍岳的對話得知他為了讓鳳劍岳休眠而來到地球，其妻兒已經逃到位於獅子座星系的一颗惑星避難。
第30話時因戰鬥造成的嚴重內傷而黯然逝世，但眾人直到戰鬥結束後才知此事，並為他立碑為記。
第33話得知因為在過去時空戰死導致未來改變下，與愛麗絲接觸的人改為留在過去的蕭·龍波。並在Lucky再次來到埋葬處並接觸其遺物的棍棒時，將寄宿自身靈魂的獵戶座球玉交付給Lucky使用。
庫耶魯波（クエルボ）/ 東・庫耶魯波 Don・Cuervo（ドン・クエルボ）（浪川大輔聲+小倉敏博皮套演出／香港：張預東）
當年與鳳劍岳合作對抗Don・Armage的88位星座戰士中來自烏鴉座的戰士，後來為了保護鳳劍岳而英勇犧牲。
第25話在惑星Toki的12號發條處以鳳劍岳的記憶而出現在他面前並發生戰鬥，最後被鳳劍岳打敗並成功轉動12號發條。
第38話得知過去曾與鳳劍岳一同在九林寺九房修練過，並成功地獲得仙王座戰士的助陣。
第41話時在鳳劍岳的噩夢中出現，以被鳳劍岳殺害的理由向他索命，讓身陷其中的鳳劍岳痛苦不已。
第44話得知當年犧牲後成為瀕臨死亡的Don・Armage附身對象，並且持續存活至今。
第45話更加得知是因仰慕好友鳳劍岳的強大及渴望成為救世主才中了Don·Armage的蠱惑讓其附身繼續為惡。
第46話在九連者的攻擊下遭到擊敗，隨後被鳳劍岳以訣別的一擊擊殺下消散。
浪川大輔曾分別于2004、2005、2008、2014和2015年在《特搜戰隊刑事連者》、《魔法戰隊魔法連者》、《炎神戰隊轟音者》、《牙狼〈GARO〉》動畫版全三季擔任其中一隻宇宙怪人、絕對神暗魔、鷹速鬥輪、黃金騎士 牙狼 / 雷恩・路易斯、白蓮騎士 斬牙 / 藤原保輔和暗黑騎士 波魯古 / 克利斯托帕・哈登的配音。
佐久間曉美（佐久間暁美）（秦瑞穗／香港：劉惠雲）
小太郎和次郎兩兄弟已過世的母亲。根據小太郎的回憶，在生下弟弟次郎以後不久因病而去世。
根據推斷，當時因Jerk Matter的阻撓而未能送醫，導致失救而死外，更成為小太郎決意加入九連者向Jerk Matter復仇原因之一。
在小太郎到達11號發條時，因惑星Toki的關係再次出現在小太郎面前使得他產生猶豫，但在看見小太郎的成長及有著一群陪伴他的夥伴後，反而下定決心地讓小太郎去轉動發條，之後在母子道別下消散於天空。
秦瑞穗曾在《轟轟戰隊冒險者》客串飾演最上未夢 / 未夢、《侍戰隊真劍者》客串飾演記者、《特命戰隊Go Busters》客串飾演河合奈美繪及《特搜戰隊刑事連者10 YEARS AFTER》飾演惡役戰士麥·葛拉芙頓 / NEO刑事黃。
艾赫德娜（エキドナ）（山崎大輝女裝飾演）
外貌與Naga相似的女戰士，為Naga同族的族人。
突然出現在九連者面前，目的似乎是要將因Akyanba而墮落黑暗的Naga抹殺。
第31話獨自地去對戰Naga，但慘遭擊敗，後被九連者拯救，最後在Naga回歸時，雖然還是不太贊同蛇夫座星系的人擁有感情，但認可擁有感情的Naga及九連者能發揮超強的力量，因此在離去前，將宇宙的希望交付給九連者。
蜜卡・蕾茲（ミカ・レーツ）（人類型態:間宮夕貴飾、怪人型態:間宮夕貴聲+人見早苗皮套演出／香港：）
Stinger和Champ尋找Scropio下落之時在某個小鎮遇見的女子，喜歡花語為『在逆境中仍然堅強』的洋甘菊。外傳《宇宙戰隊九連者 Episode of Stinger》中登場。
因是地球人與麒麟座星系人的混血兒（加上右手為麒麟座星系人之手），而遭到其他鎮民排斥甚至以「怪物」稱呼她，在孤獨無助下，被當時在地球擔任代官的撒達巴魯多發現並接納她，因而對撒達巴魯多產生信任，並想成為其手下代官及對迫害自己的居民報復（其後得知一切都是撒達巴魯多的陰謀）。
在撒達巴魯多的設計下與Stinger和Champ兩人戰鬥，隨後與Stinger一同遭到掩埋，並發現Stinger與自己極為相似而產生好感，之後在Stinger的幫助下成功脫離卻又再次被鎮民迫害，怒而將全部鎮民殺害，但也成為了代官。隨後在撒達巴魯多的命令以怪人型態的樣貌與Stinger和Champ再次展開戰鬥卻敗北，最後遭到撒達巴魯多的暗算而死，其後被Stinger和Champ安葬。
爺（爺や）（中原和宏／香港：黃子敬）
將Lucky撫養到大的老人，奉亞斯蘭王的命令將王子Lucky帶至惑星Ruth生活。
因不希望身為獅子座星系的王子Lucky在衝動下涉險，而不願將其父親亞斯蘭王之事告知，但也成為Lucky離家出走的原因。
最後在看見Lucky成長及擁有一群可靠的夥伴下，而將一切告知Lucky。
第37話隨著九連者一同前往惑星Kaien，並且得知亞斯蘭王為惡的真相，並見證王子Lucky加冕登基成為獅子座星系的王。
亞斯蘭（アスラン） / 東・亞斯蘭 Don・Athrun（ドン・アスラン）（山崎銀之丞+大藤直樹皮套演出／香港：馮志輝）
Lucky的父親，也是統御獅子座星系的王。
當初在惑星Kaien遭到襲擊時，安排爺將Lucky帶到Ruth養育成人。
第36話從爺口中得知仍存活著，但已成為Jerk Matter的手下，並助紂為虐地使百姓生活疾苦。
第37話證實出現在百姓面前的亞斯蘭並非本人（而真正的亞斯蘭王早在惑星Kaien遭到襲擊之時被副將軍Kukuruga殺害），而是家老Jumotsu所作的砂人偶（因為怕水，所以下雨之時就會逃避躲雨，最後在九連者以唧筒座、水瓶座、鯨魚座三種噴水的球玉下溶化為砂）。
第41話證實並未死，但卻被Don・Armage附身操控，成為旗下最兇惡的假面戰士-Don・Athrun與九連者為敵。
第43話時在Lucky破壞面具下脫離控制並恢復自我，最後犧牲自我啟動黑洞球玉將惑星原素爆彈的爆炸衝擊全部藉由黑洞吸收。
山崎銀之承曾在《假面騎士Wizard》客串飾演熊谷義和，後在《超人力霸王R / B》飾演湊潮。
記者（レポーター）
最終話登場，採訪Spada所開的餐廳的記者。

### 超級英雄

#### 《假面騎士EX-AID》
寶生永夢（宝生永夢）（飯島寛騎／香港：李凱傑）
《假面騎士EX-AID》的變身者，有著天才玩家「M」之名的遊戲高手。
因為EX-AID球玉的關係，而被召喚至九連者面前。
在擊倒宇宙烏賊惡魔後，返回原本世界（清空市）而EX-AID球玉也跟著消失。

#### 《宇宙刑事卡邦》
十文字擊（十文字撃）（石垣佑磨／香港：梁偉德）
宇宙刑事Gavan type G的變身者，將追擊Madakko的九連者們誤認為壞人，座右銘為：勇氣與你同在。

#### 特搜戰隊刑事連者
赤座伴番（赤座伴番）（載寧龍二／香港：陳卓智）
《特搜戰隊刑事連者》的刑事紅，於本篇結束以後轉調到「火舞戰隊（ファイヤースクワッド，Fire Squad）」。並於本作中晉升為隊長，連帶自己的戰衣設計已改為SWAT模式的改良版。
於第18集因為遇見Lucky等人從蟲洞衝出來而聯絡他的舊上司高奇·古魯加協助Lucky他們返回自己原本所在的宇宙。
戶增寶兒（戸増宝児）
《特搜戰隊刑事連者》的刑事藍，幫助九連者頂多蟲洞剩下時間半小時。
江成仙一（江成仙一）（伊藤陽佑／香港：李致林）
《特搜戰隊刑事連者》的刑事綠，與小梅是戀人關係，於本篇最有名的招牌動作為思考時倒立起來。於第18集結尾透露已經與小梅準備結婚。
幫助九連者頂多蟲洞剩下時間半小時。
禮紋茉莉花（礼紋茉莉花）
《特搜戰隊刑事連者》的刑事黃，幫助九連者頂多蟲洞剩下時間半小時。
胡堂小梅（胡堂小梅）（菊地美香）／香港：何璐怡）
《特搜戰隊刑事連者》的刑事粉紅，與仙一是戀人關係，於第18話結尾透露已經與仙一準備結婚。
幫助九連者頂多蟲洞剩下時間半小時。
姶良鐵幹
《特搜戰隊刑事連者》的刑事布雷克，幫助九連者頂多蟲洞剩下時間半小時。
高奇·古魯加（ドギー・クルーガー）（稻田徹聲／香港：招世亮）
宇宙警察地球分局局長，份屬刑事連者們的上司，同時也是《特搜戰隊刑事連者》的刑事先鋒。
由於跟被暫時羈留的Garu外型近似，結果兩人被誤認是「失散多年的兄弟」，但兩人根本沒有任何血緣關係。

## 宇宙幕府 Jerk Matter（宇宙幕府ジャークマター）
支配著全宇宙88星系的邪惡軍團，為了侵略而到處掠殺甚至不惜摧毀星球。
以奪取惑星原素為首要目標，實際目的為將其製作成「惑星原素爆彈」，並打算摧毁整個宇宙。
以將軍為頂點而有著絕對的階級制度，戰鬥員對幹部必須回以「ギョイサー！」並絕對忠誠。
階級：將軍 → 副將軍 → 家老 → 代官 → 戰鬥員

### 首領

#### 將軍（ショーグン，Shogun）
東・阿魯瑪格 Don・Armage（ドン・アルマゲ） （谷昌樹聲+藤田洋平 / 清家利一皮套演出／香港：招世亮）
出身星系：宇宙
身高（巨大化）：238cm（98.5m）
體重（巨大化）：214kg（886.0t）
裝備：アルマ剣
分類：宇宙思念体
宇宙幕府Jerk Matter的最高領導人，在三百年前曾擊敗了將近85名星座戰士，後被幸存者之一的鳳劍岳所打敗，而且就他理論來看已經死了，但於第29集時已經證實仍然未死並在結尾露出真面目，第35話更證實擁有無數存在，在第36集時九連者們認為他們一直所擊殺的都只是分身，並根據Naga的情報決定前往南十字星系進行調查以確認本體位置。有著「宇宙的帝王」之稱。
第19話派遣大量的Moraimazu前往地球企圖快速抽取掉其所擁有的惑星原素。並在Scorpio知道阿爾戈號之事時命令他不要深入調查。
第21話在Scorpio戰敗時出現在九連者面前，同時命令Madakko啟動Big Moraimazu吸收地球的惑星原素，並且以能量攻擊九連者時，被Scorpio阻擋了下來。
第22話結尾派遣旗下三名副將軍前往地球消滅九連者。
第24話出現在鳳劍岳和Lucky面前，並諷刺當時鳳劍岳所做的一切只是都是白費的。
第29話以黑色煙霧的形態襲擊獵戶座號並把鳳劍岳等人打敗，結尾時以一發能量子彈暗算了Lucky，並脫下斗篷後露出真面目。使用的武器為鐮刀。
第30話時遭到獅子紅獵戶擊倒，卻在Lucky等人返回現代時依然存活著。
第32話透過影像向兩名副將軍傳達告知其他家老們關於戰績卓越者方得晉升為副將軍的新命令。
第38話透過影像向安東博士下達鎮守除仙女座星系其他3座星系的命令。
第41話得知將未死的亞斯蘭王附身控制並讓他成為自己手下最兇惡的戰士。
第42話透過Mecha Madakko向鳳劍岳通訊，並要他獨自前往自己的所在處見面。
第43話向鳳劍岳展現自己真正的樣貌後消失離去，之後以分身樣貌出現並且命令Mecha Madakko進行戰鬥，在被九連者消滅分身之前，毀掉黑洞產生裝置。
第44話時命令安東博士以惑星Bellona為黑暗惑星原素爆彈的爆炸實驗星球，之後在九連者擊倒首領蠕蟲並打算阻止黑色的Moraimazu之時，出手襲擊九連者，並在九連者面前自揭真面目為鳳劍岳已逝的好友庫耶魯波，隨後擊敗九連者並啟動超弩級Big Moraimazu離開惑星Bellona，之後來到地球準備啟動黑暗惑星原素爆彈炸毀宇宙。
第45話得知其打算在毀滅宇宙後附身於其中，代替宇宙主宰一切，更得知當年利用庫耶魯波想要強大的心願，蠱惑並附身於他的身體中繼續其邪惡的野心。
第46話因其所附身的庫耶魯波被九連者打倒，繼而附身在擊殺庫耶魯波的鳳劍岳身上，並利用其強大的力量打算一口氣消滅阻礙的九連者，卻被捨身的蕭·龍波給阻擋下來，卻也因此使蕭·龍波重傷並遭到吞噬。
第47話時吞噬除了Lucky外的其他九連者們，但隨後卻因Lucky及九連者裡應外合的攻擊下將所吞噬的九連者全數排出，但最後將全宇宙的人們及惑星原素吞噬進而進化成最終型態。
最終話得知其正體為全宇宙生物感覺自己的命運悲慘、活的不快樂等負面想法的思念集合體，並在被擊敗時打算再次附身於Lucky身上以便東山再起，但在極為幸運的Lucky再次引發獅子座流星雨的奇跡下失敗，最後被九連者給完全消滅。
東・阿爾卡格 Don・Arkage （ドン・アルカゲ）
為東・阿爾瑪格的影武者，於《魯邦連者VS巡邏連者VS九連者》登場。

### 高階幹部

#### 副將軍（フクショーグン，Fuku Shogun）
鐵柱 Tetchu（テッチュウ） （土田大聲+伊藤茂騎皮套演出／香港：雷霆）
出身星系：惑星Sabinain（仙王座星系）
身高（巨大化）：242cm（55.7m）
體重（巨大化）：218kg（501.4t）
裝備：テッキュウ
分類：鋼鉄宇宙人
第一人稱為「在下」，擅長於發射強烈的能量彈的Don・Armage將軍旗下的三名副將軍之一，被奉命前往地球去消滅九連者。有著「宇宙的破戒僧」之稱。名稱和外型設計構思自德里鐵柱。
第23話正式登場，並對戰挑釁Jerk Matter的鳳劍岳，但似乎毫無300年前曾與對方進行戰鬥的過去記憶。
第24話與其部下 - Gyabura巨大化後，與九連者再度對戰，最後更拉了Gyabura作為擋箭牌而讓其被九連者所消滅，侥幸逃過一劫，繼而被鳳凰士兵所吐槽。
第25話在惑星Toki上暗中利用各種手段襲擊九連者，但都被逐一擊破，最後巨大化，但被12人全集合的球玉神給擊倒。
第29話時在過去時空中登場，卻再次遭到龍帝王與巨鳳王聯手擊倒。
第30話再次復活巨大化仍遭到九連王與巨鳳王聯手擊倒，在Lucky等人返回現代後得知其副將軍之席位亦改由Naga頂上。
土田大曾飾演1994年第18作《忍者戰隊隱連者》的才藏 / 忍者藍。
阿肯巴 Akyanba（アキャンバー）（人類型態:堀有里飾、怪人型態:小宮有紗聲+蜂須賀祐一皮套演出／香港：何寶珊）
出身星系：惑星Kyoryudo（仙后座星系）
身高（巨大化）：181cm（41.6m）
體重（巨大化）：163kg（374.9t）
裝備：ブレイクマイク、再ブレイクマイク、ミクロツヨインダベー
分類：ボーカル宇宙人
擅長解放任何人心中的感情的Don・Armage將軍旗下的三名副將軍之一，被奉命前往地球去消滅九連者，有著「宇宙的「優秀」職業婦女」之稱。名稱和外型設計構思自阿坎巴羅雕像。
笑時會發出「Acaca」的聲音，拥有如同扩音器一般的武器，通過對其呐喊，所产生的威力巨大的声波能將敵人擊倒。
第25話與Kukuruga從將軍Don・Armage口中得知Tetchu遭到擊倒後，接受命令接替Tetchu的任務。
第26話正式登場，並設計Naga使其墮落黑暗成為其麾下的邪惡戰士 - 蛇夫合金。同樣地與Tetchu被鳳劍岳認為比以前還要強及樣貌與以前不同。
第27話得知命令5名Indaver潛入獵戶座號並暗中阻撓九連者們回到過去查明真相。
第28話以強烈痛苦能讓Naga恢復正常的謊言誤導九連者們攻擊Naga，實際目的在於利用九連者使Naga產生更多怨恨。
第29話時在過去時空中登場，之後被獅子紅及歐萊昂聯手打敗，但因為被打敗時的時空為300年前，故此未能確認於在300年後的現代是否真的死了。
第30話再次復活巨大化仍遭到九連王與巨鳳王聯手擊倒，卻在Lucky等人返回現代時依然存活著。
第31話在Balance的解析下得知其所謂地解放負面感情的魔法真面目其實是利用縮小化的Indaver侵入生物大腦內並加以控制其情緒，後在Naga回復正常下遭到擊敗，在臨走之前烙下狠話後慌張地離去。
第34話與Kukuruga對話中得知副將軍三人曾都被改造過，所以才會與333年前的樣貌及攻擊威力上產生差異。
第35話證明其真身偽裝成Hoshi★Minato的經紀人秘書，在被九連者用波江座球玉識破真面目，與Naga等人展開戰鬥，最後被Naga等人聯手擊倒。
小宮有紗曾飾演2012年第36作《特命戰隊Go Busters》的宇佐見陽子 / Yellow Buster及2015年平成假面騎士第17作《假面騎士Ghost》第29-30話客串飾演白井有希 / 哈利・胡迪尼（附身時）。無獨有偶，負責演出該角色的皮套演員蜂須賀祐一當時在《特命戰隊Go Busters》同樣地擔任Yellow Buster的皮套演員。
古古魯加 Kukuruga（ククルーガ）（內田直哉聲+蔦宗正人皮套演出／香港：）
出身星系：惑星Ketsuaruko（英仙座星系）
身高（巨大化）：199cm（55.0m）
體重（巨大化）：179kg（494.0t）
裝備：ククルガン、メドウサーベル
分類：サイボーグ宇宙人
Don・Armage將軍旗下的三名副將軍之一，被奉命前往地球去消滅九連者。有著「副將軍最強的莽漢」之稱。名稱和外型設計構思自庫庫爾坎。
以劍為武器，在戰鬥時能幻化為一把巨劍斬向對手。左手的能量提取器可以吞噬對手的遠程攻擊並給予強力返擊，即便是九連者們的必殺技也能毫不例外。
第25話與Akyanba從將軍Don・Armage口中得知Tetchu遭到擊倒後，接受命令接替Tetchu的任務。
第28話正式登場，並對Akyanba的惡趣味不太好感。
第29話時在過去時空中登場，後在遭到九連者擊敗之時，卻因為將軍Don・Armage出現而存活。
第30話被初次變身的獅子紅獵戶輕鬆擊倒，後再次復活巨大化仍遭到九連王與巨鳳王聯手擊倒，卻在Lucky等人返回現代時依然存活著。
第32話因Akyanba的計畫失敗而取代她執行命令，並安排手下Dogyun去地球執行抹殺九連者。
第33話時打算親自執行抹殺九連者，這時白羊座的家老Magera出現在他面前並自薦跟隨而帶其前往。後與Lucky展開戰鬥，一度地利用攻擊阻止Lucky變身獅子紅獵戶，但後來在Lucky召喚出獵戶航行者後，被獵戶航行者擊退離去。
第34話從地球上襲擊戰鬥獵戶船逼迫九連者與他展開戰鬥，之後利用牛型汎用破壊兵器零號所偽裝的Champ企圖混亂九連者的情緒，但被化名為「野牛十兵衛」的Champ出手攻擊而識破企圖，後與Lucky、小太郎和鳳劍岳三人展開戰鬥，一度地利用手中的吸收裝置吸收三人的攻擊及反擊，但後來在三人的聯手強力攻擊下吸收裝置被毀並被擊敗，後巨大化下，仍被戰鬥獵戶船所變形的巨大砲台以必殺技「獵戶大爆炸加農」擊敗。
第36話結尾時在Jerk Matter實驗室中重新復活，但對獅子紅及九連者的恨意依舊不減，並從安東博士口中得知九連者下個目的地正是過去曾遭到自己侵略摧毀的惑星Kaien。
第37話於惑星Kaien一度地利用居民生命將Lucky擊敗並企圖公開處刑，後被其他九連者成員阻止下失敗，甚至與家老Jumotsu所策劃的詭計也被識破，而後再次與獅子紅獵戶展開決鬥，但不敵獅子紅獵戶而被擊敗，巨大化後在超級九連王與獵戶戰鬥者的聯合攻勢下終究遭到擊倒。
內田直哉曾飾演1980年第4作《電子戰隊電磁人》的綠川達也 / 電磁綠。
Akyachuga （アキャチューガ） （土田大 + 小宮有紗 + 內田直哉聲／香港：）
出身星系：Jerk Matter實驗室
身高：112m
體重：1008t
裝備：バキュームトライアングル、ククルガン、再ブレイクマイク、テッキュウ
分類：改造フクショーグン
安東博士將被擊倒的三名副將軍合體改造後所誕生的機械體樣貌。有著「宇宙的復仇軍」之稱。
第42話九連者來到南十字架的核心區時，出現在他們面前，並與九連者展開戰鬥，因此機械體集合三名副將軍的強項能力及裝備，剛開始讓九連者們無法招架，但後來在超級九連王、龍帝王、巨鳳王和獵戶戰鬥者四架機體合力攻擊下遭到擊倒。

##### 副將軍部隊（フクショーグンフォース，Fuku Shogun Troops）
賈布拉 Gyabura（ギャブラー）（小形滿聲+村岡弘之皮套演出／香港：）
出身星系：惑星Chuppa（摩羯座星系）
身高（巨大化）：192cm（44.2m）
體重（巨大化）：173kg（397.9t）
裝備：チュパカブランス
分類：吸収宇宙人
Tetchu的部下，因為喜歡將敵人血祭，因此有著『染血的處刑者』之名，另外有著可將對手吸入體內慢慢抽乾生命能量的特殊能力，曾利用此能力將九連者過半數成員吸進體內。
第24話巨大化後，因被Tetchu作為擋箭牌而間接被球玉神給予一擊必殺，最後被消滅。
另外根據目擊証言，Gyabura的頭髮激烈晃動時，會飛散出血液讓看見的人感到恐懼。
達金 Dogyun（ドーギュン）（水內清光聲+村岡弘之皮套演出／香港：）
出身星系：惑星Shakoki（玉夫座星系）
身高（巨大化）：188cm（51.8m）
體重（巨大化）：177kg（488.5t）
裝備：液状生命体マトリック、スーパービッグモライマーズ、コーギュン箱
分類：サイボーグ宇宙人
Kukuruga的部下，因為喜歡機械、生物學，因此有著『宇宙第一科學家』之名。
第32話時奉Kukuruga的命令到地球執行計畫，之後用廢棄家電到處作亂而與九連者們展開戰鬥，後快被九連者打倒之際卻被因想修復獵戶座號的Raptor阻止下而逃離，這時在鳳劍岳向Raptor揭穿真相，之後讓因九連者而停止運作的Moraimazu強制啟動並藉此引爆它們讓地球毀滅，但在Lucky跟Raptor聯手下阻止成功，之後巨大化與球玉神展開戰鬥，在不敵之際時將停止運作的Moraimazu全部集合組成超巨大Moraimazu企圖從宇宙中墜落至地球使地球毀滅後被球玉神消滅，而超巨大Moraimazu也被再次自主起動的獵戶座號推離地球，同歸於盡地炸毀於宇宙之中。
另外根據目擊証言，從Dogyun的肩與腰部位的裝甲中，洩漏出機械驅動時所散發出的耀眼光芒。
牛型汎用破壊兵器零號（牛型汎用破壊兵器ゼロ号）（草野伸介（34話）、鳶宗正人、清家利一（39話）皮套演出／香港：）
出身星系：Jerk Matter實驗室
身高（巨大化）：212cm（58.5m）
體重（巨大化）：286kg（789.4t）
裝備：180mm猛牛火呑（カノン）、30mm猛牛魔震貫（マシンガン）、猛牛風米嵐（ブウメラン）
分類：ロボット兵士
由安東博士所開發來的Champ原型體，實際上也是Jerk Matter所屬的戰鬥用破壞兵器。因為最喜歡犯規和禁止手段的關係，被稱之為「宇宙的亂鬥士」。在第34、39、41話出現，另外安東博士身邊亦跟隨著一架。
第34話中本在Kukuruga的陰謀下偽裝成Champ的樣貌混淆九連者的情緒，並藉此襲擊九連者，但卻被化名為「野牛十兵衛」的Champ出手識破及攻擊下現出真面目，之後與九連者展開戰鬥，最後被九連者擊敗，巨大化之後與Kukuruga一同被戰鬥獵戶船所變形的巨大砲台以必殺技擊倒。
第39話時再次出現兩架，最後仍被九連者擊敗，巨大化後被超級九連王和獵戶戰鬥者聯手擊倒。
第41話在九連者攻略惑星屏障之時，出現在超級九連王面前，但仍被擊倒。
另外根據目擊証言，零號對敵猛進的樣子，據說相當地驚人。

#### 家老（カロー，Karo）
艾利多龍 ErieDoron（エリードロン） （黒田崇矢聲+蜂須賀祐一皮套演出／香港：李錦綸）
出身星系：惑星Ojikazo（射手座星系）
身高：191cm
體重：172kg
裝備：長槍弓エレクトロングボウ
分類：合金宇宙人
宇宙幕府Jerk Matter的88位家老之一，掌控著射手座星系（イテ座系）。有著「宇宙的獵人」之稱。
外表為西臺雄鹿像的家老，奉將軍Don・Armage的命令抹殺九連者，因此從第1話開始便和九連者槓上。
第5話親自前往地球討伐九連者，最後連同Big Moraimazu被九連王擊破。
第25話在惑星Toki的1號發條處以Lucky的記憶而出現在他面前並發生戰鬥，最後被Lucky打敗並成功轉動1號發條。
斯科比爾 Scorpio（スコルピオ）  （人類型態:久保田悠來飾、怪人型態:久保田悠來聲+蔦宗正人皮套演出／香港：黃啟昌）
出身星系：惑星Nidoru（天蠍座星系）
身高：185cm
體重：166kg
裝備：ジャークジャベリン
分類：毒針宇宙人
Stinger的哥哥，但為了征服全宇宙而背叛族人加入Jerk Matter，並成為Jerk Matter最強的殺手，同時也是88位家老中掌控著天蠍座星系（サソリ座系）的家老。有著「宇宙的用毒達人」之稱。
使用的武器為長槍及自身的蠍尾。有能夠以將蠍尾纏在腳上發動強力踢擊的招式。
叛族加入Jerk Matter後在將軍Don・Armage賜與力量下變身成怪人形態，外型為紅蠍像。目前已得知他就是殺害安東博士的真凶。
Stinger曾為了找到其下落而以間諜身份潛入Jerk Matter，之後透過ErieDoron得知只有將軍Don・Armage知道其現在所在之處。
第12話結尾時接替Ikagen的任務，來到地球打倒九連者。
第13話時利用蠍尾的毒素將所在區域的居民及該處的代官全都變為喪屍並在遠處觀看，之後以強力蹴擊將變為喪屍的Tsuyoindaver滅殺，而中毒的居民被Stinger獨有配方的解毒劑而回復正常。
於第16集得知他希望殺死Don・Armage從而成為新一任將軍並實行奪得全宇宙的野心，並擊毀為了保護希望赴死的Stinger而把他推開的Champ。
第17話為了奪得全宇宙的野心安排Madakko竊取羅盤座球玉。
第19話成功以愛麗絲作為人質而成功要脅Lucky把船底座球玉交給他作為交換愛麗絲的性命，但實際上仍然意圖想殺死愛麗絲，慶幸的是Lucky及時擋住了。
第21話被Stinger、Lucky、小太郎及修復後趕來的Champ擊敗後，重拾自己的良心向眾人認錯，之後在Stinger因安達里士的代價毒發時，使用蠍尾將Stinger的毒素轉移至自身，最後在Don・Armage使用能量攻擊九連者時，挺身而出阻擋攻擊而死，臨終前將搶走的「船帆座」及「船尾座」球玉交還給Stinger，並囑咐Stinger要為自己想保護的人而堅強生存下去。
第25話在惑星Toki的2號發條處以Stinger的記憶而出現在他面前並發生戰鬥，最後被Stinger打敗並成功轉動2號發條。
久保田悠來曾於《假面騎士鎧武》飾演吳島貴虎 / 假面騎士斬月 / 假面騎士斬月·真。
瑪傑拉 Magera（マゲラー） （こねり翔聲+村岡弘之皮套演出／香港：）
出身星系：惑星Supun（白羊座星系）
身高（巨大化）：197cm（54.2m）
體重（巨大化）：177kg（488.5t）
裝備：超能力伝導棍砲マゲランチャー
分類：合金宇宙人
宇宙幕府Jerk Matter的88位家老之一，掌控著白羊座星系（オヒツジ座系）。有著「宇宙的超能力者」之稱。
第33話時在得知Don・Armage所下的「抹殺九連者」命令後，為了晉升至副將軍的地位而出現在準備抹殺九連者的Kukuruga面前，並自薦地跟隨前往實行作戰，在九連者尋找戰鬥獵戶船時，與Kukuruga一同出現在九連者面前，並與他們展開戰鬥，在戰鬥過程中使用超能力將Balance、Hammy和Spada三人扭曲性格並從改變性格的Balance口中得知九連者正在尋找戰鬥獵戶船之事後，與Kukuruga兩人一同離去，在之後利用Big Moraimazu和數台Moraimazu攻擊戰鬥獵戶船所在的山丘，卻因戰鬥獵戶船啟動下失敗，最後與九連者們再次戰鬥卻遭到擊敗，巨大化後卻被初次登場的獵戶戰鬥者以必殺技擊倒。
另外根據目擊証言，Magera的扭曲力量效果強度，意外地與其本人相當程度。
撒達巴魯多 Zandabarudo（ザンダバルド） （磯部勉聲+坂井良平皮套演出／香港：）
出身星系：惑星Totem（天鷹座星系）
身高：195cm
體重：176kg
裝備：ザンダーバー刀
分類：甘言宇宙人
於外傳《宇宙戰隊九連者 Episode of Stinger》中登場，原為駐守於地球的代官，後晉升為掌控著矩尺座星系（ジョウギ座系）的家老。
在半年前殘害該城市的地球人們，使地球人們開始對異類產生排斥，也因為這樣，無辜又異類的Mika才會受到該居民的壓迫。
後來利用了Mika的委屈和復仇心，設計了讓他們互相殘殺的戲碼，只為了給Don·Armage娛樂，這也是他晉升為家老的主要原因。
最後在與Stinger一戰中，被其使用麒麟座球玉的力量擊倒，結束了半年的恩怨。
磯部勉曾飾演《魔法戰隊魔法連者》的小津勇 / 火焰烏薩德。
雲傑德 Unjetto（ウンジェット）（高城元氣聲+村岡弘之皮套演出／香港：）
出身星系：惑星Ougo（小獅座星系）
身高（巨大化）：44cm（47.2m）/205cm（合計）
體重（巨大化）：40kg（692.3t）/301kg（合計）
裝備：空陸両用プレコンジ機
分類：クリーチャーエイリアン
宇宙幕府Jerk Matter的88位家老之一，掌控著小獅座星系（コジシ座系）。有著「Jerk Matter第一的戰鬥機駕駛」之稱。
第36話時為了捕獲傳說中的機械（其實就是凱撒）而襲擊惑星Ruth，卻與因凱撒的求救訊號而來的九連者展開戰鬥。之後將凱撒誤認為是傳說中的機械的孩子捕捉起來，企圖引誘傳說中的機械現身，但殊不知眼前的凱撒正是他的目標，而後與追尋凱撒聲音而來的Lucky再次展開戰鬥，在戰鬥的過程中，卻被Lucky利用空間能力奪回被捉走的凱撒，之後被九連者擊倒，在巨大化後得知凱撒就是傳說中的機械時，在戰鬥中藉由脫離駕駛艙企圖操控超級九連王，但被蝘蜓航行者的舌根擊退，最後連帶駕駛機械一同被超級九連王擊倒。
另外根據目擊証言，Unjetto在空中飛行的姿態，就像是條金色的魚。
祖莫茲 Jumotsu（ジューモッツ）（辻親八聲+伊藤茂騎皮套演出／香港：）
出身星系：惑星Toura（獅子座星系）
身高：189cm
體重：204kg
裝備：スナデツクランチャー、スナスナイパー
分類：傀儡宇宙人
宇宙幕府Jerk Matter的88位家老之一，掌控著獅子座星系（シシ座系）。有著「宇宙的贋作師」之稱。
第37話得知一直利用砂人偶偽裝成亞斯蘭王，給予百姓們痛苦，之後被鳳劍岳識破砂人偶怕水的弱點，並導致砂人偶被九連者以唧筒座、水瓶座、鯨魚座等球玉消滅，而後也遭到九連者擊敗，之後駕駛Big Moraimazu與巨鳳王交戰，最後被巨鳳王以「巨鳳王熾焰」連帶Big Moraimazu一起遭到消滅。
另外根據目擊証言，Jumotsu胸口的機器，疑是砂人偶的生命維持裝置。
迪斯岡 Desugon（デスゴン）（松尾貴司聲+村岡弘之皮套演出／香港：）
出身星系：惑星Nebyura（仙王座星系）
身高（巨大化）：182cm（41.9m）
體重（巨大化）：197kg（453.1t）
裝備：ケンポーケン
分類：合金宇宙人
宇宙幕府Jerk Matter的88位家老之一，掌控著仙王座星系（ケフェウス座系）。有著「宇宙的功夫大師」之稱。
第38話時在九連者之前先一步到達惑星Achoruku並霸佔九林寺，並在九連者到達之時設下9個邪惡的試煉企圖造成九連者痛苦，但被九連者們一一破解，之後與蕭‧龍波展開戰鬥，但被蕭‧龍波以拳法擊敗，最後巨大化，仍遭到龍帝王給擊倒。
另外根據目擊証言，Desugon的功夫動作，應用了太陽與月亮的軌道。
瑪塔克 Madakko（マーダッコ）/ 機甲瑪塔克 Mecha Madakko（メカマーダッコ） （喜多村英梨聲+野川瑞穗皮套演出／香港：陸惠玲）
出身星系：惑星Chris Tako Skull（南極座星系）
身高（巨大化）：183cm（50.5m）
體重（巨大化）：198kg（546.5t）
裝備：タコ足配線電磁バラバラムチ、タコマンドバルカン、オクトバストショット、タコスミスト、タコメーター付テンタクレイモア、タコヤキラー、ショックシューター
分類：軟体宇宙人 → サイボーグ宇宙人
外表為章魚及防毒面具所結合的女刺客，後被機械化改造並晉升為掌控著英仙座（ペルセウス座）的家老，於第6集登場，使用的武器為晨曦之星以及手槍，初登場時也和Ikagen與Stinger交手過。
每當和Ikagen执行任务時，時不時都會對它動手動腳。稱呼任何的敵人為「Tako」，攻擊時的口頭禪為「你這章魚」，手臂被斬斷了以後會立即重生，而原本斷掉的手臂可完全捆綁敵人，因此有著「宇宙的謀殺者」之稱。
在過去受Don Armage之命，僅與Ikagen合力就毀掉上千顆行星。
第9話時遭到天龍司令擊敗，但因為自身章魚特性的關係而沒完全死亡，唯一殘留的章魚腳塊被Ikagen帶走。
第11話再次復活，但性格與之前已不同。而且對Ikagen毕恭毕敬。
第12話在Ikagen被打倒後，轉投靠奉將軍Don Armage來到地球解決九連者的天蠍座家老，同時也是Stinger的大哥Scorpio。
第16話在Scorpio的計謀下再次死亡然後復活，而性格再次變換。
第18話在Scorpio的慫恿下盜走羅盤座球玉，卻因黑洞的關係來到平行宇宙世界。後利用十文字擊阻擋追擊的九連者，並乘機竊走他的宇宙母艦離去，但在九連者的協助下失敗，後遭到宇宙刑事Gavan type G、刑事紅、蛇夫銀和獅子紅四人聯手擊敗。
但第19話還是再次被Scorpio復活，性格又再次變換，而且對Scropio十分崇拜。
第21話在Don Armage的命令下利用Scorpio的Big Moraimazu啟動吸收裝置來吸收地球的惑星原素，但在鳳凰士兵擊毀Big Moraimazu後以長劍挑戰鳳凰士兵，但仍遭鳳凰士兵輕鬆的一劍秒殺。
第25話在惑星Toki的9號發條處以Spada的記憶而出現在他面前並發生戰鬥，但性格為過去時的不同性格。而且適逢Tetchu復活了另一個跟過去性格不同的Madakko而導致場上有兩個Madakko並陷入苦戰。但最後Toki所產生的Madakko先被Lucky及Spada完全打敗而能夠轉動9號發條，而另一個被復活的Madakko則被Garu、Balance、Naga、Raptor、Spada及蕭•龍波6人合力擊殺。
第38話時以機械化樣貌出現在前往英仙座的九連者們面前，並與獅子紅戰鬥，後啟動安東博士給予的開關使Champ暴走並將其俘虜。
第39話證實機械化後的Madakko已失去無限復活的能力，故此再次被打倒的話將不能復活。
第40話參與死亡球賽並使用卑劣手段對戰九連者，在九連者逆轉球賽後烙下狠話離去。
第42話替將軍Don・Armage傳訊鳳劍岳。
第43話在得知將軍Don・Armage真正目的在於摧毀宇宙後難以置信，但隨後為求生存與九連者展開戰鬥卻仍遭到擊敗，巨大化並召喚死亡蠕蟲助戰但還是不敵九連者，最後被球玉神以「獵戶大爆炸加農」連同死亡蠕蟲一起擊倒。
喜多村英梨於動畫《FAIRY TAIL魔導少年》中聲演阿葵亞，而阿葵亞的角色設定為水瓶座星靈，此設定跟本作採用星座作為構思設定不謀而合。
古羅本 Gurobun （グローブン）（落合福嗣聲+伊藤茂騎皮套演出／香港：）
出身星系：惑星小Tokuta（仙后座星系）
身高（巨大化）：184cm（50.8m）
體重（巨大化）：165kg（455.4t）
裝備：魔球デッドキラー1号～3号、スーパー魔球カジキ殺し
分類：魔球宇宙人
宇宙幕府Jerk Matter的88位家老之一，掌控著仙后座星系（カシオペア座系）。有著「宇宙的大聯盟選手」之稱。
第40話在九連者到達其所在的惑星SBC時，透過影像挑釁九連者並以死亡球賽進行仙后座球玉爭奪戰，起先被九連者超前分數，但隨後利用各種惡劣手段使九連者一一下場甚至受傷來拉回分數，在Spada上場之時，對不會打棒球的Spada出口諷刺，甚至隨意投球企圖終結比賽，但因蕭·龍波這時以天色已晚暫停了比賽，隔天再次比賽時，卻被與Lucky整晚訓練的Spada擊出其必殺魔球，隨後被九連者以因Spada而現身的仙后座球玉所變出的十二色爆彈球使出『九連者旋風』擊敗，最後巨大化，仍被球玉神及獵戶戰鬥者聯手擊倒。
另外根據目擊証言，比賽中的Gurobun，9名選手的「Shimattekoze！」他全都能聽見。
沙贊王 Sazan King （サザンキング）（濱田賢二聲+蔦宗正人皮套演出／香港：李錦綸）
出身星系：惑星Minami（南十字座星系）
身高：230cm
體重：207kg
裝備：瞬間移動剣サザンクラッシャー
分類：幻覚宇宙人
原為統御南十字座星系的王，後成為宇宙幕府Jerk Matter的88位家老之一，掌控著南十字座星系（カシオペア座系），亦是守護惑星南十字架上的地獄之門HellsGate（ヘルズゲート）的門衛。有著「宇宙的門衛」之稱。
第41話在九連者攻進地獄之門的控制室內之時出現在他們面前，並企圖蠱惑九連者但失敗，隨後利用幻覺能力讓Stinger、Naga、Hammy、鳳劍岳四人陷入噩夢，但隨後卻被陷入噩夢但對父親深信的Lucky突破幻覺，之後與獵戶獅子紅展開戰鬥，打算再次使用幻覺能力，卻因獵戶獅子紅的轉換空間能力導致自己中招深陷噩夢幻覺，最後在幻覺中與地獄之門的控制開關一起被九連者擊倒。
另外根據目擊証言，Sazan King所喜歡的方向，仍舊是南方。
值得一提的是沙贊王的外型設計取自《豪快者 護星者 超級戰隊199英雄大決戰》中出場的大反派黑十字王。

#### 刺客（シカク，Shikaku）
伊卡根 Ikagen（イカーゲン） （鹽屋翼聲+清家利一皮套演出／香港：）
出身星系：惑星Crystal Ikaru（南十字座星系）
身高（巨大化）：193cm（44.4m）
體重（巨大化）：174kg（400.2t）
裝備：ゲソードライフル
分類：軟体宇宙人
外表為烏賊及水晶頭骨所結合的男刺客，於第6集登場，使用的武器為可以當成劍使用的獵槍，初來地球便與Stinger交手過。
據本人述說擁有預知未來的能力，能夠知曉敵人的下一步動作，甚至敵人的任何攻勢都能看穿，因此有著「宇宙的刺客」之稱。
在過去受Don Armage之命，僅與Madakko合力就毀掉上千顆行星。
第9話因Madakko遭到天龍司令擊倒後，乘代官巨大化使九連者分心時帶走Madakko所殘留的章魚腳塊離開。
第12話因被Lucky用雙子座球玉擊破他的手段後被九連者打倒，之後巨大化卻再次地被初次合體的龍帝九連王給擊倒。

#### 科學家（サイエンティスト，Scientist）
安東博士 Doctor Anton（アントン博士）（氏木毅／香港：張炳強）
Jerk Matter的科學家，曾透過改造機械手術不斷延續自身生命，第39話時得知本身擁有兩個人格，邪惡人格為了不讓善良人格妨礙其野心，而將自己分離出體與機械融合。
而善良人格在邪惡人格分離後復甦，並私下將本該開發成戰鬥兵器的Champ帶離Jerk Matter，然後教導其正義之心，並希望所開發的Champ能將宇宙從Jerk Matter手中解放。
第3話疑似遭Stinger殺害，但後來證明是Scorpio下的毒手。
第25話在惑星Toki的5號發條處以Champ的記憶而出現在他面前並派出兩名Tsuyoindaver迎擊Champ，但因Stinger趕到並將兩名Tsuyoindaver打敗而消失並成功轉動5號發條。
第34話得知其實並未死亡，而且得知將過去已被擊敗的副將軍再次改造復活的人正是他。
第36話時將被擊敗的Kukuruga重新改造復活，並告其接下來九連者所前往的目標星球。
第38話時從將軍Don・Armage口中接獲鎮守仙王、仙后、英仙座三個星系的命令，同時安排被改造升級的MechaMadakko成為自身現所在的英仙座星系的家老，並讓她帶著可讓Champ暴走的遙控開關。
第39話啟動其設計的遊戲空間將九連者封閉在其中，之後以影像樣貌出現並不斷挑釁九連者，在九連者突破遊戲空間後，由MechaMadakko將其帶離英仙座星系。
第44話在將軍Don・Armage命令下將惑星Bellona作為黑暗惑星原素爆彈的實驗場，隨後在九連者到達之時出現在他們面前，並脫口說出自己的邪惡計劃下離去。
第45話在九連者到達地球之時出現在他們面前並出口挑釁，但隨後小太郎因其想毀滅宇宙的思想說其是個笨蛋之時，怒而與護衛的牛型汎用破壊兵器零號合體。
Anton Zero （アントンゼロ）（氏木毅聲+蔦宗正人皮套演出／香港：）
出身星系：Jerk Matter實驗室
身高（巨大化）：220cm（60.7m）
體重（巨大化）：297kg（819.7t）
裝備：インダベード・レイ
分類：サイボーグ博士
安東博士與牛型汎用破壊兵器零號的結合型態，除了零號原有的武裝之外，另可發射光線將人類強行改造成因達貝，有著「宇宙的瘋狂科學家」之稱。
第45話原先打算煽動群眾對抗九連者反遭抵抗，因而使用自身能力讓地球人自相殘殺但在九連者的奮戰之下遭到擊敗。巨大化後企圖逃脫卻被小太郎等人駕駛九連王捉住，最後被獵戶戰鬥者擊倒。

### 中層戰力
代官（ダイカーン，Daikaan）
本作中的怪人，為支配惑星的隊長。除了負責保護Moraimazu避免遭到毀壞外，另外以各種手段使旗下的居民產生激烈般的痛苦。
而地球因放置多名代官及大量Moraimazu的關係，所以是以區域來計算。
| 名字                                                     | 支配惑星                                                     | 出身星系                     | 身高 （巨大化） | 體重 （巨大化）  | 裝備                             | 分類                   | 相關簡介 | 出場話數 |
| -------------------------------------------------------- | ------------------------------------------------------------ | ---------------------------- | --------------- | ---------------- | -------------------------------- | ---------------------- | --- | -------- |
| 加梅茲 ガメッツイ Gamettsui                              | 惑星Jigama （惑星ジガマ）                                    | 惑星Tutan （蝎虎座星系）     | 180cm （41.4m） | 178kg （409.4t） | 黃金銃ツタンガン                 | クリーチャーエイリアン | 為支配惑星Jigama的代官，專門強迫居民們上貢黃金等貴重的物品。 因最喜歡金錢、寶石和懸賞獎金，故此被稱之為「宇宙的守財奴」。 另外根據目擊証言，凡是盜走Gamettsui的財寶的盜寶者都會遭到詛咒，之後變得一貧如洗。 | 2        |
| 猛烈特殊因達貝 モーレツヨインダベー Moretsuyoindaver     | 惑星Nidoru （惑星ニードル）                                  | Jerk Matter實驗室            | 188cm           | 169kg            | バズーコン、モーレツマスク       | 戦闘疑似生命体         | 為支配惑星Nidoru的代官，以強大力量為著。 因為品種改良因素而變強，因此升上代官的地位。 | 3        |
| 尤梅帕肯 ユメパックン Yumepakkun                         | 地球 （チキュウ）                                            | 惑星Newne （鯨魚座星系）     | 195cm （44.9m） | 193kg （443.9t） | 惡夢槍ドリウマキャッチャー       | 海獣型宇宙人           | 為支配地球的第一名代官，專門強迫居民們獻上孩子們的夢想（願望），然後吞食。 因最喜歡暴飲暴食，故此被稱之為「宇宙的大食冠軍」。 另外根據目擊証言，在Yumepakkun吞食夢想的瞬間，閃亮的獠牙讓人感到如同象鮫般恐怖。 | 4 - 5    |
| 丹比爾 デンビル Denbiru                                  | 地球 （チキュウ）                                            | 惑星Jaji （麒麟座星系）      | 235cm           | 190kg            | 電撃鞭ビリビルウィップ           | 長首宇宙人             | 為支配地球的第二名代官，專門強制居民們遵守嚴苛高壓的規律。 因最喜歡命令和集團行動，故此被稱之為「宇宙的鬼軍曹」。 另外根據目擊証言，向後仰的Denbiru非常恐怖，看起來像飛往自己的兇暴翼龍一樣。 | 6        |
| 托米 トゥーミー Toumi                                    | 地球 （チキュウ）                                            | 惑星Stonehen （天壇座星系）  | 194cm （44.6m） | 175kg （402.5t） | 光波剣バースライサー             | 機械生命体             | 為支配地球的第三名代官，專門奪取和獨佔生日的祝福。 因最喜歡禮物和蛋糕，故此被稱之為「宇宙的獨佔者」。 另外根據目擊証言，Toumi的頭部會在深夜中閃耀著神祕的光輝。 | 7        |
| 鐵壁特殊因達貝 マモリツヨインダベー Mamoritsuyoindaver   | 地球 （チキュウ）                                            | Jerk Matter實驗室            | 188cm （43.2m） | 169kg （388.7t） | マモリマスク                     | 戦闘疑似生命体         | 為守護Hoshigata地區裏的Moraimazu的「代官五人組」中的第一名代官。 因鐵壁般的防禦力而升上代官的地位。 | 8        |
| 百萬特殊因達貝 メガツヨインダベー Megatsuyoindaver       | 地球 （チキュウ）                                            | Jerk Matter實驗室            | 188cm           | 169kg            | メガクレスト                     | 戦闘疑似生命体         | 為守護Hoshigata地區裏的Moraimazu的「代官五人組」中的第二名。 因百萬等級的力量而升上代官的地位。 | 8        |
| 奪食因達貝 メシウバインダベー Meshiubaindaver            | 地球 （チキュウ）                                            | Jerk Matter實驗室            | 187cm           | 176kg            | ハラヘルメット                   | 戦闘疑似生命体         | 為守護Hoshigata地區裏的Moraimazu的「代官五人組」中的第三名，專門奪取居民們的食材。 因暴力奪取食物的關係而升上代官的地位。 | 8        |
| 無理特殊因達貝 メッチャツヨインダベー Metchatsuyoindaver | 地球 （チキュウ）                                            | Jerk Matter實驗室            | 188cm （43.2m） | 176kg （404.8t） | メッチャマスク                   | 戦闘疑似生命体         | 為守護Hoshigata地區裏的Moraimazu的「代官五人組」中的第四名。 僅因無理而升上代官的地位。 | 9        |
| 粗暴特殊因達貝 ムッチャツヨインダベー Mutchatsuyoindaver | 地球 （チキュウ）                                            | Jerk Matter實驗室            | 187cm （43.0m） | 169kg （388.7t） | ムッチャメット                   | 戦闘疑似生命体         | 為守護Hoshigata地區裏的Moraimazu的「代官五人組」中的最後一名。 僅因粗暴而升上代官的地位。 | 9        |
| 摩茲瑪 モズマ Mozuma                                     | 地球 （チキュウ）                                            | 惑星Ga （天鷹座星系）        | 186cm           | 167kg            | アヤツリンプン                   | 昆虫型宇宙人           | 以細微的鱗粉來操控的支配地球的第四名代官，專門奪取乘坐物（車輛）的控制。 因最喜歡烤雞肉串和宇宙船，故此被稱之為「宇宙的劫機犯」。 另外根據目擊証言，每當Mozuma看見逃跑的車輛時，就會飛快地追上去。 | 10       |
| 強辯因達貝 モンドムヨインダベー Mondomuyoindaver         | 地球 （チキュウ）                                            | Jerk Matter實驗室            | 188cm （43.2m） | 169kg （388.7t） | バジトウフード                   | 戦闘疑似生命体         | 為支配地球的第五名代官，專門將居民的任何請求一一扳倒。 僅因強辯扳倒對手而升上代官的地位。 在Scorpio的毒素變成不死身的喪屍怪物，並將其感染擴大。 | 13       |
| 尤特爾江 ユーテルジャン Yuterujan                        | 地球 （チキュウ）                                            | 惑星Kyatorumi （金牛座星系） | 190cm           | 171kg            | 伸縮自在鞭ユーテイル             | UFO宇宙人              | 專將生物轉送進行綁架的支配地球的第六名代官，雖專門禁止奢侈浪費，但自己卻在『宇宙龍宮城』内奢侈浪費。 因最喜歡珠寶和女性，故此被稱之為「宇宙的偽名流」。 另外根據目擊証言，Yuterujan在吃歐姆飯時，會用番茄醬將自己的臉如同麥田圈般畫在上面。                                                                                | 14       |
| 葛涅西 ゴネーシ Goneshi                                  | 惑星Bella （惑星ベラ）                                       | 惑星Ness （南魚座星系）      | 193cm （44.4m） | 178kg （409.4t） | 三つ叉銛オオボライデント         | 水棲宇宙人             | 為支配惑星Bella的代官，專門以救世主「清除侵略者」的名義和面貌向居民們詐取和貢獻物品。 因最喜歡海鮮和燒烤，故此被稱之為「宇宙的詐欺師」。 另外根據目擊証言，在Goneshi被打倒後，惑星Bella的海上經常看到巨大的鯨魚身影。 第25話在惑星Toki的7號發條處以Hammy的記憶而出現在她面前並發生戰鬥，最後被Hammy打敗並成功轉動7號發條。 | 15       |
| 夏多斯 シャイドス Shaidosu                               | 地球 （チキュウ）                                            | 惑星Pipo （天貓座星系）      | 189cm （43.5m） | 170kg （391.0t） | オサキマックロー                 | 影宇宙人               | 一個以特殊圓頂為著的「潛伏之影」，為支配地球的其中第七名代官，專門壓榨居民們白天勞動22小時。 因最喜歡暗中襲擊和捉迷藏，故此被稱之為「宇宙的日陰者」。 另外根據目擊証言，看不見Shaidosu攻擊的被害者，都誤以為是騷靈現象。                                                                                                   | 17       |
| 歐梅加 オメーガ Omega                                    | 惑星Kiru （惑星キール）                                      | 惑星Jintozo （雕具座星系）   | 186cm （42.8m） | 201kg （462.3t） | 岩石こぶしメーガトンパンチ       | 岩石宇宙人             | 為支配惑星Kiru的代官，專門強制居民們製作石像用來讚頌自己。 因最喜歡拳擊和頭槌，故此被稱之為「宇宙的石頭」。 因Scorpio的毒素的關係而暴走。 另外根據目擊証言，Omega在自言自語的時候，會讓自己身體上的臉部彼此都看見地對話。                                                                                                  | 19       |
| 瑪納比爾 マナビル Manabiru                               | 地球 （チキュウ）                                            | 惑星Jaji （麒麟座星系）      | 240cm （55.2m） | 194kg （446.2t） | ユビサスティック、マナビル歴史書 | 長首宇宙人             | Jark Matter大學校長，同時為支配地球的其中第八名代官，專門強制灌輸Jark Matter的歷史。 因最喜歡歷史和教育，故此被稱之為「宇宙的金牌教師」。 另外根據目擊証言，據說在Manabiru的講課中聊天的話，牠就會如惡魔般暴怒甚至說出粗暴的言語。                                                                                         | 22       |
| 影像特殊因達貝 メディアツヨインダベー Mediatsuyoindaver  | Jerk Matter放送局 （ジャークマター放送局） 地球 （チキュウ） | Jerk Matter實驗室            | 187cm （43.0m） | 176kg （404.8t） | カーディガード、トラナキャメラ   | 戦闘疑似生命体         | 支配地球的其中第九名代官，專門播放讚頌Jark Matter的宣傳。 僅因製作出刺激影像的導演能力而升上代官的地位。 | 23       |
| 極微特殊因達貝 ミクロツヨインダベー Microtsuyoindaver    | Naga・Ray地區 （ナーガ・レイ地区）                           | Jerk Matter實驗室            | 0.9mm （187cm） | 810mg （168kg）  | チーサ遺伝子                     | 戦闘疑似生命体         | Akyanba的部下，支配Naga體內的代官，利用自身能力操控Naga與九連者交戰。 僅因縮小能力而升上代官的地位。 | 31       |

#### Jerk Matter 獨立部隊（Jerk Matter Dokuritsu Butai）
蓋斯・因達貝 Goes・Invader（ゲース・インダベー）
出身星系：惑星Nanska（天燕座星系）
身高：182cm
體重：69kg
裝備：ゲース・スター、ゲースナイパー、ゲースカリバー
分類：人型宇宙人
於劇場版《宇宙戰隊九連者 THE MOVIE Goes Indaver的逆襲》登場，為Jerk Matter獨立部隊的隊長，本名為「霍・可羅（ホイ・コウロー）」。
原為反抗軍Rebellion戰士之一，同時也是蕭·龍波的夥伴，後因想利用所研究的可魯貝羅斯之力為惡，而遭到蕭·龍波流放，轉而投效Jerk Matter，亦成為後來的Goes・Invader。
創造出惑星破壊用的巨大人工彗星『Goes・Star（ゲース・スター）』的目的在於毀滅掉地球，進而獲得傳說中的宇宙的破壞神『可魯貝羅斯（亦為地獄犬航行者）』。
最後在與蕭·龍波變身的天龍司令一戰中被擊敗。
歐莫・因達貝 Ommo・Invader（オーモ・インダベー）
出身星系：Jerk Matter實驗室
身高：（巨大化）：196cm（45.1m）
體重：（巨大化）：194kg（446.2t）
裝備：フリーザー・クサリィ
分類：戦闘疑似生命体
於劇場版《宇宙戰隊九連者 THE MOVIE Goes Indaver的逆襲》登場，Goes・Indaver的部下，以怪力自豪的重量級戰士，擅長摔角及肉彈戰。
在被九連者打敗後巨大化，先和地獄里昂斯對戰，後和巨鳳王對戰，最後被擊敗。
卡爾・因達貝 Kaal・Invader（カール・インダベー）
出身星系：Jerk Matter實驗室
身高：180cm
體重：146kg
裝備：フライングロッド
分類：戦闘疑似生命体
於劇場版《宇宙戰隊九連者 THE MOVIE Goes Indaver的逆襲》登場，Goes・Indaver的部下，槍劍的攻擊及摩托車的機動力是他的武器。

### 下級兵卒
因達貝 Indaver（インダベー） /因達 Inda（インダ）/裁判因達 Referee Inda（審判インダ）
出身星系：Jerk Matter實驗室
身高：170cm（平均）
體重：138kg（平均）
裝備：ギョイサーベル
分類：戦闘疑似生命体
本作中的戰鬥員（雜兵）。有著小灰人的外型，本身具正常語言的能力，但因為頭盔的關係使得說出口的語言遭到限制，使用劍為武器。
經受戰鬥訓練的邪惡宇宙人穿著特殊面具後成為的士兵。
劇情中登場的Indaver大多穿著黑底（藍、白、黃綠）紋的外套，而在第27話中出現穿著黑底紫紋及紅底白紋外套的Indaver。
第40話中出現穿著球衣外套的Referee Inda，在Gurobun的死亡球賽中擔任裁判。
第45話中因安東博士的關係出現由地球居民所變成的Indaver。
迦克戰隊 GO！因達貝 Jark Sentai GO！Indaver（ジャーク戦隊ゴインダベー）
5名Indaver學九連者的唱名，Indaver的標語為「究極Indaver」。歷代的惡之戰隊中最弱的戰隊。
戴夫紅 Dave Red（ダベレッド）
戴夫藍 Dave Blue (ダベブルー）
戴夫黑 Dave Black (ダベブラック）
戴夫黃 Dave Yellow (ダベイエロー）
戴夫司令 Dave Commander (ダベコマンダー）
第27話中所登場的5名Indaver，奉副將軍Akyanba潛入獵戶座號內並乘機搗亂使前往過去時空的九連者無法成功任務，但因為太過弱小，使得九連者不用變身的狀態下輕鬆擊敗，最後被變身成鳳凰士兵的鳳劍岳以必殺技消滅。
特殊因達貝 Tsuyoindaver（ツヨインダベー）
強化型的Indaver。有著弗拉特伍茲怪物的外型，使用大型拐棍為武器。
對於堅韌的身體和攻擊力只追求品種改良的戰鬥模擬生命體。擁有和巨大印籠相同數據的DNA，可以直接進化到50m高度的能力。

### 其他戰力
巨大莫拉馬斯 Big Moraimazu（ビッグモライマーズ）
高度：134.0m
長度：165.0m
宇宙幕府Jerk Matter所屬的超巨大宇宙戰艦，此戰艦為家老們專用。
另外在其之上有架專屬於將軍Don・Armage的超弩級Big Moraimazu（超弩級ビッグモライマーズ）。
莫拉馬斯 Moraimazu（モライマーズ）
高度：32.0m
長度：55.0m
同為宇宙幕府Jerk Matter所屬的攻擊宇宙戰艦，每位代官都會配備一艘戰艦。
除了以「遺跡型態」來抽取惑星內的惑星原素外，可透過代官或戰鬥員進入駕駛艙內變身成「機人形態」進行戰鬥。
莫埃達 Moaider（モアイダー）
高度：9.0m
長度：8.0m
同為宇宙幕府Jerk Matter所屬的小型戰鬥機。
宇宙烏賊惡魔（スペースイカデビル）
邪惡秘密組織修卡的成員，突然出現在九連者們面前並且與他們戰鬥。
後被獅子紅與假面騎士EX-AID聯手擊敗。
死蟲（デスワーム）
出身星系：大多數的砂漠惑星
身高（巨大化）：222cm～51.1m（222.2m）
體重（巨大化）：200kg～552.0t（552.0t）
裝備：ホールマウス
分類：宇宙昆虫
極為兇惡的地底生物，會將所在區域的所有生物吞噬殆盡。因為最喜歡土和砂的關係，被稱之為「宇宙的大蚯蚓」。分別在第11、16、18、29、43話出現。
根據Stinger所敘述，這種生物只會出現在荒漠星球上，卻不知為何會出現在地球上。
另外根據目擊証言，死亡蠕蟲極為害怕水，甚至接觸到就會驚慌而逃。
鋼鐵死蟲（メタルデスワーム）
出身星系：砂漠惑星（Rare）
身高（巨大化）：222cm～51.1m（222.2m）
體重（巨大化）：200kg～607.2t（607.2t）
裝備：メタルシル歯（ば）
分類：宇宙昆虫
Tetchu的部下，同時也是其所飼養的宇宙生物。死亡蠕蟲的亞種。因為最喜歡金屬和砂鐵的關係，被稱之為「宇宙的鋼鐵蚯蚓」。在第23話出現。
另外根據目擊証言，在與合金死亡蠕蟲相撞後，就得驚慌而逃。
首領死蟲（ボスワーム）
出身星系：Jerk Matter實驗室
身高（巨大化）：222cm～51.1m（222.2m）
體重（巨大化）：240kg～662.4t（662.4t）
裝備：ドクドクC（シー）
分類：改造宇宙昆虫
由安東博士邪惡改造後所誕生，死亡蠕蟲的人造最強種，本身具備強烈毒素。因為最喜歡高速和拘束的關係，被稱之為「宇宙的最強蚯蚓」。在第44話出現。
另外根據目擊証言，只知戰鬥的首領蠕蟲，卻被蝘蜓綠月亮的成熟女性魅力所誘惑。

## 反抗軍的裝備

### 共通裝備
九連服（キュウレンスーツ，Kyuren Suits）
九連者所穿著的強化戰鬥宇宙服。
星座變身衝擊槍（セイザブラスター，Seiza Blaster）
音效：木村昴
九連者們所使用的多功能裝備，本身為武器外，同時也是變身器及航行者召喚器。
裝置上球玉後，成為星座衝擊槍的操控桿，以「前」「後」「左」「右」四個方向進行變身等操作，音效前綴均為「Seiza（セイザ）」（發動必殺技除外）。
發動必殺技時（向「後」）的音效為「Galaxy（ギャラクシ）」（等身戰）和「Super Galaxy（スーパーギャラクシ）」（巨大戰）。
- 前 - 發動變身。音效後綴為「Change（チェーンジ）」。[126]
- 後 - 特殊技攻擊（1次）/必殺技攻擊（2次）。發動特殊技的音效後綴為「Attack（アタック）」。
- 左 - 進行星座結合，即航行者合體成九連王。音效後綴為「Docking（ドキング）」。
- 右 - 召喚航行者機組。音效後綴為「Go（ゴ）」。

球武器（キューザウェポン，Kyu The Weapon）
九連者們的武器，共由三個部件（手柄、刀片及斧刃）所組成，每名九連者皆有獨自的配搭方式製成個人專屬武器，但本身亦可根據戰況而使用其他型態的球武器，甚至可借予其他戰士使用。獵戶獅子紅可以同時叫出所有九連者的專處武器進行攻擊。
將球玉插入接口便可發動武器必殺技，發動必殺技時的音效為「Galaxy（ギャラクシ）」。
| 武器搭配 | 日文名             | 使用成員                 | 必殺技                                            |
| -------- | ------------------ | ------------------------ | ------------------------------------------------- |
| 球劍     | キューソード       | 獅子紅 / 拉奇            | 軒轅十四衝擊                                      |
| 球矛     | キュースピア       | 天蠍橘 / 史汀格          | 心宿二衝擊                                        |
| 球矛     | キュースピア       | 小熊天藍 / 佐久間小太郎  | 北極星衝擊                                        |
| 球爪     | キュークロー       | 野狼藍 / 加魯            | 豺狼座衝擊                                        |
| 球弩     | キュークロスボウ   | 天秤金 / 巴蘭斯          | 天秤座衝擊                                        |
| 球斧     | キューアックス     | 金牛黑 / 贊普            | 畢宿五衝擊                                        |
| 球鐮     | キューシックル     | 蛇夫銀 / 蛇夫合金 / 納加 | 蛇夫座衝擊（蛇夫銀） / 合金蛇夫座衝擊（蛇夫合金） |
| 球刺     | キューレイピア     | 變色龍綠 / 哈美          | 變色龍衝擊                                        |
| 球槍     | キューショット     | 天鷹粉紅 / 拉普達283     | 牽牛衝擊                                          |
| 球鋸     | キュースラッシャー | 劍魚黄 / 史帕特          | 劍魚座衝擊                                        |

球扣帶（キューバックル，Kyu Buckle）
九連者們的腰帶，颜色為銀色。能連接著獵户號，可透過此腰帶傳送九惑星。

### 獅子紅專用裝備
至高球玉（サイコーキュータマ）
充滿獅子座和獵戶座力量的最高級球玉。
變身

召喚

攻擊

### 天龍司令專用裝備
天龍槍杖（リュウツエーダー，Ryu Tsueder）
天龍司令的專屬變身器，同時也是專用武器，擁有步槍和手杖兩個模式。
在手杖模式下，先裝入天龍球玉，然後高喊「畫龍點睛！」即可變身成天龍司令，還可以發動強力技、召喚天龍航行者等等。
在步槍模式下，使用發射飛快的子彈的必殺技「天龍射擊！」來擊倒敵人。
天龍扣帶（リュウバックル，Ryu Buckle）
天龍司令的腰帶，颜色為金色。一樣能連接著獵户座號，可透過此腰帶傳送九惑星。

### 鳳凰士兵的武裝
宇宙九連服（スペースキュウレンスーツ，Space Kyuren Suits）
鳳凰士兵所穿著的強化戰鬥宇宙服，戰衣設計為獅子紅的色彩對調版，而且頭盔設計跟球玉相似，甚至有麥克風。
鳳翔聖劍（ホウオウブレイド，Houou Blade）
鳳凰士兵所使用的傳說之劍。
先裝上轉動後的鳳凰球玉即可使用，再拔出盾中的劍即可變身，亦可發動強力技。
必殺技為「鳳凰終結」
鳳炎戰盾（ホウオウシールド，Houou Shield）
鳳凰士兵所使用的傳說之盾。
先在鳳翔聖劍上裝上轉動後的鳳凰球玉，發出「Come On The Change！」的音效後，再拔出盾中的劍即可变身。
除了可作防禦外亦可進行遠距離的槍擊，亦可將鳳翔聖劍插入其中外，亦可發動強力技。

### 蛇夫合金的武裝
暗黑星座衝擊槍（ダークセイザブラスター，Dark Seiza Blaster）
Space.26時因暗黑球玉影響下，星座衝擊槍染上黑暗後的樣貌。
外型和一般的星座衝擊槍大致上無異，差别就在於槍口，是由三個小型槍口所組成，而且射擊威力較星座衝擊槍強。
裝上轉動後的暗黑球玉，發出「Dark Change！」的音效後即可變身。
與一般的星座衝擊槍相比，由原本的紅色與藍色作為主基調變為黑色與紫色。
暗黑球玉（ダークキュータマ，Dark Kyutama）
Space.26登場，蛇夫合金所使用的邪惡球玉，其真面目為在Akyanba的魔法影響下變化而成的蛇夫座球玉。
隱藏著使Dark Naga變身成蛇夫合金的能力。
第31話時因Naga恢復意識後變回蛇夫座球玉，但仍然能將蛇夫座球玉轉換成此球玉並變身成蛇夫合金。
黑洞球玉（ブラックホールキュータマ，Black Hole Kyutama）
和暗黑球玉一樣款式的邪惡球玉，司掌着黑洞的力量。
隱藏著施放必殺技「合金蛇夫座衝擊（メタルオフューカスクラッシュ）」的能力，在Balance的改造下追加可產生大型黑洞的能力。
第43話時在犧牲自我的亞斯蘭王啟動下產生大型黑洞將惑星原素爆彈的衝擊及惑星南十字架的碎片一起吸收殆盡。
暗黑球鐮（ダークキューシックル，Dark Kyu Sickle）
蛇夫合金使用的蛇形鐮刀。
与蛇夫銀使用的球鐮刀相比，由原本的紅色與藍色作為主基調變為黑色與紫色。

### 戰力

#### 球玉（キュータマ，Kyutama）
外觀如同天球儀般的道具，為流傳宇宙中傳說的戰士——九連者的最佳證明。
內含各種星座惑星所压缩的神秘力量，除了作為變身的道具，還可以召唤出航行者，並成為駕駛艙。
第9話時從蕭·龍波口中得知原本只有編號01 - 09是「變身球玉」，後來追加了編號10 - 12的變身球玉，其他球玉皆為「技能球玉」。
巧合的是，所有球玉當中有十二個是来自「黄道十二宫」的星座，十二個球玉當中有四個是「變身球玉」（即獅子、天蠍、天秤和金牛），而另外八個則是「技能球玉」。要啟動和发动球玉，要旋轉外殼直到圖像完成並显示，然后射出的能量会变为星图。
| 球玉編號 | 星座名稱 | 代表物             | 簡介 | 首次登場話數                                    | 備註 |
| -------- | -------- | ------------------ | --- | ----------------------------------------------- | --- |
| 01       | 獅子座   | 獅子               | 黄道十二宫球玉之一，司掌獅子座的力量，隱藏著Lucky變身成獅子紅的能力。                                     | 1                                               | 由Lucky祈願後誕生在他面前。 |
| 02       | 天蠍座   | 蠍子               | 黄道十二宫球玉之一，司掌天蠍座的力量，隱藏著Stinger變身成天蠍橘的能力。                                   | 3                                               | 由Stinger持有著 |
| 03       | 豺狼座   | 狼                 | 司掌豺狼座的力量，隱藏著Garu變身成野狼藍的能力。                                                          | 1                                               | 一開始就由Garu佩戴著。 |
| 04       | 天秤座   | 天秤               | 黄道十二宫球玉之一，司掌天秤座的力量，隱藏著Balance變身成天秤金的能力。                                   | 2                                               | 與蛇夫座球玉皆由寶石中誕生。 |
| 05       | 金牛座   | 牡牛               | 黄道十二宫球玉之一，司掌金牛座的力量，隱藏著Champ變身成金牛黑的能力。                                     | 1                                               | |
| 06       | 蛇夫座   | 弄蛇者             | 司掌蛇夫座的力量，隱藏著Naga變身成蛇夫銀的能力。                                                          | 2                                               | 與天秤座球玉皆由寶石中誕生。 第26話開始因為Naga墮落黑暗的關係，染上黑暗成為黑暗球玉。 第31話在Naga回復意識後，變回蛇夫座球玉，但仍然可轉換成黑暗球玉。 |
| 07       | 蝘蜓座   | 變色龍             | 司掌蝘蜓座的力量，隱藏著Hammy變身成變色龍綠的能力。                                                       | 1                                               | |
| 08       | 天鷹座   | 鷲                 | 司掌天鷹座的力量，隱藏著Raptor 283變身成天鷹粉紅的能力。                                                  | 4                                               | 由Raptor 283祈願後誕生在她面前。 |
| 09       | 劍魚座   | 旗魚               | 司掌劍魚座的力量，隱藏著Spada變身成劍魚黄的能力。                                                         | 1                                               | |
| 10       | 天龍座   | 龍                 | 司掌天龍座的力量，隱藏著蕭·龍波變身成天龍司令的能力。                                                     | 9                                               | 原為技能球玉，使用特殊系統而擁有變身能力，於第9話正式轉化為專屬變身球玉。 |
| 11       | 小熊座   | 熊                 | 司掌小熊座的力量，隱藏著佐久間小太郎變身成小熊天藍的能力。                                                | 10                                              | 在小太郎得到畢格貝爾總司令承認加入九連者後，由畢格貝爾所贈與的。 |
| 12       | 鳳凰座   | 鳳凰               | 司掌鳳凰座的力量，隱藏著鳳劍岳變身成鳳凰士兵的能力。                                                      | 21                                              | 因為是擁有鳳凰的力量的缘故，所以具備了「不死之力」。 第30話得知當年鳳劍岳在鳳凰座星系發生意外而瀕臨死亡之時，鳳凰座球玉因此誕生而延續了生命。 |
| 13       | 獵戶座   | 俄里翁             | 司掌獵戶座的力量，隱藏著可召喚獵户航行者的能力。                                                          | 33                                              | |
| 14       | 時鐘座   | 時鐘               | 司掌時鐘座的力量，隱藏著司掌宇宙的時間、返回過去的能力。                                                  | 25                                              | 第24話鳳劍岳表示能透過此球玉後可回到過去的時空查看關於Don・Armage死後又再次復活的真相。 第25話在九連者們分別轉動惑星Toki上12個代表時鐘點數的時空發條後再次現身。 第29話在Lucky利用其剩餘的能量返回333年前後當下碎掉。                                                                                 |
| 15       | 牧夫座   | 牧牛人             | 司掌牧夫座的力量，隱藏著召喚牧牛人鞭打牛使牛變強的能力。                                                  | 16                                              | |
| 16       | 巨蛇座   | 巨蛇               | 司掌巨蛇座的力量，隱藏著召喚出蛇群的能力。                                                                | 12                                              | |
| 17       | 唧筒座   | 氣泵               | 司掌唧筒座的力量，隱藏著召喚出能量狀的壓縮氣泵的能力。                                                    | 宇宙戰隊九連者 THE MOVIE Goes・Indaver的逆襲    | 外傳中Stinger就直接使用此球玉解渴。 第37話中用來拆穿假亞斯蘭王的真面目。 |
| 18       | 武仙座   | 赫拉克勒斯         | 司掌武仙座的力量，隱藏着充滿肌肉般強壯身軀的能力。                                                        | 21                                              | 第21話時為鳳劍岳持有，第22話交給Hammy使用 宇宙戰隊九連者 THE MOVIE Goes・Indaver的逆襲為制止地獄犬航行者的關鍵，由鳳劍岳交給拉奇使用，而拉奇用來把獅子座球玉轉移至地獄犬航行者。 |
| 19       | 羅盤座   | 羅盤               | 司掌羅盤座的力量，擁有能探尋到宇宙傳說中關於能使阿爾戈號復活的三枚球玉的能力。                            | 8                                               | Balance、Champ與Naga三人在洞穴中找尋到的球玉。 與船帆座、船底座和船尾座可組合成阿爾戈號（即南船座）。 |
| 20       | 望遠鏡座 | 望遠鏡             | 司掌望遠鏡座的力量，隱藏著能够遠望地發現目標。 第32話時Raptor及Lucky用來尋找隱藏在Moraimazu上的瑪特林克。 | 4                                               | 蕭・龍波贈予九連者的十二個球玉之一。 |
| 21       | 巨蟹座   | 螃蟹               | 黄道十二宫球玉之一，司掌巨蟹座的力量，隱藏著能够用巨大的蟹螯來打倒敵人。                                  | 4                                               | 蕭・龍波贈予九連者的十二個球玉之一。 |
| 22       | 大熊座   | 熊                 | 司掌大熊座的力量，隱藏著能够使小熊天藍巨大化成大熊天藍的能力。                                            | 10                                              | 原先因自爆而亡的反抗軍總司令畢格貝爾以靈魂姿態寄宿於此。 |
| 23       | 雙魚座   | 魚                 | 黄道十二宮球玉之一，司掌雙魚座的力量，召喚出鮮魚來制作出超美味的海鮮料理。                                | 8                                               | 蕭・龍波贈予九連者的十二個球玉之一。 |
| 24       | 盾牌座   | 盾                 | 司掌盾牌座的力量，能够展開護盾，並將任何的攻擊一律反彈。                                                  | 10                                              | 第13話展開復數護盾阻擋遭到毒素成為喪屍的地球居民。 第29話得知在過去時空中由歐萊昂所持有著。 |
| 25       | 雙子座   | 雙胞胎             | 黄道十二宮球玉之一，司掌雙子座的力量，隱藏著九連者分身術的能力，而且每個分身均有自我意識。                | 3                                               | 蕭・龍波贈予九連者的十二個球玉之一。 第12話Lucky利用其分身特性變為多重分身攻擊Ikagen。 第28話時Lucky使用此球玉將Garu跟Hammy變出分身來對敵 第43話受傷的Garu用此球玉分身對戰Don・Athrun。 |
| 26       | 白羊座   | 公羊               | 黄道十二宮球玉之一，司掌白羊座的力量，擁有使對象數綿羊後睡眠的能力。                                      | 7                                               | 蕭・龍波贈予九連者的十二個球玉之一。 第45話中用來阻止變成Indaver的地球居民繼續暴動。 |
| 27       | 麒麟座   | 獨角獸             | 司掌麒麟座的力量，隱藏著天蠍橙強化變身天蠍橙麒麟武裝的能力。                                              | 宇宙戰隊九連者 Episode of Stinger               | 原為空白球玉，後因蜜卡・蕾茲生前所散發的能量而形成。 第39話使用來對戰牛型泛用破壞兵器0號 第44話更是用來對戰首領蠕蟲。 連續4週特別篇 超級戰隊最強對戰!!用來打倒宇宙大撒旦，可惜無效。 |
| 28       | 水瓶座   | 水瓶               | 黄道十二宮球玉之一，司掌水瓶座的力量，隱藏著噴水的能力。                                                  | 11                                              | 第37話中用來拆穿假亞斯蘭王的真面目。 |
| 29       | 摩羯座   | 山羊               | 黄道十二宮球玉之一，司掌摩羯座的力量，隱藏著可以傳递給同伴重要訊息的能力。                                | 20                                              | 第20話Stinger用此球玉向其他成員傳遞打算與Scorpio決一死戰的訊息。 第33話蕭·龍波向九連者們用此球玉傳遞關於獵戶戰鬥船的訊息。 |
| 30       | 北冕座   | 皇冠               | 司掌北冕座的力量，擁有變出王冠的能力。                                                                    | 37                                              | |
| 31       | 半人馬座 | 半人馬             | 司掌半人馬座的力量，隱藏著能讓使用者變化成半人馬形態的能力。                                              |                                                 | |
| 32       | 孔雀座   | 孔雀               | 司掌孔雀座的力量，隱藏著发射激光、迷惑光線的能力。                                                        |                                                 | |
| 33       | 天馬座   | 天馬               | 司掌天馬座的力量，隱藏著獅子紅強化變身成天馬獅子紅的能力。                                                | 6                                               | 胸部的保護裝置寄宿著天馬座系出生的宇宙天馬——「天馬先生」的意志。 第44話讓劍魚黃強化變身成天馬劍魚黃。 |
| 34       | 后髮座   | 頭髮               | 司掌后髮座的力量，隱藏著改變他人髮型的能力。                                                              | 26                                              | |
| 35       | 射手座   | 弓箭               | 黄道十二宫球玉之一，司掌射手座的力量，隱藏著施放強力箭矢的能力。                                          | 28                                              | |
| 36       | 英仙座   | 珀爾修斯           | 司掌英仙座的力量，破除屏障的四枚關鍵球玉之一。                                                            | 39                                              | Balance在第37話中提及此球玉擁有破解南十字座屏障的力量。 第39話時由被Balance和Naga所找到的寶箱打開後出現的能量注入空白球玉後形成。 |
| 37       | 鯨魚座   | 鯨                 | 司掌鯨魚座的力量，隱藏著能像鯨魚一樣噴水的能力。                                                          | 37                                              | 第37話中用來拆穿假亞斯蘭王的真面目。 |
| 38       | 仙后座   | 卡西奧佩婭         | 司掌仙后座的力量，隱藏著能變出十二色爆彈球的能力，破除屏障的四枚關鍵球玉之一。                            | 40                                              | Balance在第37話中提及此球玉擁有破解南十字座屏障的力量。 |
| 39       | 蝎虎座   | 蜥蜴               | 司掌蝎虎座的力量，隱藏著能像蜥蜴一樣在墙壁上垂直爬行的能力。                                              | 10                                              | 蕭・龍波贈予九連者的十二個球玉之一。 |
| 40       | 仙女座   | 安朵美達           | 司掌仙女座的力量，隱藏著使用鎖鏈束縛敵人的能力，破除屏障的四枚關鍵球玉之一。                              | 27                                              | Balance在第37話中提及此球玉擁有破解南十字座屏障的力量。 |
| 41       | 顯微鏡座 | 顯微鏡             | 司掌顯微鏡座的力量，隱藏著能發現無論多小的東西的能力。                                                    | 10                                              | 蕭・龍波贈予九連者的十二個球玉之一。 第31話在Balance的改造下，可將使用者自身縮小化。 |
| 42       | 獵犬座   | 獵犬               | 司掌獵犬座的力量，隱藏著能夠像獵犬一樣運用靈敏的嗅覺尋找事物的能力。                                      | 10                                              | 蕭・龍波贈予九連者的十二個球玉之一。 |
| 43       | 鹿豹座   | 長頸鹿             | 司掌鹿豹座的力量，隱藏著像長頸鹿一樣伸長脖子使遠處一覽無餘的能力。                                        | 28                                              | |
| 44       | 飛魚座   | 飛魚               | 司掌飛魚座的力量，隱藏著能像飛魚一樣在水中高速游泳的能力。                                                | 15                                              | |
| 45       | 烏鴉座   | 烏鴉               | 司掌烏鴉座的力量，隱藏著可發出烏鴉叫聲的能力。                                                            | 46                                              | |
| 46       | 矩尺座   | 矩尺               | 司掌矩尺座的力量，隱藏著使矩尺和粉筆出現的能力。                                                          | from Episode of Stinger 宇宙戰隊九連者 高校大戰 | |
| 47       | 玉夫座   | 雕刻師             | 司掌玉夫座的力量，隱藏著可讓使用者擁有惊人的雕刻技巧的能力。                                              |                                                 | |
| 48       | 海豚座   | 海豚               | 司掌海豚座的力量，隱藏著可發放出海豚叫聲的能力。                                                          |                                                 | |
| 49       | 圓規座   | 圓規               | 司掌圓規座的力量，隱藏著使圓規出現的能力。                                                                | from Episode of Stinger 宇宙戰隊九連者 高校大戰 | |
| 50       | 天壇座   | 天壇               | 司掌天壇座的力量，隱藏著使巨大祭坛出现的能力。                                                            |                                                 | |
| 51       | 處女座   | 天使               | 黄道十二宮球玉之一，司掌處女座的力量，隱藏著能使使用者女性化的能力。                                      | 14                                              | 第14話中因衰運連連的Garu使用此球玉後女性化卻將代官迷住，因而成為Garu的黑歷史 |
| 52       | 大犬座   | 狗                 | 司掌大犬座的力量，隱藏著能施展拳法犬拳的能力。                                                            | 38                                              | 第38話中蕭·龍波讓Garu使用來施展犬拳，但對本身就是犬科動物的Garu根本沒用。 |
| 53       | 三角座   | 三角形             | 司掌三角座的力量，隱藏著可放出三角類技能（例如三角屏障和三角攻击）的能力。                                |                                                 | |
| 54       | 仙王座   | 安德羅墨達         | 司掌仙王座的力量，破除屏障的四枚關鍵球玉之一。                                                            | 38                                              | Balance在第37話中提及此球玉擁有破解南十字座屏障的力量。 第38話時由被救出的大僧正將能量注入空白球玉後形成。 |
| 55       | 天琴座   | 豎琴               | 司掌天琴座的力量，隱藏著用琴的音色演奏音樂的能力。                                                        | 14                                              | |
| 56       | 天鵝座   | 天鵝               | 司掌天鵝座的力量，隱藏著變身成芭蕾舞裝扮的能力。                                                          |                                                 | |
| 57       | 蒼蠅座   | 蒼蠅               | 司掌蒼蠅座的力量，隱藏著可使無數蒼蠅出現的能力。                                                          |                                                 | |
| 58       | 天鴿座   | 鴿子               | 司掌天鴿座的力量，隱藏著像是變魔術般召喚鴿子的能力。                                                      | 14                                              | 第45話中用來阻止變成Indaver的地球居民繼續暴動。 |
| 59       | 繪架座   | 畫架               | 司掌繪架座的力量，隱藏著能使使用者變得擅長繪畫的能力。                                                    | from Episode of Stinger 宇宙戰隊九連者 高校大戰 | |
| 60       | 波江座   | 水流               | 司掌波江座的力量，隱藏著能顯現出他人真面目的能力。                                                        | 35                                              | 使用時須周圍必須無其他人的存在。 |
| 61       | 杜鵑座   | 杜鵑               | 司掌杜鵑座的力量，隱藏著使花朵出現的能力。                                                                |                                                 | |
| 62       | 御夫座   | 駕馭者             | 司掌御夫座的力量，隱藏著能變成機車的能力。                                                                | 宇宙戰隊九連者 THE MOVIE Goes・Indaver的逆襲    | |
| 63       | 小馬座   | 馬駒               | 司掌小馬座的力量。                                                                                        |                                                 | |
| 64       | 巨爵座   | 水杯               | 司掌巨爵座的力量，隱藏著召喚杯子的能力。                                                                  | 11                                              | 只不過召喚出來的是空杯 |
| 65       | 水蛇座   | 水蛇               | 司掌水蛇座的力量，隱藏著能施展拳法蛇拳的能力。                                                            | 38                                              | 蕭・龍波贈予九連者的十二個球玉之一。 |
| 66       | 小犬座   | 狗                 | 司掌小犬座的力量，隱藏著像小狗一樣玩耍使敵人大意的能力。                                                  | 38                                              | 蕭・龍波贈予九連者的十二個球玉之一。 第45話中用來阻止變成Indaver的地球居民繼續暴動。 |
| 67       | 長蛇座   | 九頭蛇             | 司掌長蛇座的力量，隱藏著可使一条巨大的九头蛇出現的能力。                                                  |                                                 | |
| 68       | 天兔座   | 兔子               | 司掌天兔座的力量，隱藏著能像兔子一樣大跳躍的能力。                                                        | 11                                              | 當使用者使用後，身邊的其他人亦可追加此跳躍能力。 |
| 69       | 雕具座   | 雕刻工具           | 司掌雕具座的力量，隱藏著自由使用雕刻工具削刨的能力。                                                      | 19                                              | |
| 70       | 印第安座 | 印第安人           | 司掌印第安座的力量，隱藏著變身成印第安裝扮的能力。                                                        |                                                 | |
| 71       | 山案座   | 桌子               | 司掌山案座的力量，隱藏著使桌子出現的能力。                                                                |                                                 | |
| 72       | 天燕座   | 極樂鳥             | 司掌天燕座的力量，隱藏著能瞬間移動的能力。                                                                | 41                                              | |
| 73       | 南十字座 | 十字架             | 司掌南十字座的力量，隱藏著使具有攻击力的十字架出現的能力。                                                | 宇宙战队九连者 Final Live                       | 使用4颗球玉後会发生传说级的奇迹，由于都是「南」字开头，剑岳称4颗球玉集齐时会诞生出「南圭介球惑星」，九连者使用4颗球玉來穿梭两个宇宙。 |
| 74       | 南魚座   | 魚                 | 司掌南魚座的力量。                                                                                        | 宇宙战队九连者 Final Live                       | 使用4颗球玉後会发生传说级的奇迹，由于都是「南」字开头，剑岳称4颗球玉集齐时会诞生出「南圭介球惑星」，九连者使用4颗球玉來穿梭两个宇宙。 |
| 75       | 南三角座 | 三角形             | 司掌南三角座的力量，基本能力和三角球玉一樣。                                                              | 宇宙战队九连者 Final Live                       | 使用4颗球玉後会发生传说级的奇迹，由于都是「南」字开头，剑岳称4颗球玉集齐时会诞生出「南圭介球惑星」，九连者使用4颗球玉來穿梭两个宇宙。 |
| 76       | 南冕座   | 皇冠               | 司掌南冕座的力量，隱藏著使皇冠出现的能力。                                                                | 宇宙战队九连者 Final Live                       | 使用4颗球玉後会发生传说级的奇迹，由于都是「南」字开头，剑岳称4颗球玉集齐时会诞生出「南圭介球惑星」，九连者使用4颗球玉來穿梭两个宇宙。 |
| 77       | 小獅座   | 幼獅               | 司掌小獅座的力量，隱藏著可召喚小獅航行者的能力。                                                          | 36                                              | 從凱撒（小獅航行者）所噴出的火炎中誕生 |
| 78       | 網罟座   | 網                 | 司掌網罟座的力量，隱藏著可布下天罗地网的能力。                                                            |                                                 | |
| 79       | 六分儀座 | 六分儀             | 司掌六分儀座的力量，隱藏著使六分儀出現的能力。                                                            | from Episode of Stinger 宇宙戰隊九連者 高校大戰 | |
| 80       | 南極座   | 八分儀             | 司掌南極座的力量，隱藏著使八分儀出現的能力。                                                              | from Episode of Stinger 宇宙戰隊九連者 高校大戰 | |
| 81       | 天鶴座   | 鶴                 | 司掌天鶴座的力量，隱藏著能施展拳法鶴拳的能力。                                                            | 38                                              | 蕭・龍波贈予九連者的十二個球玉之一。 |
| 82       | 狐狸座   | 狐狸               | 司掌狐狸座的力量，隱藏著能發動隱形模式的能力。                                                            | 41                                              | |
| 83       | 天爐座   | 火爐               | 司掌天爐座的力量，隱藏著能噴火的能力。                                                                    | 11                                              | |
| 84       | 天箭座   | 箭                 | 司掌天箭座的力量，隱藏著能變出棒球制服的能力。                                                            | 40                                              | |
| 85       | 天猫座   | 山貓               | 司掌天猫座的力量，隱藏著能施展拳法貓拳的能力。                                                            | 38                                              | 蕭・龍波贈予九連者的十二個球玉之一。 |
| 86       | 船帆座   | 阿爾戈號（船帆）   | 司掌船帆座的力量，阿爾戈號的三枚關鍵球玉之一。                                                            | 15                                              | 第15話由惑星Bella的住民做為謝禮而獲得。 第19話被Stinger帶走。 第21話與船底座和船尾座組合成南船座球玉。 第29話得知在過去時空中由歐萊昂所持有著。 |
| 87       | 船底座   | 阿爾戈號（船底）   | 司掌船底座的力量，阿爾戈號的三枚關鍵球玉之一。                                                            | 19                                              | 第19話落入Scorpio的手裡。 第21話與船帆座和船尾座組合成南船座球玉。 第29話得知在過去時空中由歐萊昂所持有著。 |
| 88       | 船尾座   | 阿爾戈號（船尾）   | 司掌船尾座的力量，阿爾戈號的三枚關鍵球玉之一。                                                            | 11                                              | 第11話從死亡蠕蟲體內取得，但後來落入Ikagen的手裡。 在第12話打倒Ikagen後成功奪回。 第19話被Stinger帶走。 第21話與船帆座、船底座組合成南船座球玉。 第29話得知在過去時空中由歐萊昂所持有著，但在與死亡蠕蟲對戰中掉落而遭到死亡蠕蟲吞噬。                                                                 |
| 89       | 南船座   | 阿爾戈號           | 司掌南船座的力量，召喚出傳說之船阿爾戈號。                                                                | 21                                              | 根據蕭·龍波及畢格貝爾總司令所述說似乎為能打倒Jerk Matter的重要關鍵，最後鳳劍岳復活後表示他自己就是傳說中打倒Jerk Matter的重要關鍵，起初表示該船本身沒有其他力量。 第21話由船帆座、船底座和船尾座三枚球玉組合而成。 第22集時鳳凰士兵將其真正力量覺醒，為巨鳳王機組（鳳凰航行者、鳳凰基地及鳳凰太空站） |
| 111      | 地獄犬座 | 三頭地獄犬         | 司掌地獄犬座的力量，隱藏著可召喚出地獄犬航行者的能力。                                                    | 宇宙戰隊九連者 THE MOVIE Goes・Indaver的逆襲    | 劇場版登場的特殊球玉。 |
| 315      | 至高     | 究極之力           | 充满獅子座和獵户座力量的最高級球玉，隱藏著Lucky變身成獅子紅獵户的能力。                                   | 30                                              | 第29話時以光影的樣貌出現，第30話因為Lucky與歐萊昂的心意合而為一後誕生。 另外透過此球玉所變身的獅子紅獵戶，除了本身具備獅子座及獵戶座之力外，也能在戰鬥中召喚出其他其他九連者成員的武器協助攻擊。 |
| SP       | 九連者   | 九連者             | 由反抗軍自行開發的新型球玉之一，每當九轉盤轉出此球玉時，全員將出動。                                      | 12                                              | 此球玉被抽選到的機率很低 第45話時蕭·龍波為最終決戰的出戰抽選而再次被抽中 |
| SP       | 全航行者 | 球航行者           | 由反抗軍自行開發的新型球玉之一，可直接召喚所有的航行者。                                                  |                                                 | |
| SUNMOON  | 光       | 太陽&月亮          | 司掌太陽和月亮的力量，隱藏著Lucky變身成太陽獅子紅和獅子紅月亮的能力。                                     | 17                                              | 太陽模式下可增強Balance和Naga的力量 月亮模式下則是增強Garu的力量 另外使用光球玉會讓使用者隨著兩種模式變換性格。 一般不用來變身的狀況下，太陽模式可以拿來當手電筒用 第17話由佐久間小太郎從反抗軍本部傳送過來。 第44話中則是Hammy用來變身成太陽蝘蜓綠和蝘蜓綠月亮。                                     |
| KR       | EX-AID   | 假面騎士EX-AID     | 隱藏著召喚假面騎士EX-AID的能力。                                                                          | 7                                               | 一次性的球玉，召喚完就自動消失。 |
| EX       | 超級戰隊 | 過去的40支超級戰隊 | 司掌著過去40支超級戰隊的力量。                                                                            |                                                 | 獅子紅版本是反抗軍以Lucky的力量為藍本而極秘開發的四顆限定球玉之一，使用後會和Lucky一樣會變得很幸運。 |
| EX       | 超級戰隊 | 過去的40支超級戰隊 | 司掌著過去40支超級戰隊的力量。                                                                            |                                                 | 天蠍橙版本是反抗軍以Stinger的力量為藍本而極秘開發的四顆限定球玉之一，使用後會和Stinger一樣擁有如同蠍子般巧妙靈活的身手。 |
| EX       | 超級戰隊 | 過去的40支超級戰隊 | 司掌著過去40支超級戰隊的力量。                                                                            |                                                 | 獅子紅獵戶版本反抗軍以Lucky和獵户座的力量為藍本而極秘開發的四顆限定球玉之一，使用後會和Lucky與獵户座一樣擁有如同奇蹟般無敵的力量。 |
| EX       | 超級戰隊 | 過去的40支超級戰隊 | 司掌著過去40支超級戰隊的力量。                                                                            |                                                 | 鳳凰士兵版本反抗軍以鳳劍岳的力量為藍本而極秘開發的四顆限定球玉之一，使用後會和鳳劍岳一樣擁有如同鳳凰般不死身的力量。 |
| Xmas     | 聖誕節   | 聖誕節             | 司掌著聖誕節的力量，隱藏著變身成聖誕節裝扮的能力                                                          | 43                                              | |
| Neo      | Neo      | Neo                | 蘊藏著龐大能源的力量，隱藏著復活的能力                                                                    | 宇宙戰隊九連者 VS SPACE SQUAD                   | 此為反抗軍以行星能源作為生命之源，而開發的新球玉，能夠解決醫療、環境及資源等各方面的問題。 |
|          | 隕石     | 隕石               | 司掌著隕石的力量，隱藏著召喚隕石的能力                                                                    | 快盗战队鲁邦连者VS警察战队巡逻连者 en film      | 此為劇場版的魯邦珍藏，用來召喚隕石攻擊 |

#### 九轉盤（キューレット，Kyulette）
透過轉動此道具，來選擇九連者的出擊成員，通常選擇5位，而未選中的隊員需留在獵戶座號進行後勤支援及以候補成員身份待命以便隨時更換隊員上場。
以下為每話的出擊人選，但直至第4話才透過九轉盤來決定人選，而且出擊次數皆以變身形態來計算。
由於此道具同時為每集的猜謎遊戲使用之道具，所以每次開始攬珠決定出擊人員時會播放猜謎遊戲的背景歌曲（但歌曲相關資料仍然待查）。
| Space.○             | 出擊成員                                                                                      |
| ------------------- | --------------------------------------------------------------------------------------------- |
| 1                   | Lucky、Garu、Champ、Hammy、Spada                                                              |
| 2                   | Lucky、Garu、Balance、Champ、Naga、Hammy、Spada                                               |
| 3                   | Lucky、Garu、Balance、Champ、Naga、Hammy、Spada、Stinger                                      |
| 4                   | Lucky、Garu、Champ、Hammy、Spada Raptor 283                                                   |
| 5                   | Lucky、Champ、Naga、Hammy、Spada Stinger、Garu、Balance、Raptor 283                           |
| 6                   | Lucky、Garu、Balance、Hammy、Spada Stinger                                                    |
| 7                   | Lucky、Stinger、Balance、Naga、Hammy Champ                                                    |
| 8                   | Lucky、Stinger、Garu、Hammy、Raptor 283 Balance、Champ、Naga、Spada                           |
| 9                   | Lucky、Stinger、Hammy、Raptor 283、Spada Garu、Balance、Naga、蕭·龍波                         |
| 10                  | 蕭·龍波 Lucky、佐久間小太郎                                                                   |
| 11                  | Lucky、Stinger、Champ、Spada、蕭·龍波 佐久間小太郎                                            |
| 12                  | Stinger、Garu、Balance、Naga、Hammy 全員                                                      |
| 13                  | Lucky、Stinger、Champ、Hammy、蕭·龍波 Garu、Spada、佐久間小太郎                               |
| 14                  | Lucky、Balance、Naga、Spada、蕭·龍波 Lucky、Garu、Balance、Naga、Hammy、Spada                 |
| 15                  | Lucky、Naga、Hammy、Raptor 283、Spada                                                         |
| 16                  | Lucky、Stinger、Garu、Balance、Champ、Naga、Hammy、Raptor 283、Spada、蕭·龍波                 |
| 17                  | Lucky、Garu、Balance、Hammy、Raptor 283 蕭·龍波                                               |
| 18                  | Lucky、Garu、Naga、Hammy、蕭·龍波                                                             |
| 19                  | Lucky、Balance、Naga、Hammy、Spada                                                            |
| 20                  | Lucky、Stinger、Balance、Naga、Hammy、Spada、蕭·龍波、佐久間小太郎                            |
| 21                  | Lucky、Stinger、Champ、Hammy、Spada、蕭·龍波、佐久間小太郎、鳳劍岳                            |
| 22                  | Balance、Champ Lucky、Naga、Raptor 283、Spada、佐久間小太郎、鳳劍岳                           |
| 23                  | Lucky、Garu、Naga、Hammy、Raptor 283、Spada、蕭·龍波、佐久間小太郎、鳳劍岳                    |
| 24                  | Lucky、蕭·龍波、鳳劍岳                                                                        |
| 25                  | 全員                                                                                          |
| 26                  | Lucky、Stinger、Garu、Balance、Champ、Hammy、Raptor 283、Spada、蕭·龍波、佐久間小太郎、鳳劍岳 |
| 27                  | Stinger、Champ、Raptor 283、Spada、鳳劍岳 蕭·龍波                                             |
| 28                  | Lucky、Garu、Balance、Hammy、佐久間小太郎 Stinger、Champ、Raptor 283、Spada、蕭·龍波、鳳劍岳  |
| 29                  | Lucky、Stinger、Champ、Raptor 283、Spada、蕭·龍波、鳳劍岳                                     |
| 30                  | Lucky、Stinger、Champ、Raptor 283、Spada、蕭·龍波、鳳劍岳                                     |
| 31                  | Lucky、Stinger、Balance、Naga、Hammy、Spada、鳳劍岳                                           |
| 32                  | Lucky、Stinger、Garu、Naga、Hammy、Raptor 283、鳳劍岳                                         |
| 33                  | Lucky、Balance、Naga、Hammy、Spada、鳳劍岳                                                    |
| 34                  | Lucky、Stinger、Garu、Champ、Hammy、Spada、蕭·龍波、佐久間小太郎、鳳劍岳                      |
| 35                  | Lucky、Balance、Naga、Hammy、Raptor 283、Spada、鳳劍岳                                        |
| 36                  | Lucky、Stinger、Garu、Champ、Hammy、Spada Balance、Naga、佐久間小太郎、鳳劍岳                 |
| 37                  | Lucky、Garu、Balance、Naga、Spada、佐久間小太郎、鳳劍岳 Stinger、Champ、Raptor 283            |
| 38                  | Garu、Naga、Hammy、Raptor 283、蕭·龍波、鳳劍岳 Lucky、Stinger、Champ、Spada、佐久間小太郎     |
| 39                  | Lucky、Stinger、Champ、Spada、佐久間小太郎                                                    |
| 40                  | 全員                                                                                          |
| 41                  | Lucky、Stinger、Naga、Hammy、鳳劍岳 Garu、Balance、Champ、Spada、佐久間小太郎                 |
| 42                  | Lucky、Stinger、Garu、Balance、Champ、Naga、Hammy、Spada、蕭·龍波、佐久間小太郎、鳳劍岳       |
| 43                  | Lucky、Stinger、Garu、Balance、Champ、Naga、Hammy、Spada、佐久間小太郎、鳳劍岳                |
| 44                  | Lucky、Stinger、Naga、Hammy、Spada、佐久間小太郎                                              |
| 45                  | Lucky、Stinger、Balance、Champ、Naga、佐久間小太郎、鳳劍岳                                    |
| 46                  | 全員                                                                                          |
| 47                  | Lucky、Stinger、Garu、Balance、Champ、Naga、Hammy、Raptor 283、Spada、佐久間小太郎            |
| 48                  | 全員                                                                                          |
| V-Cinema 外傳       | Lucky、Stinger、Naga、Hammy、Spada、佐久間小太郎 Champ                                        |
| V-Cinema 歸來聯動篇 | 全員                                                                                          |

## 球航行者（キューボイジャー，Kyu Voyager）
九連者所搭乘的太空機組，和球玉/駕駛艙對接後即可操縱。

### 超級獅子航行者 （スーパーシシボイジャー，Super Shishi Voyager）
【基本資料】
| 機體高度 | 機體寬度 | 機體長度 | 機體重量 | 機體航速          | 機組力量輸出 |
| -------- | -------- | -------- | -------- | ----------------- | ------------ |
| 23.0m    | 38.0m    | 42.0m    | 2100t    | 1.3馬赫（大氣中） | 1740萬馬力   |

兩架一組的親子組合航行者，為所有球航行者中第三大的機組。Space.36首次登場。

#### 獅子航行者 （シシボイジャー，Shishi Voyager）
【基本資料】
| 機體高度 | 機體寬度 | 機體長度 | 機體重量 | 機體航速          | 機組力量輸出 |
| -------- | -------- | -------- | -------- | ----------------- | ------------ |
| 17.5m    | 38.0m    | 38.0m    | 1100t    | 1.2馬赫（大氣中） | 900萬馬力    |

獅子紅的機組，外觀為獅子造型的宇宙巡航機（スペースクルーザー）。Space.1首次登場。
通常都是以九連王的主要胴體來形成。
能高速垂直起降，有著能在各種惑星環境下行動的安全航行性能，被稱為「最強的球航行者」。
武器有獅子镭射炮（シシレーザー）、獅子爪（シシクロー）和獅子導彈（シシミサイル）。

#### 小獅航行者 （コジシボイジャー，Kojishi Voyager）
【基本資料】
| 機體高度 | 機體寬度 | 機體長度 | 機體重量 | 機體航速        | 機組力量輸出 |
| -------- | -------- | -------- | -------- | --------------- | ------------ |
| 20.6m    | 16.8m    | 29.6m    | 700t     | 400km/h（地上） | 600萬馬力    |

獅子紅的新機組，外觀為小獅子造型的機械化吉祥物（サイボーグマスコット），可和獅子航行者合體成「超級獅子航行者」，更可搭載著五顆球玉。也是Lucky的童年玩伴「凱撒（シーザー）」。Space.36首次登場。
可在高度20m到手掌大小的尺寸之間大小變化，不僅能與敵方機器人戰鬥，也擅長支援九連者的戰鬥。
為現時的所有球航行者中第二小的。

### 天蠍航行者 （サソリボイジャー，Sasori Voyager）
【基本資料】
| 機體高度 | 機體寬度 | 機體長度 | 機體重量 | 機體航速        | 機組力量輸出 |
| -------- | -------- | -------- | -------- | --------------- | ------------ |
| 17.5m    | 17.7m    | 25.7m    | 300t     | 200km/h（地上） | 260萬馬力    |

天蠍橘的機組，外觀為蠍子造型的多足步行坦克（多足歩行タンク）。Space.3首次登場。
一般都是以左手來形成，也能以右手或左腳來形成。
能潛入地底移動，以兩側的蠍子鉗爪（サソリクラッシャー）鉗制目標後，再刺入尾針灌注毒液。

### 豺狼航行者 （オオカミボイジャー，Ookami Vayager）
【基本資料】
| 機體高度 | 機體寬度 | 機體長度 | 機體重量 | 機體航速        | 機組力量輸出 |
| -------- | -------- | -------- | -------- | --------------- | ------------ |
| 12.2m    | 13.4m    | 25.1m    | 400t     | 400km/h（地上） | 360萬馬力    |

野狼藍的機組，外觀為狼造型的機械化野獸（サイボーグビースト）。Space.1首次登場。
多數是以左腳來形成，也能以左手或右手來形成。
特徵的狼羽（オオカミフェザー）能感應氣流和氣壓，擅長在叢林裡活動再以狼牙（オオカミファング）施襲。

### 天秤航行者 （テンビンボイジャー，Tenbin Voyager）
| 機體高度 | 機體寬度 | 機體長度 | 機體重量 | 機體航速        | 機組力量輸出 |
| -------- | -------- | -------- | -------- | --------------- | ------------ |
| 28.9m    | 17.9m    | 13.8m    | 400t     | 350km/h（地上） | 360萬馬力    |

天秤金的機組，外觀為人造型的人型戰鬥機械（人型戦闘ロボット）。Space.2首次登場。
一般都是以左腳來形成，也能以左手來形成。
以頭頂的天秤平衡器（テンビンバランサー）高速分析戰況，雙手的天秤護盾（テンビンシールド）既能防禦也可擲出去攻擊。

### 公牛航行者 （オウシボイジャー，Oushi Voyager）
【基本資料】
| 機體高度 | 機體寬度 | 機體長度 | 機體重量 | 機體航速        | 機組力量輸出 |
| -------- | -------- | -------- | -------- | --------------- | ------------ |
| 12.3m    | 12.8m    | 24.3m    | 400t     | 300km/h（地上） | 360萬馬力    |

金牛黑的機組，外觀為公牛造型的戰鬥坦克（バトルタンク）。Space.1首次登場。
多數是以右腳來形成，也能以左手或右手來形成。
履帶腳助它行走未開發惑星的惡劣地形，以公牛履帶（オウシクローラー）和公牛角（オウシホーン）高速衝撞敵人。

### 蛇夫航行者 （ヘビツカイボイジャー，Hebitsukai Voyager）
| 機體高度 | 機體寬度 | 機體長度 | 機體重量 | 機體航速        | 機組力量輸出 |
| -------- | -------- | -------- | -------- | --------------- | ------------ |
| 28.4m    | 20.4m    | 13.8m    | 400t     | 350km/h（地上） | 360萬馬力    |

蛇夫銀的機組，外觀為人造型的人型戰鬥機械（人型戦闘ロボット）。Space.2首次登場。
一般都是以右腳來形成，也能以右手來形成。
擁有自動迴避障礙物的機能，雙臂的蛇夫鐮刀（ヘビツカイシックル）能伸長攻擊。

### 蝘蜓航行者 （カメレオンボイジャー，Chamaeleon Voyager）
【基本資料】
| 機體高度 | 機體寬度 | 機體長度 | 機體重量 | 機體航速          | 機組力量輸出 |
| -------- | -------- | -------- | -------- | ----------------- | ------------ |
| 12.8m    | 9.0m     | 18.4m    | 200t     | 1.0馬赫（大氣中） | 190萬馬力    |

變色龍綠的機組，外觀為變色龍造型的宇宙懸浮機（スペースホバー）。Space.1首次登場。
多數是以左手來形成，也能以右腳來形成。
有著不會被雷達探測到的高隱蔽性，還能以光學迷彩隱形後用堰蜓刀根（カメレオンタング）突襲、捆住目標。

### 天鷹航行者 （ワシボイジャー，Washi Voyager）
【基本資料】
| 機體高度 | 機體寬度 | 機體長度 | 機體重量 | 機體航速        | 機組力量輸出 |
| -------- | -------- | -------- | -------- | --------------- | ------------ |
| 13.4m    | 32.1m    | 23.8m    | 300t     | 8馬赫（大氣中） | 260萬馬力    |

天鷹粉紅的機組，外觀為鷲造型的機械化鳥（サイボーグバード）。Space.4首次登場。
多數是以左手來形成，也能以九連王的背部飛翔裝備來形成。
強韌的天鷹翅（ワシウイング）讓它能在各種惡劣天氣下飛行，從高空急墜以喙作出攻擊。

### 旗魚航行者 （カジキボイジャー，Kajiki Voyager）
【基本資料】
| 機體高度 | 機體寬度 | 機體長度 | 機體重量 | 機體航速      | 機組力量輸出 |
| -------- | -------- | -------- | -------- | ------------- | ------------ |
| 12.4m    | 11.4m    | 25.5m    | 200t     | 200節（水中） | 190萬馬力    |

劍魚黄的機組，外觀為旗魚造型的宇宙潛艇（スペースサブマリン）。Space.1首次登場。
多數是以右手來形成，也能以左手來形成。
擅長海底潛航，用旗魚平衡器（カジキスタビライザー）跨越凶險洋流，再以旗魚切割器（カジキスラッシャー）全力貫穿敵機。

### 天龍航行者 （リュウボイジャー，Ryuu Voyager）
【基本資料】
| 機體高度 | 機體寬度 | 機體長度 | 機體重量 | 機體航速          | 機組力量輸出 |
| -------- | -------- | -------- | -------- | ----------------- | ------------ |
| 24.5m    | 18.4m    | 106.8m   | 1500t    | 1.2馬赫（大氣中） | 1300萬馬力   |

天龍司令的機組，外觀為龍造型的機械化魔獸（サイボーグモンスター）。Space.9首次登場。
為現時的所有球航行者中第二大的，通常都是以龍帝王的主要胴體來形成。
不同於其他球航行者的是，龍航行者的駕駛艙則由其前爪抓住，亦可隨天龍司令的操作下與駕駛艙分離獨自戰鬥。
有如頭盔般的龍頭和覆蓋全身的鱗片讓它即使身處危險的小行星帶也能來去無阻，除了會噴火外，也身用身體纏住敵人，必殺技「天龍爆裂」則是從正上方直接撞爆目標。

### 熊航行者 （クマボイジャー，Kuma Voyager）
【基本資料】
| 機體高度 | 機體寬度 | 機體長度 | 機體重量 | 機體航速        | 機組力量輸出 |
| -------- | -------- | -------- | -------- | --------------- | ------------ |
| 18.2m    | 13.4m    | 26.0m    | 500t     | 300km/h（地上） | 440萬馬力    |

兩架一組的親子組合航行者，一般出擊狀態多由大熊航行者背負著小熊航行者，但也可分離個別行動。Space.11首次登場。
一般都是以右手來形成，也能以左手來形成。

#### 小熊航行者 （コグマボイジャー，Koguma Voyager）
【基本資料】
| 機體高度 | 機體寬度 | 機體長度 | 機體重量 | 機體航速        | 機組力量輸出 |
| -------- | -------- | -------- | -------- | --------------- | ------------ |
| 10.7m    | 3.9m     | 7.0m     | 100t     | 350km/h（地上） | 80萬馬力     |

小熊天藍的機組，外觀為小熊造型的獨輪車（一輪ローバー）。Space.11首次登場。
可分離並单獨活動，像鋸一樣旋轉帶有尖刺的輪胎攻擊敵人。
為現時的所有球航行者中最小的。
在熊航行者以九連王的腳部來形成時，都會被安置在大熊航行者的旁边（左腳時在左側；右腳時則在右側）。

#### 大熊航行者 （オオグマボイジャー，Ooguma Voyager）
【基本資料】
| 機體高度 | 機體寬度 | 機體長度 | 機體重量 | 機體航速        | 機組力量輸出 |
| -------- | -------- | -------- | -------- | --------------- | ------------ |
| 14.8m    | 13.4m    | 26.0m    | 400t     | 300km/h（地上） | 360萬馬力    |

同樣也是小熊天藍的機組，外觀為大熊造型的探測車（探査ローバー）。Space.11首次登場。
堅固的避震器和應對恶劣地形的強大徑向輪胎助它在重力不穩定的陷坑行星上行走。

### 鳳凰航行者 （ホウオウボイジャー，Houou Voyager）
【基本資料】
| 機體高度 | 機體寬度 | 機體長度 | 機體重量 | 機體航速          | 機組力量輸出 |
| -------- | -------- | -------- | -------- | ----------------- | ------------ |
| 18.7m    | 37.2m    | 47.8m    | 1400t    | 1.3馬赫（大氣中） | 1200萬馬力   |

鳳凰士兵的主要機組，外觀為鳳凰和戰機造型的宇宙火箭（スペースロケット），出動時需使用鳳凰基地進行倒數發射。Space.22首次登場。
為現時的所有球航行者中唯一的交通工具型。拥有耐热的身軀，在宇宙碎片帶中可以燃烧且驅散障碍物以及長時間的外宇宙探索。
必殺技為超音速飛行並製造火焰，猶如鳳凰飛行一樣的衝擊「巨焰爆裂（ギガントファイヤーブレイク）」，為唯一一部有單獨必殺技的球航行者。

#### 鳳凰宇宙站 （ホウオウステーション，Houou Station）
【基本資料】
| 機體高度 | 機體寬度 | 機體長度 | 機體重量 | 機體航速          | 機組力量輸出 |
| -------- | -------- | -------- | -------- | ----------------- | ------------ |
| 17.7m    | 63.8m    | 25.2m    | 1000t    | 1.0馬赫（大氣中） | 900萬馬力    |

同樣也是鳳凰士兵的機組，外觀為人造衛星造型的宇宙站（宇宙ステーション）。Space.22登場。
操縱著其两塊太陽能帆板（即巨鳳王戰鬥時所用的武器）的高速旋轉斬擊，有吸收敵人攻擊並直接反彈進行還擊的能力，甚至可直接套在敵人身上從而令敵人動彈不得，此外更可藉此進行衛星轉播。

#### 鳳凰基地 （ホウオウベース，Houou Base）
【基本資料】
| 機體高度 | 機體寬度 | 機體長度 | 機體重量 | 機體航速        | 機組力量輸出 |
| -------- | -------- | -------- | -------- | --------------- | ------------ |
| 20.6m    | 29.9m    | 36.7m    | 2500t    | 200km/h（地上） | 2000萬馬力   |

鳳凰士兵少用的機組，外觀為運輸坦克造型的發射台（ランチパッド）。Space.22首次登場。
拥有自走的能力，能安全的运輸鳳凰航行者。
較特別的是，雖然該機組只是鳳凰航行者發動時所用的發射台，未能參與巨鳳王的合體，但卻能够參與球玉神的合體。

### 獵戶航行者 （オリオンボイジャー，Orion Voyager）
【基本資料】
| 機體高度 | 機體寬度 | 機體長度 | 機體重量 | 機體航速          | 機組力量輸出 |
| -------- | -------- | -------- | -------- | ----------------- | ------------ |
| 14.6m    | 16.2m    | 41.3m    | 500t     | 1.3馬赫（大氣中） | 500萬馬力    |

獅子紅獵户的機組，外觀為棍棒造型的宇宙船（スペースオービター）。Space.33首次登場。
堅固的星型首部助有它在宇宙空間突進，擅長在障碍物密集的危險的宇宙碎片帶活動。
除了以獵户戰鬥者的右手來形成外，與戰鬥獵戶船組合則成為其機組的武器-獵戶座砲（オリオン砲）。

#### 獵戶戰艦 （バトルオリオンシップ，Battle Orion Ship）
【基本資料】
| 機體高度 | 機體寬度 | 機體長度 | 機體重量 | 機體航速                          | 機組力量輸出 |
| -------- | -------- | -------- | -------- | --------------------------------- | ------------ |
| 40.6m    | 48.5m    | 86.9m    | 7500t    | 999km/h（大氣中） 400km/h（地上） | 6500萬馬力   |

獅子紅獵户的巨大戰艦型機組，可和獵户航行者合體。Space.32首次登場。
現時的所有球航行者中最大的，為歐萊昂所遺留下來的對Jerk Matter用決戰兵器，於第32集結尾時由蕭·龍波將其開發完成並重新整備。
該機組內收納了除鳳凰航行者之外的其他11架球航行者，另外因為蕭·龍波改造的關係，內部樣貌與獵戶座號幾乎相似。
第33話因Lucky得到獵戶座球玉並召喚出獵户航行者後正式啟動，並代替已消散的獵戶座號成為九連者們的新母艦。

### 地獄犬航行者 （ケルベロスボイジャー， Cerberus Voyager）
【基本資料】
| 機體高度 | 機體寬度 | 機體長度 | 機體重量 | 機體航速          | 機組力量輸出 |
| -------- | -------- | -------- | -------- | ----------------- | ------------ |
| 17.5m    | 38.0m    | 43.0m    | 1300t    | 1.2馬赫（大氣中） | 1100萬馬力   |

劇場版《宇宙戰隊九連者 THE MOVIE Goes Indaver的逆襲》登場的機組，外觀為地獄犬造型的宇宙巡航機（スペースクルーザー）。
遥遠的從前，宇宙中恐怖的冥王 - 哈帝斯的看守犬，傳説一般的存在。
擁有宇宙最巨大的力量，行星等級的星球也能够輕易地破壞。

## 星座結合

### 九連王（キュウレンオー，Kyuren-Oh）
【基本資料】
| 機體高度 | 機體寬度 | 機體厚度 | 機體重量           | 機體航速 | 機組力量輸出            |
| -------- | -------- | -------- | ------------------ | -------- | ----------------------- |
| 46.0m    | 38.0m    | 16.8m    | 介於2000-2700t之間 | 400km/h  | 介於1800-2340萬馬力之間 |

由5台航行者合體而成的究極宇宙機器人。
除獅子航行者（胴體和頭部）以外，其餘9台航行者（雙手和雙腳）分别可以自由地和獅子航行者組合變換出3024種對接組合，發揮出各種各樣的特性。

#### 01, 07, 09
- 由獅子航行者（胴體和頭部）、蝘蜓航行者（左手）和旗魚航行者（右手）合體而成。

九連王的未完成形態。Space.1登場。

#### 01, 03, 05, 07, 09
分為三種：
- 由獅子航行者（胴體和頭部）、蝘蜓航行者（左手）、旗魚航行者（右手）、豺狼航行者（左脚）和公牛航行者（右脚）合體而成。
- 由獅子航行者（胴體和頭部）、旗魚航行者（左手）、公牛航行者（右手）、豺狼航行者（左腳）和蝘蜓航行者（右腳）合體而成。
- 由獅子航行者（胴體和頭部）、公牛航行者（左手）、豺狼航行者（右手）、旗魚航行者（左腳）和蝘蜓航行者（右腳）合體而成。

九連王的基本形態。Space.1（第一組合）、Space.10（第二組合）和模型專屬（第三組合）登場。
必殺技為右手的劍聚集著九連者五人的能量使敵人一刀兩断的「九連王星際爆裂（キュウレンオースターブレイク）」。

#### 01, 03, 04, 05, 06
分為兩種：
- 由獅子航行者（胴體和頭部）、天秤航行者（左手）、蛇夫航行者（右手）、豺狼航行者（左脚）和公牛航行者（右脚）合體而成。
- 由獅子航行者（胴體和頭部）、豺狼航行者（左手）、公牛航行者（右手）、天秤航行者（左腳）和蛇夫航行者（右腳）合體而成。

九連王的第一個轉換形態。Space.2（第一形態）和模型專屬（第二形態）首次登場。
該形態亦使九連王同時兼備攻守。
必殺技為「九連王謀略爆裂（キュウレンオートリックブレイク）」。

#### 01, 03, 06, 07, 09
分爲兩種：
- 由獅子航行者（胴體和頭部）、蝘蜓航行者（左手）、旗魚航行者（右手）、豺狼航行者（左脚）和蛇夫航行者（右脚）合體而成。
- 由獅子航行者（胴體和頭部）、蛇夫航行者（左手）、旗魚航行者（右手）、豺狼航行者（左脚）和蝘蜓航行者（右脚）合體而成。

九連王的第二個轉換形態。Space.3首次登場。
必殺技為「九連王流星爆裂（キュウレンオーメテオブレイク）」。

#### 01, 03, 05, 08, 09
分為兩種：
- 由獅子航行者（胴體和頭部）、天鷹航行者（左手）、旗魚航行者（右手）、豺狼航行者（左腳）和公牛航行者（右腳）合體而成。
- 由獅子航行者（胴體和頭部）、公牛航行者（左手）、旗鱼航行者（右手）、豺狼航行者（左腳）和天鷹航行者（右腳）和體而成。

九連王的第三個轉換形態。Space.4（第一形態）和模型專屬（第二形態）首次登場。
必殺技為「九連王流星爆裂（キュウレンオーメテオブレイク）」。

#### 01, 04, 06, 08, 09
由獅子航行者（胴體和頭部）、天鷹航行者（左手）、旗魚航行者（右手）、天秤航行者（左脚）和蛇夫航行者（右脚）合體而成。
九連王的第四個轉換形態。Space.5首次登場。
必殺技為「九連王流星爆裂（キュウレンオーメテオブレイク）」。

#### 01, 02, 03, 05, 07
分為兩種：
- 由獅子航行者（胴體和頭部）、公牛航行者（左手）、天蠍航行者（右手）、豺狼航行者（左脚）和蝘蜓航行者（右脚）合體而成。
- 由獅子航行者（胴體和頭部）、蝘蜓航行者（左手）、天蠍航行者（右手）、豺狼航行者（左腳）和公牛航行者（右腳）合體而成。

九連王的第五個轉換形態。Space.5（第一組合）和《假面騎士×超級戰隊 超 超級英雄大戰》（第二組合）首次登場。
必殺技為集結9台航行者的能量來擊倒敵人的「九連王超級流星爆裂（キュウレンオースーパーメテオブレイク）」。

#### 01, 03, 04, 07, 09
由獅子航行者（胴體和頭部）、天秤航行者（左手）、旗魚航行者（右手）、豺狼航行者（左脚）和蝘蜓航行者（右脚）合體而成。
九連王的第六個轉換形態。Space.6首次登場。
必殺技為與天馬球玉的「天馬先生」齐心协力後，使用天馬的翅膀飛翔並快速斬擊的「九連王天馬爆裂（キュウレンオーペガサスブレイク）」。

#### 01, 02, 04, 06, 07
由獅子航行者（胴體和頭部）、蝘蜓航行者（左手）、天蠍航行者（右手）、天秤航行者（左脚）和蛇夫航行者（右脚）合體而成。
九連王的第七個轉換形態。Space.7首次登場。
必殺技為奪回生日的Balance和Naga Ray兩人使用的「九連王快樂飛濺（キュウレンオーハッピースプラッシュ）」。

#### 01, 02, 04, 06, 08
分為四種：
- 由獅子航行者（胴體和頭部）、天鷹航行者（左手）、天蠍航行者（右手）、天秤航行者（左脚）和蛇夫航行者（右脚）合體而成。
- 由獅子航行者（胴體和頭部）、天蠍航行者（左手）、天鷹航行者（右手）、蛇夫航行者（左脚）和天秤航行者（右脚）合體而成。
- 由獅子航行者（胴體和頭部）、蛇夫航行者（左手）、天秤航行者（右手）、天蠍航行者（左脚）和天鷹航行者（右脚）合體而成。
- 由蛇夫航行者（胴體和頭部）、天秤航行者（左手）、蛇夫航行者（右手）、天鷹航行者（左脚）和天蠍航行者（右脚）合體而成。

九連王的第八個轉換形態。《假面騎士×超級戰隊 超 超級英雄大戰》（第一形態）和模型專屬（第二 - 第四形態）首次登場。
必杀技為在假面騎士Ex-Aid 极限玩家 Lv 99發動決勝技——Maximum Critical Break後，和九連王（01, 03, 05, 07, 09）一同發動的「九連王流星爆裂（キュウレンオーメテオブレイク）」。

#### 01, 02, 03, 07, 08
由獅子航行者（胴體和頭部）、天鷹航行者（左手）、天蠍航行者（右手）、豺狼航行者（左脚）和蝘蜓航行者（右脚）合體而成。
九連王的第九個轉換形態。Space.8首次登場。
必殺技為先以天鷹翅反彈敵人的攻击，然後以天蠍鉗子來還擊，再以「九連王流星爆裂（キュウレンオーメテオブレイク）」來擊倒敵人。

#### 01, 02, 07, 08, 09
由獅子航行者（胴體和頭部）、天鷹航行者（左手）、旗魚航行者（右手）、天蠍航行者（左脚）和蝘蜓航行者（右脚）合體而成。
九連王的第十個轉換形態。Space.9首次登場。
必殺技為和龍航行者一起發動的「天龍流星爆裂（ドラゴンメテオブレク）」。

#### 01, 02, 03, 05, 11
由獅子航行者（胴體和頭部）、天蝎航行者（左手）、熊航行者（右手）、豺狼航行者（左脚）和公牛航行者（右脚）合體而成。
九連王的第十一個轉換形態。Space.12首次登場。

#### 01, 06, 07, 08, 09
由獅子航行者（胴體和頭部）、天鷹航行者（左手）、旗魚航行者（右手）、蛇夫航行者（左脚）和蝘蜓航行者（右脚）合體而成。
九連王的第十二個轉換形態。Space.15首次登場。
必殺技為「九連王流星爆裂（キュウレンオーメテオブレイク）」。

#### 01, 04, 06, 07, 09
由獅子航行者（胴體和頭部）、蝘蜓航行者（左手）、旗魚航行者（右手）、天秤航行者（左脚）和蛇夫航行者（右脚）合體而成。
九連王的第十三個轉換形態。Space.19首次登場。
必殺技為由太陽獅子和紅的力量強化Balance和Naga操控的雙腳而成的「九連王流星爆裂（キュウレンオーメテオブレイク）」。

#### 01, 03, 07, 08, 09
由獅子航行者（胴體和頭部）、天鷹航行者（左手）、旗魚航行者（右手）、豺狼航行者（左脚）和蝘蜓航行者（右脚）合體而成。
九連王的第十四個轉換形態。Space.23首次登場。
必殺技為和龍帝王一起發動的「流星爆裂（メテオブレイク）」。

#### 01, 03, 06, 07, 08, 09
由獅子航行者（胴體和頭部）、蛇夫航行者（左手）、旗魚航行者（右手）、豺狼航行者（左脚）、蝘蜓航行者（右脚）和天鷹航行者（背部）合體而成。
九連王的第十五個轉換形態。Space.23首次登場。
該形態亦使九連王在空中飛行，曾憑借著天鷹飛翼在空中高速飛翔，擊倒正在逃跑的Moraimazu機器人。

#### 01, 02, 06, 07, 09
由獅子航行者（胴體和頭部）、蛇夫航行者（左手）、旗魚航行者（右手）、天蠍航行者（左脚）和蝘蜓航行者（右脚）合體而成。
九連王的第十六個轉換形態。綜藝節目《毒舌糾察隊》首次登場。
必杀招為「九連王終极爆裂（キュウレンオーファイナルブレイク）」。

#### 01, 02, 04, 05, 07
由獅子航行者（胴體和頭部）、天秤航行者（左手）、蝘蜓航行者（右手）、金牛航行者（左腳）和天蠍航行者（右腳）合體而成。
九連王的第十七個轉換形態。《宇宙戰隊九連者THE MOVIE Goes·Indaver的逆襲》首次登場。

#### 01, 02, 07, 09, 11
由獅子航行者（胴體和頭部）、熊航行者（左手）、旗魚航行者（右手）、天蠍航行者（左腳）和蝘蜓航行者（右腳）合體而成。
九連王的第十八個轉換形態。Space.26首次登場。
必杀技為與龍帝王和巨鳳王同時發動的「三重流星爆裂（トリプルメテオブレイク）」。

#### 01, 03, 03, 07, 07
由獅子航行者（胴體和頭部）、豺狼航行者（左手和左腳）和蝘蜓航行者（右手和右腳）合體而成。
九連王的第十九個轉換形態。Space.28首次登場。
必殺招為「九連王雙重爆裂（キュウレンオーツインブレイク）」。

#### 01, 02, 05, 08, 09
由獅子航行者（胴體和頭部）、天鷹航行者（左手）、旗魚航行者（右手）、天蠍航行者（左腳）和公牛航行者（右腳）合體而成。
九連王的第二十個轉換形態。Space.30首次登場。

#### 01, 02, 05, 07, 09
由獅子航行者（胴體和頭部）、公牛航行者（左手）、旗魚航行者（右手）、天蠍航行者（左脚）和蝘蜓航行者（右脚）合體而成。
九連王的第二十一個轉換形態。在《from Episode of Stinger 宇宙戰隊九連者 高校大戰》第4堂課和《Episode of Stinger》中首次登場。

#### 01, 06, 07, 09, 11
由獅子航行者（胴體和頭部）、熊航行者（左手）、旗魚航行者（右手）、蛇夫航行者（左脚）和蝘蜓航行者（右脚）合體而成。
九連王的第二十二個轉換形態。在《宇宙戰隊九連者 Episode of Stinger》中首次登場。

#### 01, 04, 06, 09, 11
由獅子航行者（胴體和頭部）、熊航行者（左手）、旗魚航行者（右手）、天秤航行者（左腳）和蛇夫航行者（右腳）合體而成。
九連王的第二十三個轉換形態。Space.37首次登場。

#### 01, 04, 05, 07, 09
由獅子航行者（胴體和頭部）、公牛航行者（左手）、旗魚航行者（右手）、天秤航行者（左腳）和蝘蜓航行者（右腳）合體而成。
九連王的第二十四個轉換形態。Space.42首次登場。

#### 01, 02, 04, 05, 06
由獅子航行者（胴體和頭部）、公牛航行者（左手）、天蠍航行者（右手）、天秤航行者（左腳）和蛇夫航行者（右腳）合體而成。
九連王的第二十五個轉換形態。Space.45首次登場。

#### 01, 02, 03, 08, 09
由獅子航行者（胴體和頭部）、天鷹航行者（左手）、旗魚航行者（右手）、天蠍航行者（左腳）和豺狼航行者（右腳）合體而成。

#### 01, 02, 03, 04, 05
由獅子航行者（胴體和頭部）、天蠍航行者（左手）、天秤航行者（右手）、豺狼航行者（左腳）和公牛航行者（右腳）合體而成。

#### 01, 02, 03, 05, 08
分為兩種：
- 由獅子航行者（胴體和頭部）、天鷹航行者（左手）、天蠍航行者（右手）、豺狼航行者（左腳）和公牛航行者（右腳）合體而成。
- 由獅子航行者（胴體和頭部）、豺狼航行者（左手）、公牛航行者（右手）、天鷹航行者（左腳）和天蠍航行者（右腳）合體而成。

#### 01, 03, 04, 05, 09
由獅子航行者（胴體和頭部）、天秤航行者（左手）、旗魚航行者（右手）、豺狼航行者（左腳）和公牛航行者（右腳）合體而成。

#### 01, 02, 04, 07, 09
由獅子航行者（胴體和頭部）、蝘蜓航行者（左手）、天蠍航行者（右手）、旗魚航行者（左腳）和天秤航行者（右腳）合體而成。

#### 01, 02, 03, 07, 09
由獅子航行者（胴體和頭部）、蝘蜓航行者（左手）、天蠍航行者（右手）、旗魚航行者（左腳）和豺狼航行者（右腳）合體而成。

#### 01, 03, 05, 06, 07
由獅子航行者（胴體和頭部）、蝘蜓航行者（左手）、蛇夫航行者（右手）、豺狼航行者（左腳）和公牛航行者（右腳）合體而成。

#### 01, 05, 07, 09, 11
由獅子航行者（胴體和頭部）、蝘蜓航行者（左手）、旗魚航行者（右手）、熊航行者（左腳）和公牛航行者（右腳）合體而成。

#### 01, 03, 05, 09, 11
由獅子航行者（胴體和頭部）、熊航行者（左手）、旗魚航行者（右手）、豺狼航行者（左腳）和公牛航行者（右腳）合體而成。

### 超級九連王（スーパーキュウレンオー，Super Kyuren-Oh）
【基本資料】
| 機體高度 | 機體寬度 | 機體厚度 | 機體重量 | 機體航速        | 機組力量輸出 |
| -------- | -------- | -------- | -------- | --------------- | ------------ |
| 52.4m    | 38.9m    | 22.3m    | 2900t    | 500km/h（地上） | 2520萬馬力   |

由九連王和小獅航行者合體而成的究極宇宙機器人，每秒能連續發射99發巨大能量光彈。
除超級獅子航行者（胴體、頭部和炮台）以外，其餘9台航行者（雙手和雙腳）分别可以自由地和獅子航行者組合變換出3024種對接組合，發揮出各種各樣的特性（不過由於合體結構問題，右手必須是旗魚航行者）。

#### 03, 05, 07, 09, 77
由超級獅子航行者（胴體、頭部和炮台）、蝘蜓航行者（左手）、旗魚航行者（右手）、豺狼航行者（左腳）和公牛航行者（右腳）合體而成。
超級九連王的基本形態。Space.36首次登場。
必殺技為右肩的大炮鎖定敵人後發射的「超級九連王最终爆裂（スーパーキュウレンオーファイナルブレイク）」。

#### 03, 04, 06, 09, 77
由超級獅子航行者（胴體、頭部和炮台）、豺狼航行者（左手）、旗魚航行者（右手）、天秤航行者（左腳）和蛇夫航行者（右腳）合體而成。
超級九連王的第二個轉換形態。Space.37首次登場。

#### 04, 06, 09, 11, 77
由超級獅子航行者（胴體、頭部和炮台）、熊航行者（左手）、旗魚航行者（右手）、天秤航行者（左腳）和蛇夫航行者（右腳）合體而成。
超級九連王的第三個轉換形態。Space.37首次登場。
必殺技為與獵戶戰鬥者一起攻擊的「超級九連王最终爆裂（スーパーキュウレンオーファイナルブレイク）」。

#### 02, 05, 09, 11, 77
由超級獅子航行者（胴體、頭部和炮台）、熊航行者（左手）、旗魚航行者（右手）、天蠍航行者（左腳）和公牛航行者（右腳）合體而成。
超級九連王的第四個轉換形態。Space.39首次登場。
必殺技為與獵戶戰鬥者一起攻擊的「超級九連王最終爆裂（スーパーキュウレンオーファイナルブレイク）」。

#### 02, 05, 07, 09, 77
由超級獅子航行者（胴體、頭部和炮台）、蝘蜓航行者（左手）、旗魚航行者（右手）、天蠍航行者（左腳）和公牛航行者（右腳）合體而成。
超級九連王的第四個轉換形態。Space.41首次登場。
必殺技為「超級九連王最終爆裂（スーパーキュウレンオーファイナルブレイク）」。

#### 02, 06, 07, 09, 77
由超級獅子航行者（胴體、頭部和炮台）、蛇夫航行者（左手）、旗魚航行者（右手）、天蠍航行者（左腳）和蝘蜓航行者（右腳）合體而成。
超級九連王的第五個轉換形態。Space.44首次登場。
必殺技為「超級九連王最終爆裂（スーパーキュウレンオーファイナルブレイク）」。

#### 02, 07, 09, 11, 77
由超級獅子航行者（胴體、頭部和炮台）、熊航行者（左手）、旗魚航行者（右手）、天蠍航行者（左腳）和蝘蜓航行者（右腳）合體而成。
超級九連王的第六個轉換形態。Space.44首次登場。
必殺技為「超級九連王天馬爆裂（スーパーキュウレンオーペガサスブレイク）」。

#### 04, 05, 07, 09, 77
由超級獅子航行者（胴體、頭部和炮台）、蝘蜓航行者（左手）、旗魚航行者（右手）、天秤航行者（左腳）和公牛航行者（右腳）合體而成。
超級九連王的第七個轉換形態。Space.46首次登場。

### 龍帝王（リュウテイオー，Ryuutei-Oh）
【基本資料】
| 機體高度 | 機體寬度 | 機體厚度 | 機體重量           | 機體航速 | 機組力量輸出            |
| -------- | -------- | -------- | ------------------ | -------- | ----------------------- |
| 53.8m    | 36.2m    | 11.7m    | 介於1700-2400t之間 | 400km/h  | 介於1680-2100萬馬力之間 |

由3台航行者合體而成的究極宇宙機器人。操縱的天龍司令稱「如龍得翼」蕴藏著龐大得要洩漏的力量。
除龍航行者（胴體和腳部）以外，其餘9台航行者（雙手）分别可以自由地和龍航行者組合變換出72種對接組合，發揮出各種各樣的特性。

#### 02, 10, 11
由龍航行者（胴體和腳部）、蠍子航行者（左手）和熊航行者（右手）合體而成。
龍帝王的基本形態。Space.11首次登場。
必殺技為右拳聚集九連者的能量發動功夫拳头似的火箭光束「龍帝王流星爆裂（リュウテイオーメテオブレイク）」。

#### 07, 09, 10
由龍航行者（胴體和腳部）、變色龍航行者（左手）和旗魚航行者（右手）合體而成。
龍帝王的第一個轉換形態。Space.12首次登場。
必殺技為「龍帝王流星爆裂（リュウテイオーメテオブレイク）」。

#### 04, 06, 10
由龍航行者（胴體和腳部）、天秤航行者（左手）和蛇夫航行者（右手）合體而成。
龍帝王的第二個轉換形態。Space.14首次登場。
必殺技為「龍帝王流星爆裂（リュウテイオーメテオブレイク）」。

#### 03, 04, 10
由龍航行者（胴體和腳部）、天秤航行者（左手）和狼航行者（右手）合體而成。
龍帝王的第三個轉換形態。Space.17首次登場。
必殺技為狂野的豺狼和機智的天秤雙手一同攻击的「龍帝王流星爆裂（リュウテイオーメテオブレイク）」。

#### 03, 07, 10
由龍航行者（胴體和腳部）、狼航行者（左手）和變色龍航行者（右手）合體而成。
龍帝王的第四個轉換形態。Space.18首次登場。
操縱由刑事飛翼機器人變形而成的刑事飛翼加农炮，並阻止黑洞扩大。

#### 06, 10, 11
由龍航行者（胴體和腳部）、蛇夫航行者（左手）和熊航行者（右手）合體而成。
龍帝王的第五個轉換形態。Space.23首次登場。
必殺技為和九連王一同發動的「流星爆裂（メテオブレイク）」。

#### 03, 05, 10
由龍航行者（胴體和腳部）、豺狼航行者（左手）和公牛航行者（右手）合體而成。
龍帝王的第六個轉換形態。Space.26首次登場。
必杀技為與九連王和巨鳳王一同發動的「三重流星爆裂（トリプルメテオブレイク）」。

#### 08, 09, 10
由龍航行者（胴體和腳部）、天鷹航行者（左手）和旗魚航行者（右手）合體而成。
龍帝王的第七個轉換形態。Space.29首次登場。
必殺技為和巨鳳王同時攻擊的「龍帝王流星爆裂（リュウテイオーメテオブレイク）」。

#### 03, 06, 10
由龍航行者（胴體和腳部）、豺狼航行者（左手）和蛇夫航行者（右手）合體而成。
龍帝王的第八個轉換形態。Space.38首次登場。

#### 07, 08, 10
由龍航行者（胴體和腳部）、蝘蜓航行者（左手）和天鷹航行者（右手）合體而成。
龍帝王的第九個轉換形態。Space.38首次登場。

#### 03, 06, 07, 08, 10
由龍航行者（胴體和腳部）、蝘蜓航行者（左手）、天鷹航行者（右手）、豺狼航行者（球玉神的左手）和蛇夫航行者（球玉神的右手）合體而成。
龍帝王的第十個轉換形態。Space.38首次登場。

#### 03, 08, 10
由龍航行者（胴體和腳部）、豺狼航行者（左手）和天鷹航行者（右手）合體而成。
龍帝王的第十一個轉換形態。Space.46首次登場。

#### 02, 05, 10
由龍航行者（胴體和腳部）、蠍子航行者（左手）和公牛航行者（右手）合體而成。

#### 02, 08, 10
由龍航行者（胴體和腳部）、蠍子航行者（左手）和天鷹航行者（右手）合體而成。

### 龍帝九連王（リュウテイキュウレンオー，Ryuutei Kyuren-Oh）
【基本資料】
| 機體高度 | 機體寬度 | 機體厚度 | 機體重量 | 機體航速 | 機組力量輸出 |
| -------- | -------- | -------- | -------- | -------- | ------------ |
| 53.7m    | 37.9m    | 35.4m    | 4600t    | 400km/h  | 4000萬馬力   |

由龍帝王和九連王合體而成的超級究極宇宙機器人。
除獅子航行者（胴體和腳部）龍航行者（背部武裝）以外，其餘9台航行者（雙手）分别可以自由地和龍航行者組合變換出60480種對接組合，發揮出各種各樣的特性。

#### 01,02,03,05,07,09,10,11
由獅子航行者（胴體和腳部）、龍航行者（背部）、蠍子航行者（左手）、熊航行者（右手）、狼航行者（左腳）、公牛航行者（右腳）、蝘蜓航行者（左砲台）和旗鱼航行者（右砲台）合體而成。
龍帝九連王的基本形態。Space.12首次登場。
必殺技為「All Star結合爆裂（オールスタースクランブルブレイク）」。

#### 01,02,04,05,07,09,10,11
由獅子航行者（胴體和腳部）、龍航行者（背部）、蠍子航行者（左手）、熊航行者（右手）、天秤航行者（左腳）、公牛航行者（右腳）、蝘蜓航行者（左砲台）和旗鱼航行者（右砲台）合體而成。
龍帝九連王的第一個轉換形態。Space.42首次登場。

### 巨鳳王（ギガントホウオー，Gigant Houoh）
【基本資料】
| 機體高度 | 機體寬度 | 機體厚度 | 機體重量 | 機體航速 | 機組力量輸出 |
| -------- | -------- | -------- | -------- | -------- | ------------ |
| 47.6m    | 23.9m    | 25.2m    | 2400t    | 450km/h  | 2100萬馬力   |

由鳳凰航行者與鳳凰宇宙站組合而成的傳説宇宙機器人，Space.22首次登場。
擁有宇宙頂級的力量，飛行性能极高，擅長飛行戰，以肉眼看不見的速度飛翔。武器為鳳凰宇宙站的兩塊太陽能蓄電帆板所形成的「炎之劍」。
必殺技為收集火焰能量於兩把炎之劍上並燃燒起來，並左右各一刀劈出十字型火焰劍氣衝向敵人的「巨鳳王熾焰（ギガントホウオーブレイジング）。

### 球玉神/(香港譯名) 星玉戰神（キュータマジン，Kyutamajin）
【基本資料】
| 機體高度 | 機體寬度 | 機體厚度 | 機體重量 | 機體航速        | 機組力量輸出 |
| -------- | -------- | -------- | -------- | --------------- | ------------ |
| 62.7m    | 38.0m    | 37.1m    | 7000t    | 500km/h（地上） | 5800萬馬力   |

由巨鳳王機組、獅子航行者以及另外十個球玉合體而成的新傳說宇宙機器人。Space.24首次登場。
初登場時只有獅子紅和鳳凰士兵的機組登場，並且随著其余十名戰士的球玉巨大化，最終僅兩名戰士負責操縱，但由於操縱員只有兩人因此操縱時會較為吃力。
之後於Space.25登場時，十二名戰士的機組全體出動，身上的球玉也全部從巨大化的球玉換成航行者的駕駛艙，由於改為由十二人全體操縱，因此操縱時變得較為輕鬆，而且必要時還可以讓部分球玉分離與其所屬的航行者合體進行攻擊。
必殺技為噴射9999°C火焰的「球玉神流星推進（キュータマジンメテオブースター）」。而十二人操縱時的必殺技則是放出十二個球玉型能量攻擊後，讓敵人於巨大球玉型能量內爆炸的「究極流星爆裂（アルチメイトメテオブレイク）」。

### 獵戶戰鬥者（オリオンバトラー，Orion Battler）
【基本資料】
| 機體高度 | 機體寬度 | 機體厚度 | 機體重量 | 機體航速        | 機組力量輸出 |
| -------- | -------- | -------- | -------- | --------------- | ------------ |
| 63.6m    | 41.5m    | 40.6m    | 7500t    | 500km/h（地上） | 6500萬馬力   |

由獵户航行者和戰鬥獵户船合體而成的傳説宇宙機器人，本身搭載自主AI，因此能在無人駕駛下自主行動。Space.33首次登場。
必殺技為右手的獵户航行者發動本垒打級别的的「獵戶座動力攻擊（オリオンダイナミックストライク）」以及由九連王、龍帝王、巨鳳王3台协力，通過主炮獵户炮发动的「獵戶大轟炮（オリオンビッグバンキャノン）」。

### 地獄里昂斯（ケルべリオス，Cerberrios）
【基本資料】
| 機體高度              | 機體寬度 | 機體厚度 | 機體重量 | 機體航速 | 機組力量輸出 |
| --------------------- | -------- | -------- | -------- | -------- | ------------ |
| 45.7m （最大：9999m） | 38.0m    | 16.8m    | 2500t    | 500km/h  | 2200萬馬力   |

為繼九連王之後的第二台由5台航行者合體而成的究極宇宙機器人，只在劇場版登場。
除地獄犬航行者（胴體）以外，其餘9台航行者（雙手和雙腳）分别可以自由地和地獄犬航行者組合變換出3024種對接組合，發揮出各種各樣的特性。

#### 05, 06, 07, 09, 111
由地獄犬航行者（胴體）、蝘蜓航行者（左手）、旗魚航行者（右手）、蛇夫航行者（左腳）和公牛航行者（右腳）合體而成。
地獄里昂斯的基本形態。
必殺技為「地獄里昂斯最終衝擊（ケルべリオスファイナルインパクト）」。

#### 02, 03, 06, 08, 111
由地獄犬航行者（胴體）、豺狼航行者（左手）、蛇夫航行者（右手）、天鷹航行者（左腳）和天蠍航行者（右腳）合體而成。
地獄里昂斯的第一個轉換形態。

#### 02, 04, 07, 09, 111
由地獄犬航行者（胴體）、天蠍航行者（左手）、天秤航行者（右手）、旗魚航行者（左腳）和蝘蜓航行者（右腳）合體而成。
地獄里昂斯的第二個轉換形態。

#### 04, 06, 07, 09, 111
由地獄犬航行者（胴體）、天秤航行者（左手）、蛇夫航行者（右手）、蝘蜓航行者（左腳）和旗魚航行者（右腳）合體而成。
地獄里昂斯的第三個轉換形態。

#### 02, 03, 08, 11, 111
由地獄犬航行者（胴體）、天蠍航行者（左手）、天鷹航行者（右手）、熊航行者（左腳）和豺狼航行者（右腳）合體而成。
地獄里昂斯的第四個轉換形態。

### 龍帝地獄里昂斯（リュウテイケルベリオス，Ryuutei Cerberios）
【基本資料】
| 機體高度 | 機體寬度 | 機體厚度 | 機體重量 | 機體航速 | 機組力量輸出 |
| -------- | -------- | -------- | -------- | -------- | ------------ |
|          |          |          |          |          |              |

由龍帝王和地獄里昂斯合體而成的超級究極宇宙機器人。
除地獄犬航行者（胴體和腳部）龍航行者（背部武裝）以外，其餘9台航行者（雙手）分别可以自由地和龍航行者組合變換出60480種對接組合，發揮出各種各樣的特性。

#### 02,05,06,07,09,10,11,111
由地獄犬航行者（胴體和腳部）、龍航行者（背部）、蠍子航行者（左手）、熊航行者（右手）、狼航行者（左腳）、公牛航行者（右腳）、蝘蜓航行者（左砲台）和旗鱼航行者（右砲台）合體而成。
龍帝地獄里昂斯的基本形態。

## 設定
反抗軍（リベリオン，Rebellion）
為對抗Jerk Matter而設立的反抗組織，九連者們亦為所屬成員。雖然被Jerk Matter稱之為「叛亂組織反抗軍（反乱軍リベリオン）」，但實際上的正式名稱為「解放組織反抗軍（解放組織リベリオン）」。
在與Jerk Matter大戰後，繼續維持著宇宙的和平，並協助重建遭到Jerk Matter破壞的宇宙。
獵戶座號（オリオン号，Orion）
九連者們所搭乘的非武裝宇宙母艦，全名為『Offensive Resistance Interstellar Orbiter of REBELLION』，通常由Raptor 283負責駕駛。
前端的人形部份模彷獵戶座的獵人（俄里翁），Raptor 283稱呼它作「叔叔」。
内部有主機房、厨房和餐廳、醫務室、每個人的專屬私人房間等等。
高度：150公尺
長度：250公尺
第26話在Balance透過時鐘座球玉改造下擁有穿越時空的能力。
第28話結尾時以嚴重損毀及腐朽的樣貌出現在現代。
第29話得知是遭到過去時空的Don・Armage襲擊而嚴重損毀。
第30話時透過Raptor的緊急搶修下暫時能夠運行，並藉由時鐘座球玉之力返回現代。
第31話得知因為穿越時空的關係，導致面臨嚴重損壞無法修復的狀態。
第32話時耗盡能量而停止運行，但因感受到Raptor的期望而自行再啟動，並將還在船內的Balance、Spada及小太郎傳送至球玉神的駕駛艙上，然後飛上太空將爆炸的超巨大Moraimazu推離地球，卻因為超巨大Moraimazu爆炸而同歸於盡地炸毀於宇宙之中，在消散前留下「Good Luck」訊息至球玉神上的九連者們。
磅基（ポンギ，Pongi）
Jerk Matter所統治的星座系內所通用的貨幣單位。
第2話時九連者的懸賞獎金為5千萬磅基，而Balance與Naga所組成的「怪盜BN團」懸賞獎金則是5百萬磅基。
巨大印籠（キョダインロウ）
代官及家老們所持有的印籠型道具，其上面所刻印的Jerk Matter紋章代表著宇宙幕府Jerk Matter的威權存在。
一旦持有者遭到擊倒時，印籠內所積蓄的能量會一次爆發使其巨大化。
惑星原素（プラネジューム，PlaneJeum）
構成惑星的特殊能量，Jerk Matter佔據惑星的目的在於藉由Moraimazu抽乾此種能量，使惑星面臨死亡，然後爆發毀滅成「宇宙塵埃」。
因此必須在惑星原素遭到抽乾前擊破Moraimazu。
第42話得知Jerk Matter將其製作成足以毀滅宇宙的「惑星原素爆彈」，並打算摧毀整個宇宙。
第44話得知因「惑星原素爆彈」的失敗而使得將軍Don·Armage命令安東博士利用惑星Bellona進行更具危險的黑暗惑星原素爆炸實驗，並打算將地球所蘊含的惑星原素全都轉化成黑暗惑星原素，藉此引爆毀滅掉整個宇宙。
阿爾戈號（アルゴ船，Argo）
宇宙傳說中的船，是畢格貝爾與蕭·龍波口中能打倒Jerk Matter的關鍵。
必須透過羅盤座球玉，找尋到關鍵的三枚球玉-分別為「船帆座」、「船底座」、「船尾座」球玉，才能使其復活。
第21話在湊齊三枚球玉組合成「南船座」球玉後正式復活，同時在其內部發現沉睡的鳳劍岳。
第22話在鳳劍岳使用鳳凰座球玉後揭開其真面目為鳳凰士兵的專用機組-「鳳凰航行者」、「鳳凰宇宙站」、「鳳凰基地」。
安達里士（アンタレス，Antares）
Stinger一族的禁忌秘術，以自身性命作為代價將毒素注入體內換取強大的力量。
此命名自天蠍座最亮的主星『心宿二』。
九連者執照（キュウレンジャーライセンス，Kyuranger License）
由反抗軍所發行代表著九連者身份的証明。最早加入的Stinger、Champ、Hammy和Spada四人亦也持有著。第24話時由小太郎將此証明交付給其他未擁有的成員。
該証明除了持有者的臉部照外，旁邊以橫式寫法標示持有者姓名及所屬星座名。

### 惑星
九連者所在的宇宙
- Crotus（クロトス）

為平面的大地的惑星。
Lucky在此惑星上與Champ、Hammy和Spada三人初次相遇。
- JagJag（ジャグジャグ）

為綠意盎然的惑星。
Lucky在此惑星上與Garu初次相遇。
- Jigama（ジガマ）

為工業極度發達的惑星。
Lucky在此惑星上與Balance和Naga兩人初次相遇。
- Nidoru（ニードル）

為天蠍座星系上一處充滿荒漠的惑星，甚至因惑星原素被大量抽取快要面臨死亡的危機，同時也是Scorpio跟Stinger兄弟兩人的故鄉星球。
Lucky在此惑星上與當時還是間諜身份的Stinger初次相遇，並且對戰過。
- 地球（チキュウ）

此地球並非超級戰隊所在的地球，而是多重宇宙中存在的另外一個宇宙中的地球，同時也是小太郎跟鳳劍岳兩人的故鄉星球。
因為蘊含超乎想像的惑星原素而成為Jerk Matter重點放置多名代官及大量Moraimazu的惑星。
現成為九連者反抗宇宙幕府Jerk Matter的起點，也是Jerk Matter毀滅宇宙的引爆點及九連者最終決戰之地。
- Jishack（ジーシャック）

位於羅盤座星系上的惑星。
Balance、Champ與Naga三人在此惑星上的洞穴中尋得羅盤座球玉。
- Ruth（ルース）

位於小獅座星系上的惑星。
Lucky在幼年與父母失散後，被迫搭乘逃生裝置遠離故鄉星球所來到之處，並在此惑星長大。
- Bella（ベラ）

位於船帆座星系上的惑星，也是宇宙中最具知名的觀光度假行星。
- Kiru（キール）

位於船底座星系上的惑星。
九連者在此星球上的森林初次遇見精靈愛麗絲。
- 哈士奇（ハスキー，Husky）

於《宇宙戰隊九連者 THE MOVIE Goes Indaver的逆襲》中登場的三惑星之一，為岩石遍布的惑星。
此星球命名自「哈士奇」。
- 鬥牛（ブル，Bull）

於《宇宙戰隊九連者 THE MOVIE Goes Indaver的逆襲》中登場的三惑星之一，為冰天雪地的惑星。
此星球命名自「鬥牛犬」。
- 杜賓（ドーベル，Dober）

於《宇宙戰隊九連者 THE MOVIE Goes Indaver的逆襲》中登場的三惑星之一，為充滿都市廢墟的惑星。
此星球命名自「杜賓犬」。
- 時（トキ，Toki）

位於時鐘座星系上的惑星，同時也是時鐘座球玉的放置處。
鳳劍岳為了得知Don・Armage再次復活的真相，而安排Raptor跟Spada兩人前往調查。兩人調查後得知需30分鐘內轉動對應12小時的12條發條才能獲得時鐘座球玉，因此需全員出動完成找尋時鐘座球玉的任務。
- 南十字架（サザンクロス，Southern Cross）

位於南十字座星系上正中心的惑星，同時也是Jerk Matter的大本營。
現得知其外圍設有防護屏障，並且有大量的Moraimazu守衛著，同時在其中心處有道可通往核心區的地獄之門。
第43話被惑星原素爆彈毀滅，隨後惑星的碎片連帶著爆彈的衝擊一起被黑洞球玉所產生的黑洞吸收掉。
- Pikoku（ピーコク）

位於孔雀座星系上的惑星。
九連者為了調查Hoshi☆Minato與Jerk Matter的關係而變裝參加此星球上所舉辦的新人試鏡會節目『宇宙第一藝人試鏡會！下一個Hoshi☆Minato就是你！』。
- Zakise（ザキーセ）

位於網罟座星系上的惑星。
因故鄉星球遭到Jerk Matter侵略而無鄉可歸的Hammy在此與當時還是名落魄流浪歌手的Hoshi☆Minato初次相遇，並因為他的歌而讓失去希望的Hammy振作起來。
- Kaien（カイエン）

獅子座星系的本星，也是Lucky的故鄉，曾遭到副將軍Kukuruga摧毀過。
九連者在這識破Jerk Matter的陰謀，並擊敗副將軍Kukuruga，並且見證Lucky加冕登基為獅子座星系的王。
- Achoruku（アチョルク）

位於仙王座星系上的惑星，也是九林寺九房所在之處。
- Gemu（ゲム）

位於英仙座星系上的惑星。
- SBC（エスビーシー）

位於仙后座星系上的惑星。
- Bellona（ベローナ）

位於烏鴉座星系上的惑星，過去是Jerk Matter關押反抗民眾的監獄。
過去鳳劍岳在此遇見成為囚犯的庫耶魯波。
現因黑暗惑星原素爆彈的實驗下，遭到爆炸毀滅。
超級戰隊存在的宇宙
- 地球

多重宇宙中存在的另外一個宇宙中的地球，也是超級戰隊存在的星球。
Lucky、Garu、Naga、Hammy、蕭·龍波為了追回被Madakko盜走的羅盤座球玉，而在追趕之際，因黑洞的關係所到達的平行宇宙世界。
在獸王者將浩劫機關消滅後，目前正處於和平的狀態。

## 播放列表
以下時間以當地時間（日本時間）為準
| 日本首播   | 香港首播   | 話數             | 日文標題 | 中文標題香港標題                      | 登場代官（日本CV／香港CV）                                                                       | 幸運九惑星 | 平均收視率 | 劇本     | 導演     |
| ---------- | ---------- | ---------------- | -------- | ------------------------------------- | ------------------------------------------------------------------------------------------------ | ---------- | ---------- | -------- | -------- |
| 2017/02/12 | 2018/02/25 | 1                |          | 宇宙第一的超級之星 宇宙第一的超級巨星 | -                                                                                                | 赤         | 3.8%       | 毛利亘宏 | 柴崎貴行 |
| 2017/02/19 | 2018/03/04 | 2                |          | 行動吧！怪盜BN團 去吧，怪盜BN團       | ガメッツイ（石川英郎）                                                                           | 青         | 3.1%       | 毛利亘宏 | 柴崎貴行 |
| 2017/02/26 | 2018/03/11 | 3                |          | 來自砂漠之星的男人 來自沙漠之星的男人 | モーレツヨインダベー（奥畑幸典/）                                                                | 黃         | 3.0%       | 毛利亘宏 | 柴崎貴行 |
| 2017/03/05 | 2018/03/18 | 4                |          | 憧憬的人造人 憧憬的機械人             | ユメパックン（近藤浩徳） エリードロン（黑田崇矢）                                                | 綠         | 3.5%       | 毛利亘宏 | 杉原輝昭 |
| 2017/03/12 | 2018/03/25 | 5                |          | 9人的究極的救世主 九名究極救世主      | ユメパックン（近藤浩徳） エリードロン（黑田崇矢）                                                | 赤         | 3.9%       | 毛利亘宏 | 杉原輝昭 |
| 2017/03/19 | 2018/04/01 | 6                |          | 振翅飛翔！舞蹈之星！ 飛翔吧！舞蹈之星 | デンビル（粟津貴嗣/張炳強）                                                                      | 綠         | 3.6%       | 毛利亘宏 | 加藤弘之 |
| 2017/03/26 | 2018/04/08 | 7                |          | 生日奪回！                            | トゥーミー（伊藤健太郎/雷霆） スペースイカデビル（關智一）                                       | 黃         | 2.0%       | 毛利亘宏 | 加藤弘之 |
| 2017/04/02 | 2018/04/15 | 8                |          | 司令官蕭・龍波的秘密                  | マモリツヨインダベー（坂井易直） メガツヨインダベー（坂井易直） メシウバインダベー（村岡弘之）   | 青         | 2.6%       | 毛利亘宏 | 竹本昇   |
| 2017/04/09 | 2018/04/22 | 9                |          | 燃烧吧天龍至尊！                      | マーダッコ（喜多村英梨） メッチャツヨインダベー ムッチャツヨインダベー                           | 綠         | 2.8%       | 毛利亘宏 | 竹本昇   |
| 2017/04/16 | 2018/04/29 | 10               |          | 小小的巨人，巨大之星！                | モズマ（飛田展男/馮錦堂）                                                                        | 黃         | 2.4%       | 毛利亘宏 | 柴崎貴行 |
| 2017/04/23 | 2018/05/06 | 11               |          | 拯救宇宙的3枚球玉                     | デスワーム                                                                                       | 赤         | 3.7%       | 毛利亘宏 | 柴崎貴行 |
| 2017/04/30 | 2018/05/13 | 12               |          | 11人的究極的All Star                  | イカーゲン（鹽屋翼/盧國權）                                                                      | 綠         | 2.9%       | 毛利亘宏 | 柴崎貴行 |
| 2017/05/07 | 2018/05/20 | 13               |          | Stinger，兄長的挑戰                   | モンドムヨインダベー（大泊貴揮）                                                                 | 黃         | 2.7%       | 毛利亘宏 | 杉原輝昭 |
| 2017/05/14 | 2018/05/27 | 14               |          | 雀躍！宇宙龍宮城！                    | ユーテルジャン（江川央生）                                                                       | 青         | 2.7%       | 下山健人 | 杉原輝昭 |
| 2017/05/21 | 2018/06/03 | 15               |          | 海之惑星Bella的救世主                 | ゴネーシ（津久井教生/梁偉德）                                                                    | 綠         | 2.8%       | 毛利亘宏 | 加藤弘之 |
| 2017/05/28 | 2018/06/10 | 16               |          | Stinger，與兄長的再會                 | マーダッコ（喜多村英梨） デスワーム                                                              | 黃         | 3.0%       | 毛利亘宏 | 加藤弘之 |
| 2017/06/04 | 2018/06/17 | 17               |          | 將黑暗的圓頂照亮的太陽！              | シャイドス（上田燿司）                                                                           | 赤         | 2.7%       | 荒川稔久 | 竹本昇   |
| 2017/06/11 | 2018/06/24 | 18               |          | 緊急出動！宇宙英雄！                  | マーダッコ（喜多村英梨） デスワーム                                                              | 綠         | 3.3%       | 荒川稔久 | 竹本昇   |
| 2017/06/25 | 2018/07/01 | 19               |          | 森之惑星Kiru的精靈                    | オメーガ（飯島肇/陳欣）                                                                          | 黃         | 3.2%       | 毛利亘宏 | 杉原輝昭 |
| 2017/07/02 | 2018/07/08 | 20               |          | Stinger VS Scorpio                    | スコルピオ（久保田悠來） マーダッコ（喜多村英梨）                                                | 青         | 3.0%       | 毛利亘宏 | 杉原輝昭 |
| 2017/07/09 | 2018/07/15 | 21               |          | 永別了Scorpio！阿爾戈號，復活之時！   | スコルピオ（久保田悠來） マーダッコ（喜多村英梨）                                                | 赤         | 3.4%       | 毛利亘宏 | 杉原輝昭 |
| 2017/07/23 | 2018/07/22 | 22               |          | 傳說的救世主的正體                    | マナビル（沼田祐介/馮錦堂）                                                                      | 綠         | 3.0%       | 毛利亘宏 | 加藤弘之 |
| 2017/07/30 | 2018/07/29 | 23               |          | 成為本大爺的盾牌吧！                  | メディアツヨインダベー（大山鎬則） メタルデスワーム                                              | 赤         | 3.0%       | 毛利亘宏 | 加藤弘之 |
| 2017/08/06 | 2018/08/05 | 24               |          | 我要成為戰鬥中的盾牌！                | ギャブラー（小形滿）                                                                             | 黃         | 3.1%       | 毛利亘宏 | 竹本昇   |
| 2017/08/13 | 2018/08/12 | 25               |          | 惑星Toki！少年的決意！                | テッチュウ（土田大） マーダッコ（喜多村英梨）                                                    | 黃         | 2.9%       | 毛利亘宏 | 竹本昇   |
| 2017/08/20 | 2018/08/19 | 26               |          | 闇之戰士，蛇夫合金                    | -                                                                                                | 綠         | 2.5%       | 毛利亘宏 | 柴崎貴行 |
| 2017/08/27 | 2018/08/26 | 27               |          | 獵戶座號的Indaver恐慌！？（總集篇）   | インダ（松島昭浩、下和田裕貴、白鳥哲）                                                           | 赤         | 2.8%       | 井上テテ | 須上和泰 |
| 2017/09/03 | 2018/09/02 | 28               |          | 怪盜BN團，解散…                       | -                                                                                                | 黃         | 3.0%       | 毛利亘宏 | 柴崎貴行 |
| 2017/09/10 | 2018/09/09 | 29               |          | 獵戶座，最強的戰士                    | ドン・アルマゲ（谷昌樹） テッチュウ（土田大） アキャンバー（小宮有紗） ククルーガ（內田直哉）    | 綠         | 3.1%       | 毛利亘宏 | 杉原輝昭 |
| 2017/09/17 | 2018/09/16 | 30               |          | 好耶！奇跡的球玉                      | ドン・アルマゲ（谷昌樹） テッチュウ（土田大） アキャンバー（小宮有紗） ククルーガ（內田直哉）    | 赤         | 3.6%       | 毛利亘宏 | 杉原輝昭 |
| 2017/09/24 | 2018/09/23 | 31               |          | Naga奪還大作戰！                      | ミクロツヨインダベー（太田哲治）                                                                 | 黃         | 3.6%       | 毛利亘宏 | 加藤弘之 |
| 2017/10/01 | 2018/09/30 | 32               |          | 獵戶座號呀，永遠                      | ドーギュン（水內清光）                                                                           | 綠         | 2.6%       | 井上テテ | 加藤弘之 |
| 2017/10/08 | 2018/10/07 | 33               |          | 發進！戰鬥獵戶船                      | マゲラー（こねり翔）                                                                             | 赤         | 2.0%       | 毛利亘宏 | 竹本昇   |
| 2017/10/15 | 2018/10/14 | 34               |          | 謎之覆面戰士，現身                    | ククルーガ（內田直哉） 牛型汎用破壊兵器ゼロ号                                                    | 黃         | 2.8%       | 毛利亘宏 | 竹本昇   |
| 2017/10/22 | 2018/10/21 | 35               |          | 宇宙No.1偶像的秘密                    | ドン・アルマゲ（谷昌樹） アキャンバー（小宮有紗）                                                | 青         | 3.5%       | 下山健人 | 竹本昇   |
| 2017/10/29 | 2018/10/28 | 36               |          | 沉睡於Lucky故鄉的傳說                 | ウンジェット（高城元氣）                                                                         | 黃         | 3.2%       | 毛利亘宏 | 柴崎貴行 |
| 2017/11/12 | 2018/11/04 | 37               |          | Lucky，與父親的再會                   | ジューモッツ（辻親八） ククルーガ（內田直哉）                                                    | 赤         | 2.8%       | 毛利亘宏 | 柴崎貴行 |
| 2017/11/19 | 2018/11/11 | 38               |          | 震驚不已！危機9連發！                 | デスゴン（松尾貴司） メカマーダッコ（喜多村英梨）                                                | 綠         | 3.3%       | 毛利亘宏 | 加藤弘之 |
| 2017/11/26 | 2018/11/18 | 39               |          | 英仙座的大冒險                        | メカマーダッコ（喜多村英梨） 牛型汎用破壊兵器ゼロ号*2                                            | 黃         | 3.2%       | 毛利亘宏 | 加藤弘之 |
| 2017/12/03 | 2018/11/25 | 40               |          | 開幕！地獄的死亡球賽                  | グローブン（落合福嗣） メカマーダッコ（喜多村英梨） 審判インダ（相澤正輝）                       | 青         | 3.2%       | 毛利亘宏 | 須上和泰 |
| 2017/12/10 | 2018/12/02 | 41               |          | 突入！惑星南十字架                    | 牛型汎用破壊兵器ゼロ號 ドン・アスラン（山崎銀之丞） サザンキング（濱田賢二）                     | 黃         | 2.9%       | 毛利亘宏 | 須上和泰 |
| 2017/12/17 | 2018/12/09 | 42               |          | 父親？宇宙？Lucky的覺悟               | 牛型汎用破壊兵器ゼロ號 アキャチューガ（土田大、小宮有紗、內田直哉） ドン・アスラン（山崎銀之丞） | 綠         | 2.1%       | 毛利亘宏 | 竹本昇   |
| 2017/12/24 | 2018/12/16 | 43               |          | 立誓於聖誕夜好耶，Lucky               | デスワーム メカマーダッコ（喜多村英梨） ドン・アルマゲ（谷昌樹） ドン・アスラン（山崎銀之丞）    | 赤         | 3.0%       | 毛利亘宏 | 竹本昇   |
| 2018/01/07 | 2018/12/23 | 44               |          | Don・Armage的真面目                   | ボスワーム ドン・クエルボ（浪川大輔）                                                            | 黃         | 3.1%       | 毛利亘宏 | 加藤弘之 |
| 2018/01/14 | 2018/12/30 | 45               |          | 劍岳之命與地球的危機                  | 牛型汎用破壊兵器ゼロ號 アントン博士、アントンゼロ（氏木毅）                                      | 綠         | 3.4%       | 毛利亘宏 | 加藤弘之 |
| 2018/01/21 | 2019/01/06 | 46               |          | 希望與絕望的縫隙間                    | ドン・クエルボ（浪川大輔） ドン・ツルギ（南圭介）                                                | 黃         | 2.3%       | 毛利亘宏 | 柴崎貴行 |
| 2018/01/28 | 2019/01/13 | 47               |          | 救世主們的約定                        | ドン・ツルギ（南圭介） ドン・アルマゲ（谷昌樹）                                                  | 赤         | 3.1%       | 毛利亘宏 | 柴崎貴行 |
| 2018/02/04 | 2019/01/20 | Final （最終話） |          | 在宇宙響徹！好耶，Lucky               | ドン・アルマゲ（谷昌樹）                                                                         | 全         | 3.2%       | 毛利亘宏 | 柴崎貴行 |

## 音樂

### 片頭曲
- 「 LUCKYSTAR 」[176]
  - 作詞：藤林聖子／作曲：KoTa／編曲：Project.R（KoTa、高橋哲也）／演唱：幡野智宏（Project.R）
  - 超級戰隊第一次在片頭曲加上該集的部分片段。
  - 於第2話加入介紹文。
  - 第11話起因佐久間小太郎的加入，片頭做小幅度的變更。
  - 第22話起因鳳劍岳的加入，片頭再次作小幅度的變更。
  - 第32話在進入片頭曲映像前就先以本篇的方式導入片頭曲前奏，並且介紹文也大幅度的修改，而「9人的救世主」也改為「現在為12人的救世主」，這是超級戰隊第二次在中途變更介紹文[177]。
  - 第33話起取消介紹文。
  - 第43話為超級戰隊首次在最終話前不播放片頭曲，直接進入劇情並直接上演員表。

### 片尾曲
- 「 キュータマダンシング！ 」（Space.1 - 21、28 - Final）
  - 作詞：ショウ・ロンポー、井上望／作曲：平澤敦士／編曲：川瀬智（Project.R）／演唱：松原剛志（Project.R）／編舞：ラッキィ池田
  - 與前兩作相同，在片尾放送時，會有紅、藍、黃、綠四種顏色的九惑星猜謎[178]，歌曲過後，謎底九惑星將會揭曉，詳情見#播放列表。
  - 另外每話都會有兩名九連者成員（大多為主要劇情角色）在畫面下方左右球玉內進行舞蹈。
  - 第12話開始追加蕭·龍波與佐久間小太郎的舞蹈畫面，同時也修改部份舞蹈動作。
  - 第28話開始追加鳳劍岳的舞蹈畫面。
  - 第32話開始因播放時間的變動而將部份樂曲縮短。
  - 第43話配合聖誕節，畫面有小幅度的更動。
  - 最終話搭配著劇情，使用了完整版的歌曲，這是超級戰隊系列首次使用完整版的歌曲作為系列的結束。
- 「 キュータマ音頭！ 」（Space.22 - 27）
  - 作詞：ショウ・ロンポー、井上望／作曲：平澤敦士／編曲：川瀬智（Project.R）／演唱：松原剛志（Project.R）／編舞：ラッキィ池田
  - 此首為「キュータマダンシング！」的盆踊風版本，也是夏季限定版本的片尾曲，其中歌詞與舞蹈皆與原曲相同。
  - 影像中除了九連者12人，包含演唱的松原剛志、飾演Hoshi★Minato的松本寬也以及參與演出的999人在內，皆穿著浴衣進行舞蹈。

### 插曲
- 「 キューレットザチャンス 」（Space.4 - 7、32、38）
  - 作詞：八手三郎 / 作曲、編曲：園田健太郎 / 歌：Project.R（Sister MAYO、高取ヒデアキ）
- 「 セイ・ザ・キュウレンジャー～宇宙をとりもどせ！ 」（Space.5、12、14、24、29、42）
  - 作詞、作曲：YOFFY ／ 編曲：大石憲一郎（Project.R） ／ 演唱：PSYCHIC LOVER
- 「 キュウレンオー 銀河無敵伝説 」（Space.6、15、34、44）
  - 作詞：八手三郎 ／ 作曲：山下康介 ／  編曲：龜山耕一郎（Project.R） ／ 演唱：松原剛志（Project.R）
- 「 EXCITE 」（Space.7）
  - 作詞：Kanata Okajima、Daichi Miura／ 作曲：Carpainter、Kanata Okajima ／ 編曲：UTA、Carpainter ／ 演唱：三浦大知
  - 此插曲只限在假面騎士EX-AID登場時使用。
- 「 特捜戦隊デカレンジャー 10 YEARS AFTERS 」（Space.18）
  - 作詞：吉元由美 ／ 作曲：宮崎歩 ／ 編曲：京田誠一 ／ 演唱：サイキックラバー
- 「 宇宙刑事ギャバン -Type G- 」（Space.18）
  - 作詞：山川啓介 ／ 作曲：渡辺宙明 ／ 編曲：和田耕平 ／ 演唱：串田アキラ
- 「 伝説のホウオウソルジャー 」（Space.21 - 22）
  - 作詞：マイクスギヤマ ／ 演唱：石原慎一 ／ 演奏：Z旗
- 「 究極！無敵！！キュウレンジャー 」（Space.25、39、45）
  - 作詞：歌菜子、原田謙太 ／ 作曲、編曲：山田信夫 ／ 演唱：幡野智宏（Project.R）
- 「 ミラクルスター！シシレッドオリオン 」（Space.30、36、41）
  - 作詞：マイクスギヤマ ／ 作曲、編曲：高木洋（Project.R） ／ 演唱：高橋秀幸（Project.R）
- 「 巨大宇宙戦艦バトルオリオンシップ 」（Space.33）
  - 演唱：Project.R（高取ヒデアキ、石原慎一、NoB、うちやえゆか）
- 「 正義の兵リベリオン 」
  - 作詞：マイクスギヤマ／ 作曲、編曲：谷本貴義（Project.R） ／ 演唱：魂の三兄弟（串田アキラ、宮内タカユキ、MoJo）

### 角色曲
- 「 ラッキー SMILE 」
  - 作詞：井上望 ／ 編曲、作曲：大石憲一郎（Project.R） ／ 演唱：シシレッド ／ ラッキー（岐洲匠）
- 「 サソリ座の歌 」（Space.21）
  - 作詞：藤林聖子 ／ 作曲：岸洋佑 ／ 編曲：中畑丈治（Project.R） ／ 演唱：スティンガー ／ サソリオレンジ（岸洋佑）
- 「 AGEPOYO☆DANCE!! 」
  - 作詞：坂井竜二 ／ 編曲、作曲：村井大 ／ 歌：テンビンゴールド ／ バランス（小野友樹）、ヘビツカイシルバー ／ ナーガ・レイ（山崎大輝）
- 「 からっきし 」（Space.35）
  - 作詞：下山健人 ／ 作曲：鈴木盛廣 ／ 編曲：安岡洋一郎（Project.R） ／ 演唱：カメレオングリーン ／ ハミィ（大久保櫻子）
- 「 夢見るアンドロイド 」
  - 作詞：井上望 ／ 作曲：高取ヒデアキ（Project.R） ／ 編曲：籠島裕昌(Project.R) ／ 演唱：ワシピンク ／ ラプター283（M・A・O）
- 「 ブラボー!イエロー! 」
  - 作詞・作曲：Raizo.W ／ 編曲：中畑丈治 (Project.R) ／ 演唱：カジキイエロー ／ スパーダ（榊原徹士）
- 「 リュウコマンダー龍の道 」（Space.9、38）
  - 作詞：マイクスギヤマ ／ 作曲：大西洋平 ／ 編曲：梅村建太(Project.R) ／ 演唱：リュウコマンダー ／ ショウ・ロンポー（神谷浩史）
- 「 BLUE SKY BOY 」
  - 作詞：藤林聖子 ／ 作曲、編曲：谷本貴義（Project.R） ／ 演唱：佐久間小太郎 ／ コグマスカイブルー（田口翔大）
- 「 I'M LEGEND 」
  - 作詞：マイクスギヤマ ／ 作曲・編曲：柴田尚 ／ 歌：ホウオウソルジャー ／ 鳳ツルギ（南圭介）
- 「 ラッキー ミラクル パラダイス 」（Space.2、35）
  - 作詞：井上望 ／ 作曲、編曲：大石憲一郎（Project.R） ／ 演唱：ホシ★ミナト（松本寬也）
- 「 贅沢HEAVEN!宇宙竜宮城 」（Space.14）
  - 作詞、編曲、作曲：岩崎貴文（Project.R） ／ 歌：ホシ★ミナト（松本寛也）

## 其他相關媒體

### 劇場版
- 《劇場版 動物戰隊獸王者 VS 忍忍者 來自未來的訊息 from 超級戰隊》

本作與《動物戰隊獸王者》與《手裏劍戰隊忍忍者》VS劇場版，本作亦是《超級戰隊祭》的第九部作品，亦是作為《超級戰隊祭》為主題的最後一部作品，2017年1月14日上映，九連者九位成員於本作先行登場。
- 《假面騎士x超級戰隊 超 超級英雄大戰》

2017年3月25日上映，為《假面騎士EX-AID》和本作共同合作的特别劇場版。
- 《宇宙戰隊九連者 THE MOVIE Goes Indaver的逆襲》

2017年8月5日上映，為本作的獨立劇場版。
- 《宇宙戰隊九連者 VS SPACE SQUAD》

2018年6月30日部分戲院期間限定上映，為本作的歸來聯動篇，本作亦是作為歸來篇的最後一部作品。
- 《魯邦連者VS巡邏連者VS九連者》

2019年5月3日上映，為《快盜戰隊魯邦連者VS警察戰隊巡邏連者》與本作的VS劇場版，亦是本作唯一一部的VS劇場版。
- 《假面騎士聖刃 + 機界戰隊全開者 超級英雄戰記》

2021年7月22日上映，本作為《假面騎士聖刃》和《機界戰隊全開者》的跨界劇場版，同時也是《假面騎士系列》50週年和《超級戰隊系列》45作品的聯動紀念作，天鷹粉紅和天龍司令在本作登場。

### 電視特輯
- 《連續4週特別篇 超級戰隊最強對戰!!》

《超級戰隊系列》電視特別節目，天蠍橙於本作登場。

### 網路動畫（WEBムービー）
- 宇宙戰隊九連者 變身講座 〜與你一起Star Change！〜


YouTube BANDAI公式Channel配信。預定6話+SP。
| 話數  | 標題             | 配信日期       |
| ----- | ---------------- | -------------- |
| 第1話 | 獅子紅＆蝘蜓綠篇 | 2017年02月11日 |
| 第2話 | 天秤金＆蛇夫銀篇 | 2017年02月18日 |
| 第3話 | 豺狼藍＆金牛黑篇 | 2017年02月25日 |
| 第4話 | 天鷹粉＆旗魚黃篇 | 2017年03月5日  |
| 第5話 | 天蠍橙篇         | 2017年03月12日 |
| 第6話 | 天馬獅子紅篇     | 2017年03月19日 |
| 第7話 | 特別章節         | 2017年08月5日  |

- from Episode of Stinger 宇宙戰隊九連者 高校大戰



### 映像商品

#### 外傳
- 《宇宙戰隊九連者 Episode of Stinger》


2017年10月25日以Blu-ray及DVD發行普通版和初回生產限定盤版兩種版本。
為本作的番外篇，也是系列作首部個人特別篇，並以本作角色之一的Stinger / 天蠍橙為首發角色。

## 超級英雄時間相關條目
- 2017春《假面騎士EX-AID》（第18-45集）
- 2017秋《假面騎士Build》（第1-21集）

## 海外播放

### 香港
香港無綫翡翠台於2018年2月25日至2019年2月10日期間每週日上午9時30分以雙語廣播播放粵語配音版和日語版，其中粵語配音版配上正體中文字幕經myTV SUPER網上直播及節目重溫，而網上直播及節目重溫則與電視播放版本同為雙語廣播，並加上可選繁體中文字幕；本作是無綫電視首個緊貼日本於整個作品在播映完畢後開始在香港播放的超級戰隊作品；2019年1月27日至2019年2月10日暫停播放《超級戰隊系列》三星期，改播放花生動畫。
| 香港 無綫電視翡翠台 星期日 09:30-10:00                                                 | 香港 無綫電視翡翠台 星期日 09:30-10:00                                                | 香港 無綫電視翡翠台 星期日 09:30-10:00 |
| -------------------------------------------------------------------------------------- | ------------------------------------------------------------------------------------- | -------------------------------------- |
|                                                                                        | 宇宙戰隊 （2018年2月25日﹣2019年1月20日）                                             |                                        |
| 手裏劍戰隊 （2017年3月26日﹣2018年2月11日）文化新領域 （2018年2月18日）（09:30-10:05） | 花生動畫 （2019年1月27日﹣2月10日） 快盜戰隊VS警察戰隊 (2019年2月17日﹣2020年2月2日） |                                        |

### 台灣
台灣由東森綜合台及東森超視台於前作《動物戰隊獸王者》播映完畢後，隔了一年確定跳過本作直接進入《快盜戰隊魯邦連者VS警察戰隊巡邏連者》，因此本作也是自《百獸戰隊牙吠連者》以來，繼《天裝戰隊護星者》和《手裏劍戰隊忍忍者》後，第三部沒有在台灣播映的戰隊劇集作品。

## 外部連結
- 《宇宙戰隊九連者》 朝日官方網站（页面存档备份，存于）（日語）
- 《宇宙戰隊九連者》 東映官方網站（页面存档备份，存于）（日語）
- 《宇宙戰隊九連者》 Twitrer（页面存档备份，存于）（日語）